# エンターテインメント

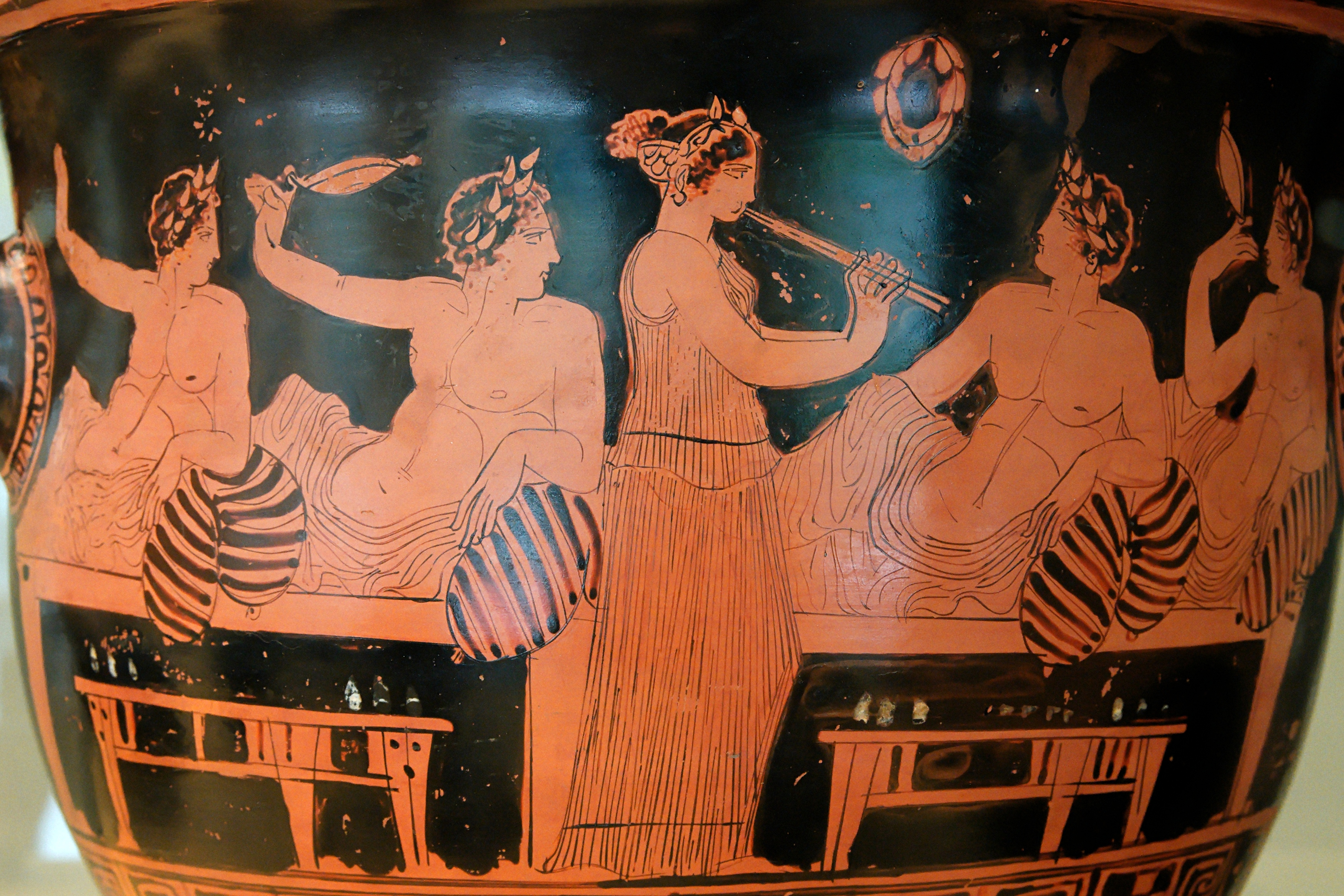
コッタボスをプレイする宴会参加者とアウロスを演奏する少女、ギリシャ (c. 420 BCE). 宴会と音楽は古代から二つの重要な娯楽であり続けている。

- エンターテイメント

エンターテインメント（英: Entertainment）とは、観客の注目と関心を引き、喜びと楽しみを提供する活動の形態である。それはアイデアやタスクであるかもしれないが、観客の注目を引き続けるという特定の目的のために何千年もかけて発展してきた活動やイベントであることがより一般的である。
人々は異なる好みを持つため、注目を引かれるものは人によって異なるが、ほとんどの形態のエンターテインメントは認識可能で馴染みがある。ストーリーテリング、音楽、ドラマ、ダンス、そして様々な種類のパフォーマンスはすべての文化に存在し、王室でサポートされ、時間とともに洗練された形式に発展し、すべての市民が利用できるようになった。このプロセスは、エンターテインメント製品を記録して販売するエンターテインメント産業によって現代ではさらに加速している。エンターテインメントは進化し、現在は膨大な量の事前録音された製品から個人が選択するプライベートなエンターテインメントから、2人のために適応した宴会、適切な音楽とダンスを伴うあらゆる規模や種類のパーティー、数千人を対象としたパフォーマンス、さらには世界的な観客を対象としたものまで、あらゆる規模に適応することができる。
エンターテインメントを体験することは娯楽と強く結びついてきたため、この概念の一般的な理解の一つは楽しさと笑いであるが、多くのエンターテインメントには真剣な目的がある。これは様々な形式の儀式、祝賀会、宗教的祭り、または風刺などの場合である。したがって、エンターテインメントに見えるものが洞察や知的成長を達成する手段にもなりうる可能性がある。
エンターテインメントの重要な側面は観客であり、これによりプライベートなレクリエーションやレジャー活動がエンターテインメントへと変わる。観客は、人々が芝居、オペラ、テレビ番組、または映画を見ている場合のように受動的な役割を果たすこともあれば、ゲームの場合のように、参加者と観客の役割が日常的に入れ替わる能動的な役割を果たすこともある。エンターテインメントは公共または私的なものであり、劇場やコンサートの場合のような正式な、脚本に基づいたパフォーマンスを含むことも、子供のゲームの場合のような脚本のない自発的なものを含むこともある。ほとんどの形態のエンターテインメントは、文化、技術、ファッションの変化によって進化しながら、多くの世紀にわたって存続してきた。ステージマジックのようにである。映画やビデオゲームは、より新しいメディアを使用しているにもかかわらず、引き続き物語を語り、ドラマを提示し、音楽を演奏している。祭りは音楽、映画、またはダンスに捧げられ、観客が数日連続でエンターテインメントを楽しむことができる。
公開処刑のようないくつかのエンターテインメントは、現在ほとんどの国で違法である。かつては狩猟や戦争で使用されていたフェンシングやアーチェリーなどの活動は、観戦スポーツになった。同様に、料理などの他の活動も、プロフェッショナルの間でのパフォーマンスとして発展し、世界的な競争として舞台化され、そしてエンターテインメントとして放送されている。あるグループや個人にとってのエンターテインメントは、別のグループや個人にとっては仕事や残酷な行為とみなされる場合もある。
馴染み深いエンターテインメントの形態は、異なるメディアに移行する能力と、創造的なリミックスのための明らかに無限の可能性を示している。これにより、多くのテーマ、イメージ、構造の継続性と長寿が確保されている。

## 語源
オックスフォード英語辞典は「entertain」という単語のラテン語とフランス語の起源を提供しており、その中には「互いに保持する」や「絡み合って保持する」と訳される派生語としての「inter」（間）+「tenir」（保持する）が含まれている。また、人の注意、思考、または時間を「魅了する」、「占有し続ける」という言葉も提供している。「陽気さ」、「喜び」、「楽しみ」という言葉や、「客として迎え、もてなしを示す」という言葉も提供している。この辞典は1490年のウィリアム・キャクストンによる用法を引用している。

## 心理学と哲学
エンターテインメントは、教育やマーケティングなどの他の活動と区別することができる。ただし、これらの活動も異なる目標を達成するためにエンターテインメントの魅力を利用する方法を学んでいる。時にはエンターテインメントが両方の混合物である場合もある。エンターテインメントの重要性と影響は学者によって認識されており、その洗練度の増加は博物館学などの他の分野での実践に影響を与えている。
心理学者たちはメディアエンターテインメントの機能は「満足感の達成」であると言う。通常、他の結果や測定可能な利益は期待されていない（スポーツエンターテインメントにおける最終スコアを除いて）。これは、理解を発展させたり人々が学ぶのを助けるという目的で設計されている教育や、人々に商業製品を購入するよう促すことを目的としているマーケティングとは対照的である。しかし、教育がより「エンターテイニング」になろうとしたり、エンターテインメントやマーケティングがより「教育的」になろうとすると、区別はあいまいになる。そのような混合物は、しばしば造語「エデュテインメント」または「インフォテインメント」として知られている。エンターテインメントの心理学と学習の心理学はこれらすべての分野に適用されている。一部のエドゥテインメントは、両方の最良の特性を組み合わせる真剣な試みである。一部の人々は、他者の痛みや不幸の考えに楽しみを見出す（シャーデンフロイデ）。
エンターテインメントは単なる満足感を超えて、その観客に何らかの洞察をもたらすことがある。エンターテインメントは「人間であるとはどういう意味か」、「正しいことは何か」、あるいは「自分が知っていることをどうやって知るのか」といった普遍的な哲学的問いを巧みに考慮することがある。例えば、「人生の意味」は、映画、音楽、文学を含む幅広いエンターテインメント形式の主題である。このような疑問は、物語、映画、演劇、詩、本、ダンス、漫画、またはゲームの形式で提示されるかどうかにかかわらず、多くの物語やドラマを動かしている。劇的な例としては、その主人公が詩でこれらの懸念を表現するシェイクスピアの影響力のある戯曲『ハムレット』や、知識の本質を探究し、世界中で公開された映画『マトリックス』がある。小説は読者を楽しませながら、これらのテーマを調査するための大きな範囲を提供する。非常に広範な形式で提示されてきた哲学的問題を非常に楽しく考える創造的作品の例としては、『銀河ヒッチハイク・ガイド』がある。元々はラジオコメディであったこの物語は非常に人気となり、小説、映画、テレビシリーズ、舞台ショー、漫画、オーディオブック、LPレコード、アドベンチャーゲーム、オンラインゲームとしても登場し、そのアイデアは人気のある参照（銀河ヒッチハイク・ガイドのフレーズを参照）となり、多くの言語に翻訳されている。そのテーマには、人生の意味だけでなく、「エンターテインメントの倫理、人工知能、複数の世界、神、そして哲学的方法」が含まれている。

## 歴史

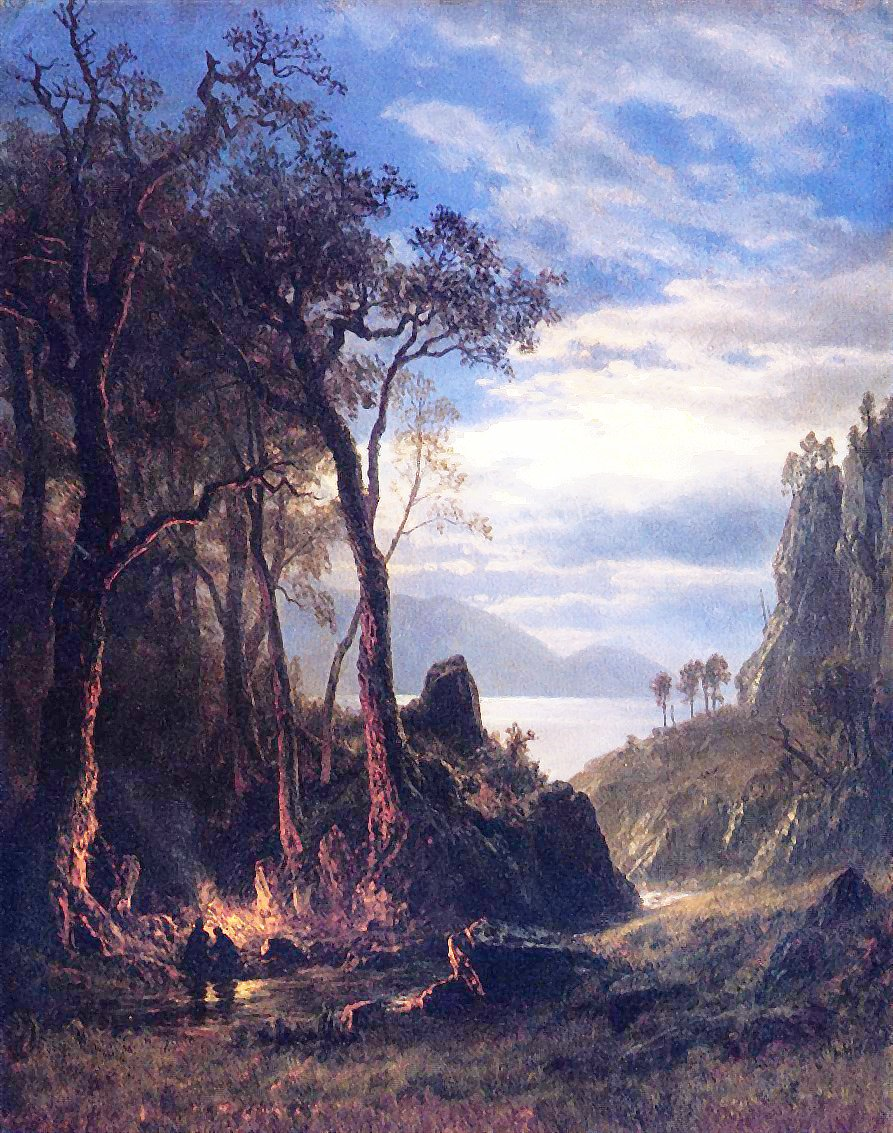
アルバート・ビアスタットの『キャンプファイア』は、普遍的なエンターテインメントの形式であるストーリーテリングを描いている

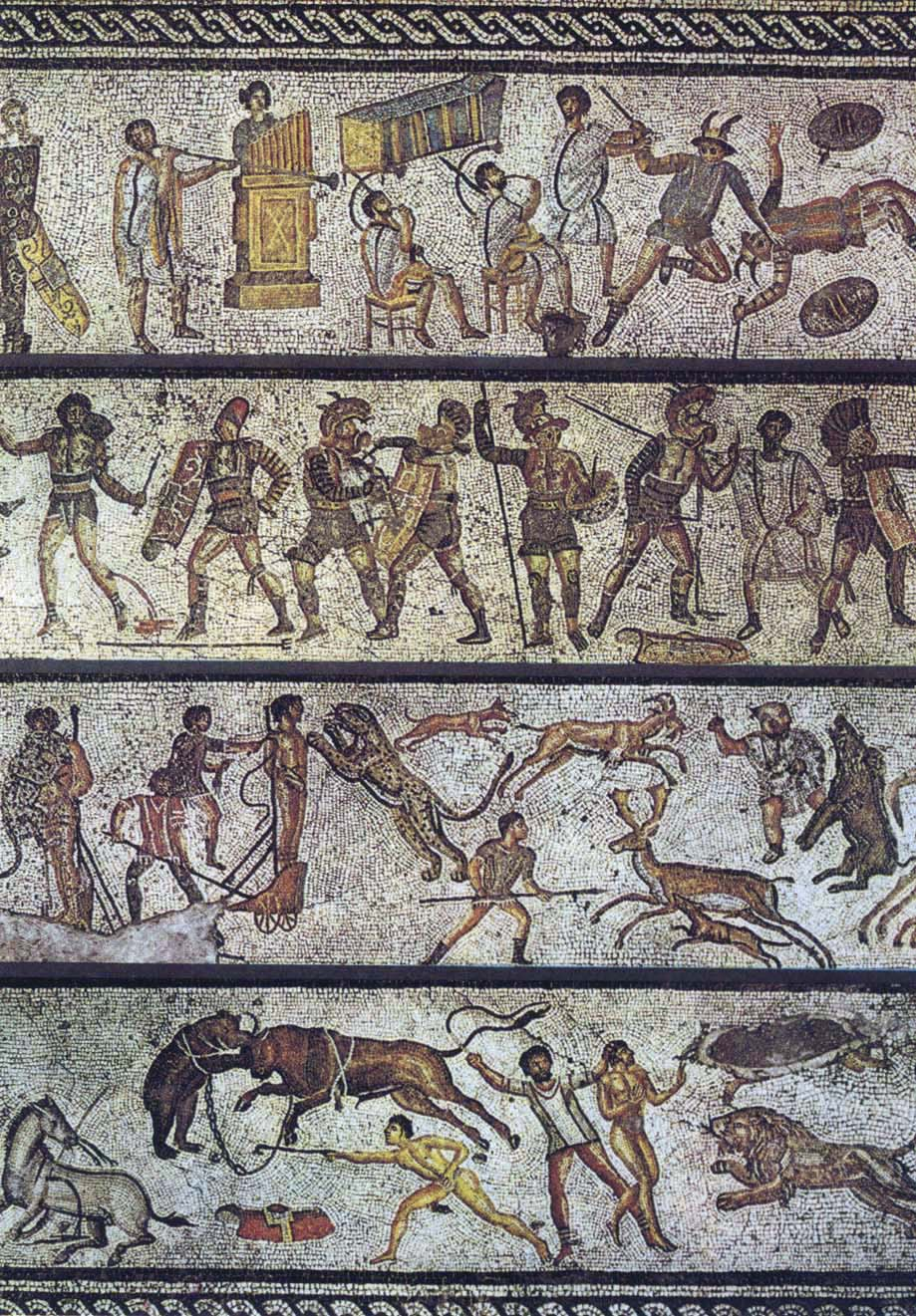
1世紀のモザイクで、剣闘士ゲームで提供されていたであろうローマのエンターテインメントを示している

言葉、イメージ、音、ジェスチャーを使って物語を語ることによって「イベントや経験を伝える古代の技術」 は、人々が文化的価値観や伝統、歴史をある世代から次の世代へと伝える手段であるだけでなく、最古の時代から多くの形式のエンターテインメントの重要な部分となっている。物語は今でも初期の形式で語られている。例えば、キャンプ中に焚き火を囲んだり、観光客として別の文化の物語を聞いたりする時などである。「現在、もちろん文字に記録されている最古の語り部のシークエンスは、間違いなく元々は口から耳への語りであり、そのエンターテインメントとしての力は今日私たちが映画や小説で楽しむのと同じ要素から生まれていた」。ストーリーテリングは「多様性に向かって」進化し発展してきた活動である。ストーリーテリングをはじめ、特に音楽やドラマなど、多くのエンターテインメントは馴染み深いままでありながらも、非常に幅広い個人の好みや文化的表現に適した幅広い形式へと発展してきた。多くの種類は他の形式と融合したり、サポートされたりしている。例えば、ドラマ、物語、宴会（または食事）はしばしば音楽によって強化され、スポーツやゲームは魅力を高めるために他の活動に組み込まれている。一部は真剣または必要な活動（走ったりジャンプしたりするなど）から競争へと進化し、その後エンターテインメントになったかもしれない。例えば、棒高跳びは「オランダで発祥したかもしれない。そこでは、最も近い橋まで何マイルも歩いて木靴を摩耗させるよりも、長い棒を使って広い運河を飛び越えていた。また、棒高跳びは戦争中に要塞の壁を飛び越えるために使用されたという説もある」。そのようなスポーツの装備はますます洗練されてきた。例えば、棒高跳びのポールは元々アッシュ、ヒッコリー、またはヘーゼルなどの木材から作られていた。19世紀には竹が使用され、21世紀にはポールはカーボンファイバーで作ることができる。竹馬を歩くなどの他の活動は、21世紀のサーカスのパフォーマンスでも見られる。剣闘士の戦闘、「剣闘士のゲーム」としても知られ、ローマ時代に人気があったものは、スポーツ、罰、およびエンターテインメントの組み合わせの良い例を提供している。
エンターテインメントとみなされるものの変化は、文化的または歴史的変化に応じて起こりうる。例えば、野生動物の狩猟はカルタゴからローマ帝国に導入され、人気のある公共のエンターテインメントとスペクタクルとなり、野生動物の国際貿易をサポートした。
エンターテインメントはまた、戦争や革命などの社会的激変の結果として、異なる形式や表現に進化した。例えば、中国の文化大革命の間に革命オペラは共産党によって認可され、第一次世界大戦、大恐慌、そしてロシア革命はすべてエンターテインメントに影響を与えた。
エンターテインメントの形式と場所への比較的小さな変化は、時代、ファッション、文化、技術、そして経済の影響を受けながら、引き続き行われている。例えば、ドラマ形式で語られる物語は、オープンエアの劇場、ミュージックホール、映画館、マルチプレックス、あるいは技術的可能性が進歩するにつれて、タブレットコンピュータなどの個人用電子機器を通じて提示することができる。エンターテインメントは、劇場、講堂、またはスタジアムなどの目的に合わせて建設された建物で大衆に提供される。西洋世界で最も有名な会場の一つであるコロッセオは、「100日間のゲームを伴う西暦80年に開設され、5万人の観客を収容し」、そこで観客は「舞台ショーの装飾を備えた血のスポーツを楽しんだ」。スペクタクル、競技、レース、スポーツはかつて公共のエンターテインメントとしてこの目的で建てられたアリーナで提示されていた。グローバルな観客のますます洗練された要求に適応するために、新しいスタジアムが引き続き建設されている。

### 宮廷エンターテインメント

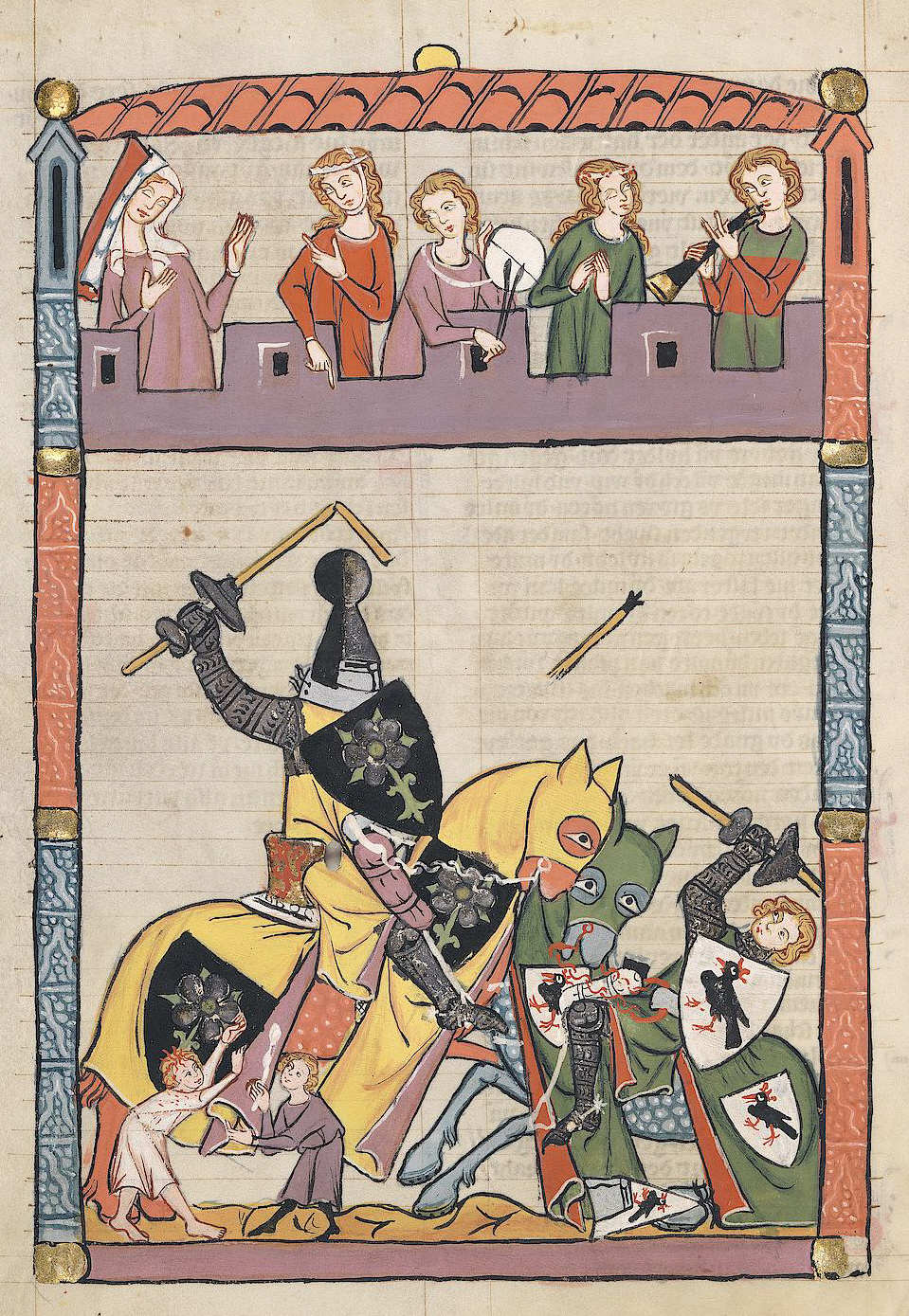
観客と音楽家の前でのトーナメント（14世紀）

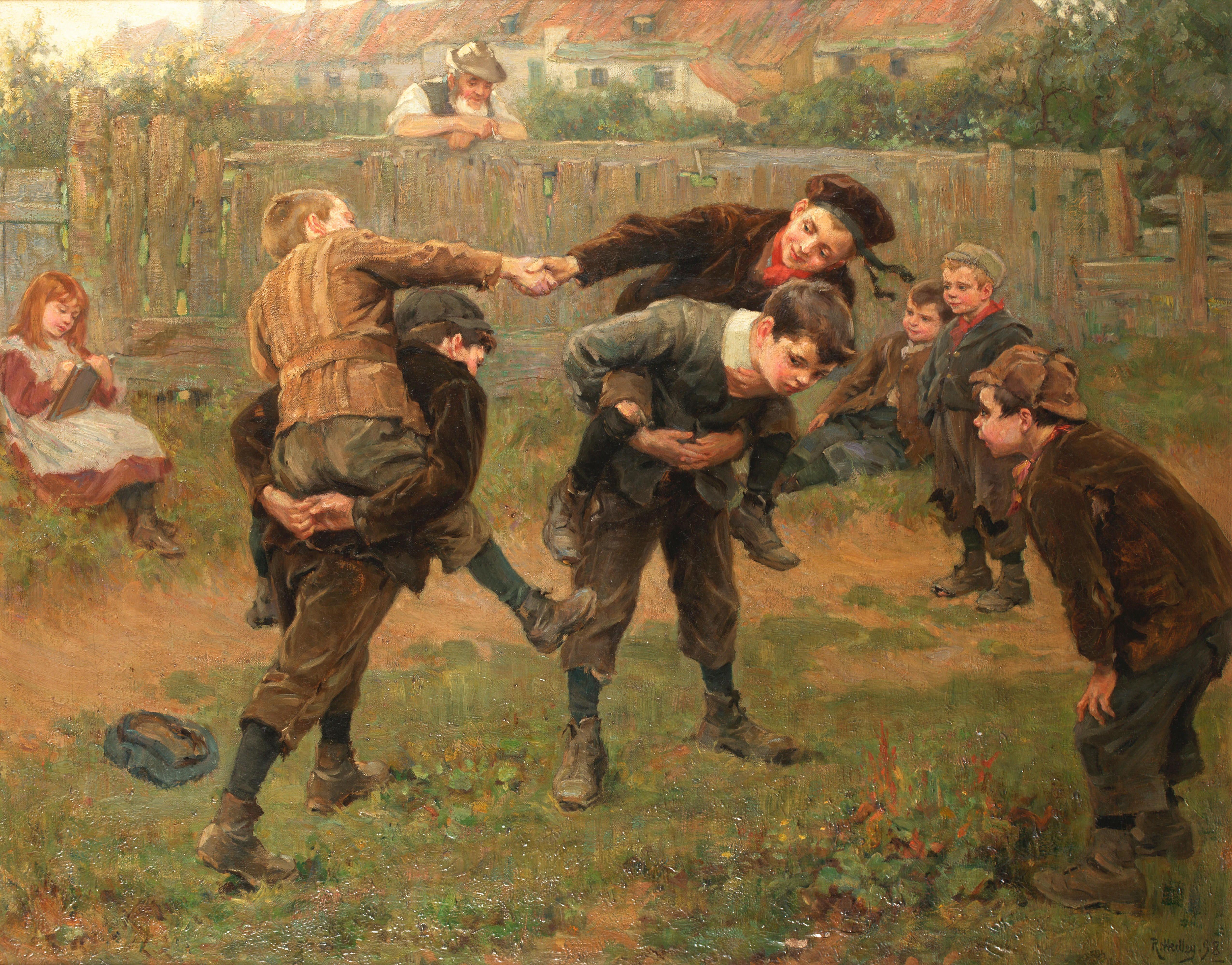
ラルフ・ヘドリー『トーナメント』(1898) 宮廷のエンターテインメントを適応させる子供たち

皇室や王室の宮廷は、プロのエンターテイナーのための訓練場と支援を提供してきた。異なる文化では宮殿、城、要塞を異なる方法で使用している。例えば、マヤの都市国家では、「スペクタクルはしばしば宮殿の前の大きな広場で行われた；群衆はそこに集まるか、離れた場所から見ることができる指定された場所に集まった」。宮廷のエンターテインメントは文化を超えた。例えば、ダルバールはムガル朝によってインドに導入され、イギリス帝国に引き継がれ、その後インドの伝統に従った：「マハラジャやナワーブが就任する制度、称号、習慣、儀式...公式贈り物の交換...先例の順序」などは「すべて...デリーの皇帝から引き継がれたものである」。韓国では、「宮廷エンターテインメントダンス」は「元々は宮殿で宮廷の宴会でのエンターテインメントとして演じられていた」。
宮廷のエンターテインメントは、宮廷との関連から庶民の間でのより一般的な使用へと移行することがよくあった。これは韓国の「仮面舞踏劇」の場合であり、「村のシャーマンの儀式と連携して発祥し、最終的に庶民のためのエンターテインメント形式になった」。ムガル帝国のナウチダンサーはインドの宮廷や宮殿で演じていた。宮廷のエンターテインメントから一般的な実践への移行と同様の進化は、高麗時代のナリェ祭りでの宗教的儀式から世俗的なエンターテインメントへの移行であった。元々は「単に宗教的または儀式的なものであったが、結論部に世俗的な要素が追加された」。ジョストなど、かつての宮廷のエンターテインメントは、しばしば子供のゲームにも残っていた。
ビザンチン帝国の時代のような一部の宮廷では、上流階級の間ではジェンダーが分かれており、「少なくともコムネノス朝（1081～1185年）の時代より前」は、レセプションや宴会などエンターテインメントがある儀式では男性と女性が分けられていた。
宮廷の儀式、宮殿の宴会、それに関連するスペクタクルは、エンターテインメントとしてだけでなく、富と権力を示すためにも使用されてきた。このような行事は支配者と被支配者の関係、権力を持つ者と持たない者の間の関係を強化し、「普通の家族と支配者の家族の間の違いを劇的に表現する」役割を果たす。これは伝統的な宮廷の場合と同様に、1997年の香港返還式典のような現代の儀式にも当てはまる。この式典では、様々なエンターテインメント（宴会、パレード、花火、祭りのパフォーマンス、アートスペクタクルを含む）が政治的権力の変化を強調するために用いられた。宮廷のエンターテインメントは通常、王族や廷臣のために、また「地元や訪問する高官の楽しみのために」演じられた。韓国のような王室の宮廷も伝統的なダンスをサポートした。スーダンでは、いわゆる「スリット」または「トーキングドラム」などの楽器は、かつて「強力な首長の宮廷オーケストラの一部」であり、複数の目的を持っていた：音楽を演奏するため；儀式で「話す」ため；コミュニティのイベントを記録するため；長距離メッセージを送るため；そして狩りや戦争に男性を呼び出すために使用された。
宮廷のエンターテインメントはまた、エンターテイナーと観客の間の複雑な関係を示している：個人はエンターテイナーまたは観客の一部であるかもしれないし、一つのエンターテインメントの過程でさえも役割を交代するかもしれない。ヴェルサイユ宮殿の宮廷では、「その居室に住んでいた男女を含む数千人の廷臣が、毎日の儀式で演者と観客の両方の役割を果たし、地位の階層を強化した」。
宮廷のエンターテインメントと同様に、戴冠式や結婚式のような王室の儀式は、貴族階級と一般の人々の両方を楽しませる機会を提供した。例えば、1595年のエリザベス1世女王の華麗な即位記念日の祝典では、トーナメントやジョストやその他のイベントが「すべての華やかさを纏った宮廷の前だけでなく、良い一日のエンターテインメントを熱望するロンドン市民の何千人もの前でも」行われた。ホワイトホールのトゥルトヤードでのその日のイベントの入場料は12ペンスに設定されていた。

### 公開処罰

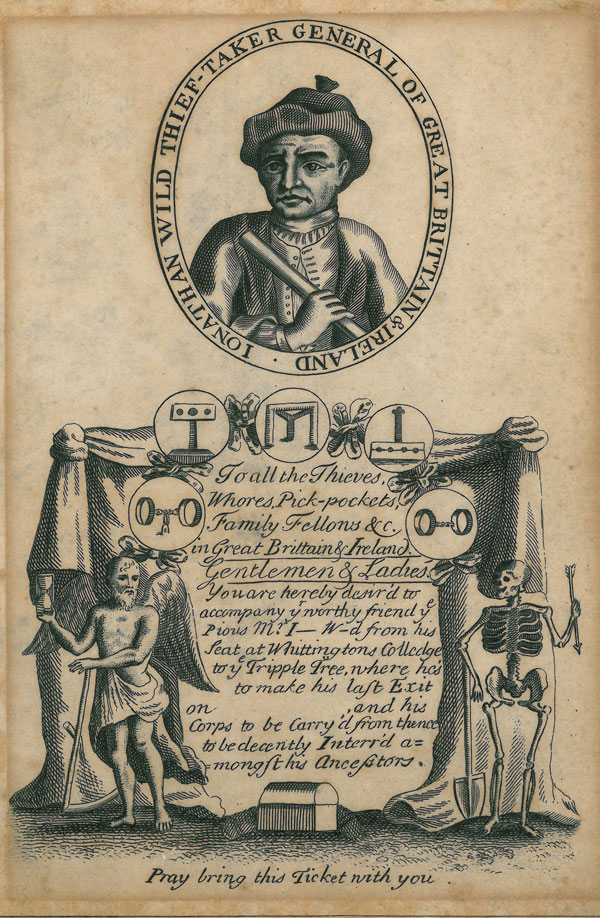
ジョナサン・ワイルドの処刑のチケット（1725年）

ほとんどのエンターテインメントの形式は時間とともに進化し続けているが、かつては人気のあった形式の中には、もはや受け入れられないものもある。例えば、ヨーロッパの初期の世紀には、犯罪者や社会的追放者の処罰を見たり参加したりすることは、受け入れられ人気のあるエンターテインメントの形式だった。多くの形式の公開的屈辱もかつては地域のエンターテインメントを提供していた。警告として公衆に提供された絞首刑や斬首刑などの死刑も、部分的にはエンターテインメントとみなされていた。石打ちや引き裂きと四つ裂きのようなより長く続く死刑は、より大きな公開スペクタクルを提供した。「絞首刑は、失業者だけでなく雇用不能者も気を紛らわせるカーニバルだった。余裕のある良きブルジョワや好奇心旺盛な貴族は、馬車から見るか、部屋を借りて見ていた」。エンターテインメントとしての公開処罰は19世紀まで続き、それまでに「公開絞首刑の畏怖すべき光景は作家や哲学者の嫌悪感を引き起こした」。ディケンズとサッカレーはともに1840年のニューゲート監獄での絞首刑について書き、「処刑は猥褻なエンターテインメントである」ことをより広い公衆に教えた。

## 子供

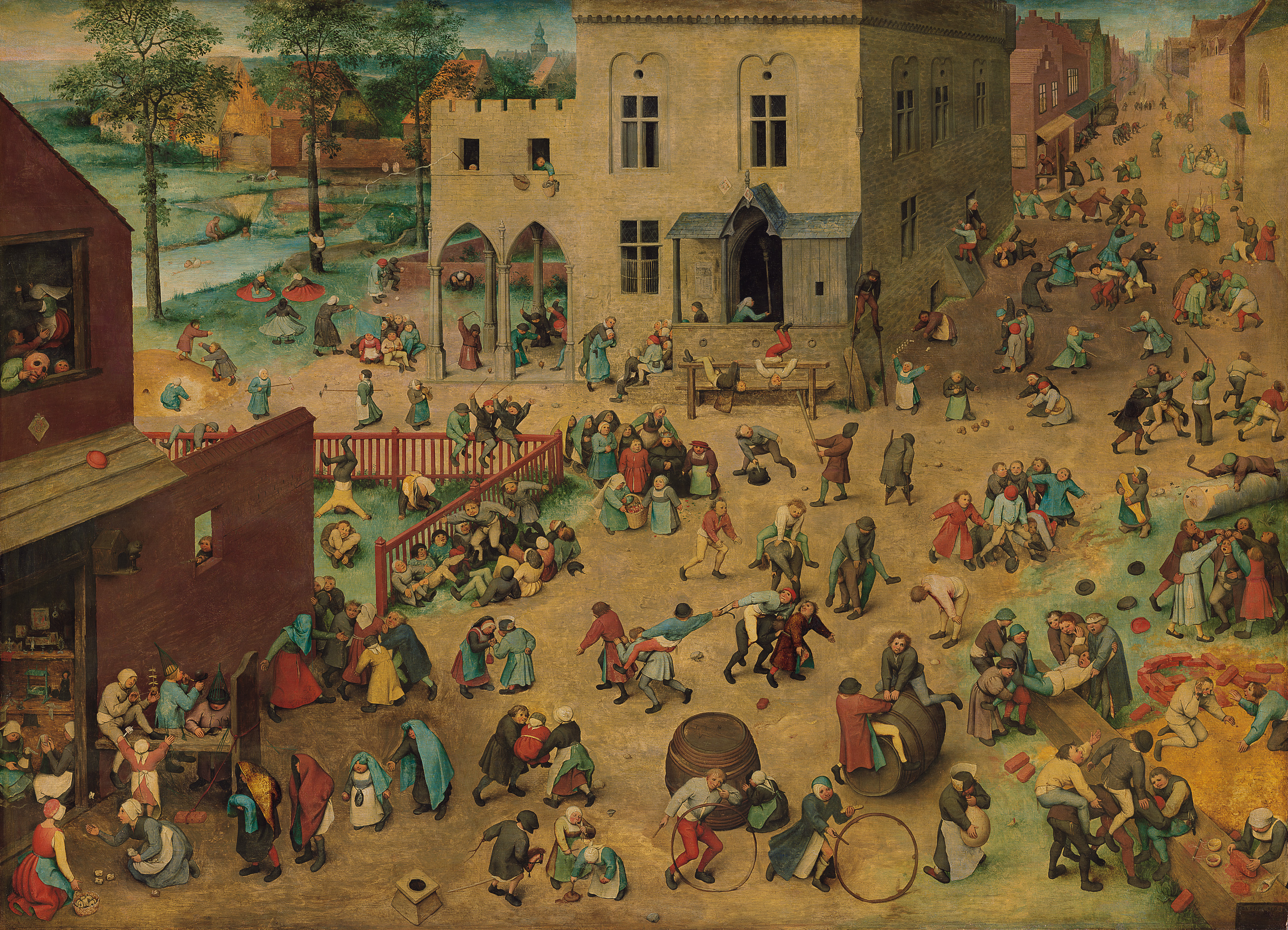
ピーテル・ブリューゲル『子供の遊戯』（1560年）

子供のエンターテインメントは遊びを中心としており、その成長にとって重要である。それはしばしば大人の活動（テレビを見るなど）を模倣し、子育てや社会的交流などの大人の責任に備えたり（人形、ペット、グループゲームを通じて）、スポーツや音楽に必要な運動技能などのスキルを発達させたりする（ビー玉のゲームなど）。現代では、それはしばしばテレビやタブレットコンピュータとの静的な関わりを含む。
エンターテインメントはまた、大人によって子供に提供されたり教えられたりしている。子供のエンターテイナーまたはパフォーマーは、子供を楽しませることを仕事とするプロフェッショナルである。この用語は子供向け音楽家やテレビ司会者 を表すために使用されることもあるが、マジシャン、コスチュームパフォーマー、パペッティア、パーティープリンセスなど幅広い専門分野を包含している。人形、道化師、パントマイム、漫画など、子供に訴える多くの活動は大人も楽しんでいる。
子供たちは常にゲームをプレイしてきた。エンターテイニングであるだけでなく、ゲームをプレイすることが子供の発達を助けることは広く受け入れられている。子供のゲームの最も有名な視覚的記録の一つは、1560年に描かれたピーテル・ブリューゲルによる『子供の遊戯』という絵画である。それはおそらくその時代の典型的なゲームをしている子供たちを描いている。ビー玉、かくれんぼ、シャボン玉を吹くこと、おんぶなど、これらのゲームの多くは今でも行われている。

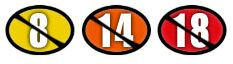
年齢適合性を指定する評価システムの例（イスラエル）

ほとんどのエンターテインメントの形態は、子供のニーズや興味に合わせて修正することができる、あるいは修正されている。20世紀中に、しばしば批判されながらも重要な「発達の研究と「新しい」実験心理学のつながりを促進した」G・スタンレー・ホールの業績、特に「認知発達を生物学的発達に類似していると見た」ジャン・ピアジェの業績によって、子供の心理的発達は段階的に起こり、その能力は大人とは異なることが理解されるようになった。そのため、物語や活動は、本、映画、ビデオゲームなどで、特に子供の観客のために開発された。各国は子供の特別なニーズとデジタルエンターテインメントの台頭に対応し、テレビコンテンツ評価システムなどのシステムを開発して、公衆とエンターテインメント産業にガイダンスを提供している。
21世紀では、大人向け製品と同様に、多くのエンターテインメントがインターネット上で子供向けに個人利用のために提供されている。これは以前の時代からの重要な変化を構成している。スクリーンベースのエンターテインメントに子供たちが屋内で費やす時間の量と「子供たちの自然との関わりの顕著な崩壊」は、想像力、大人の認識、そして心理的幸福への否定的な影響について批判を受けてきた

子供のエンターテインメントの種類
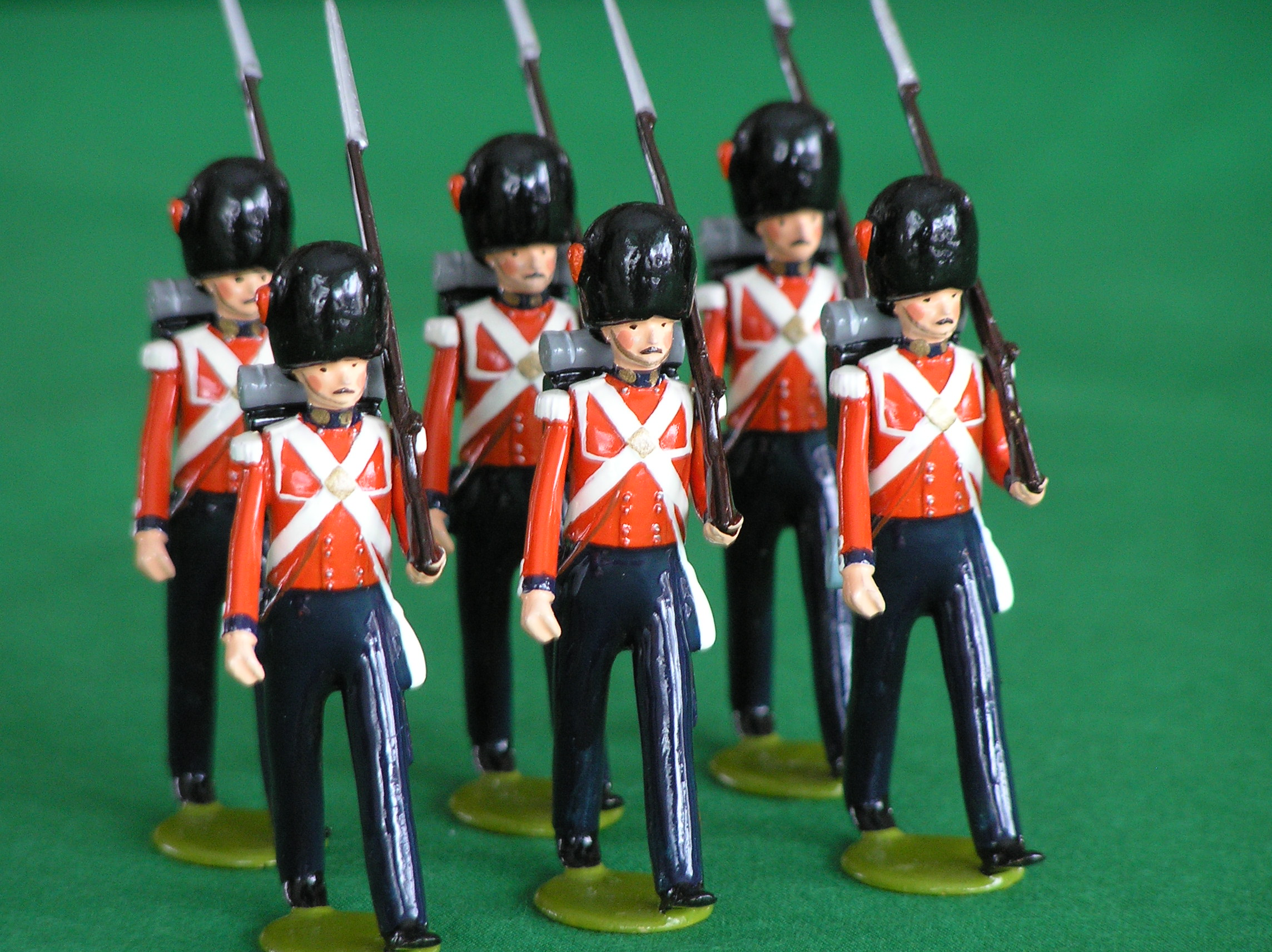
おもちゃのコールドストリームガーズ兵士（19世紀）
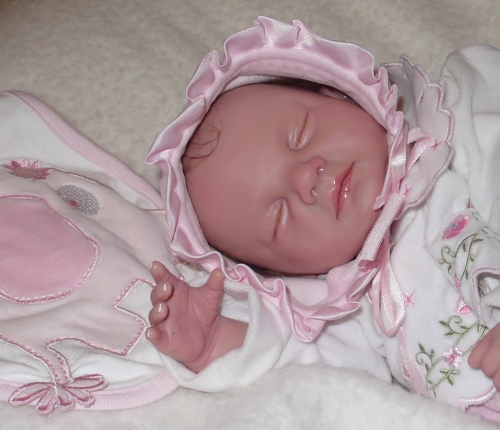
新生児の人形
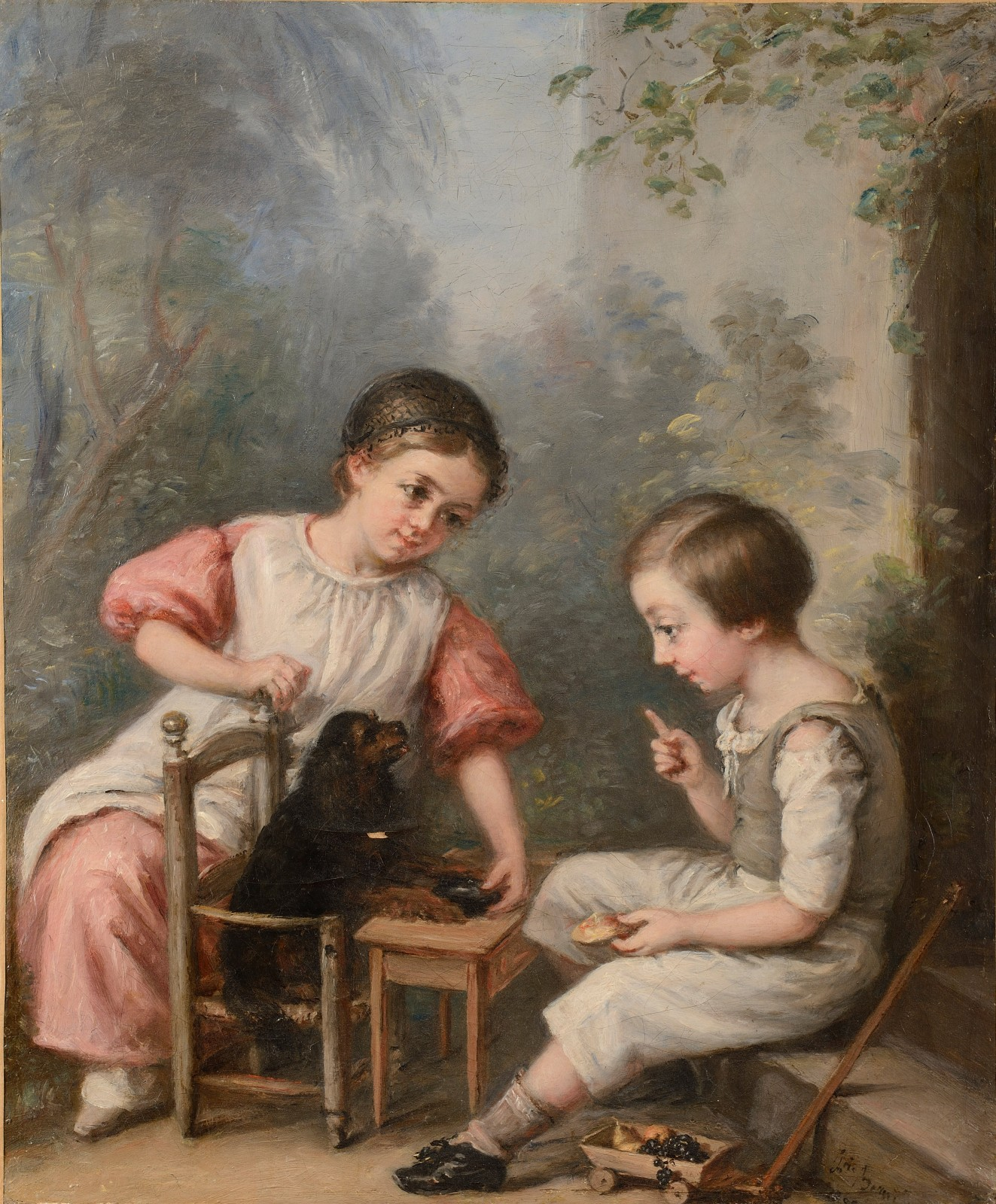
犬と遊ぶ子供たち（19世紀の絵画）
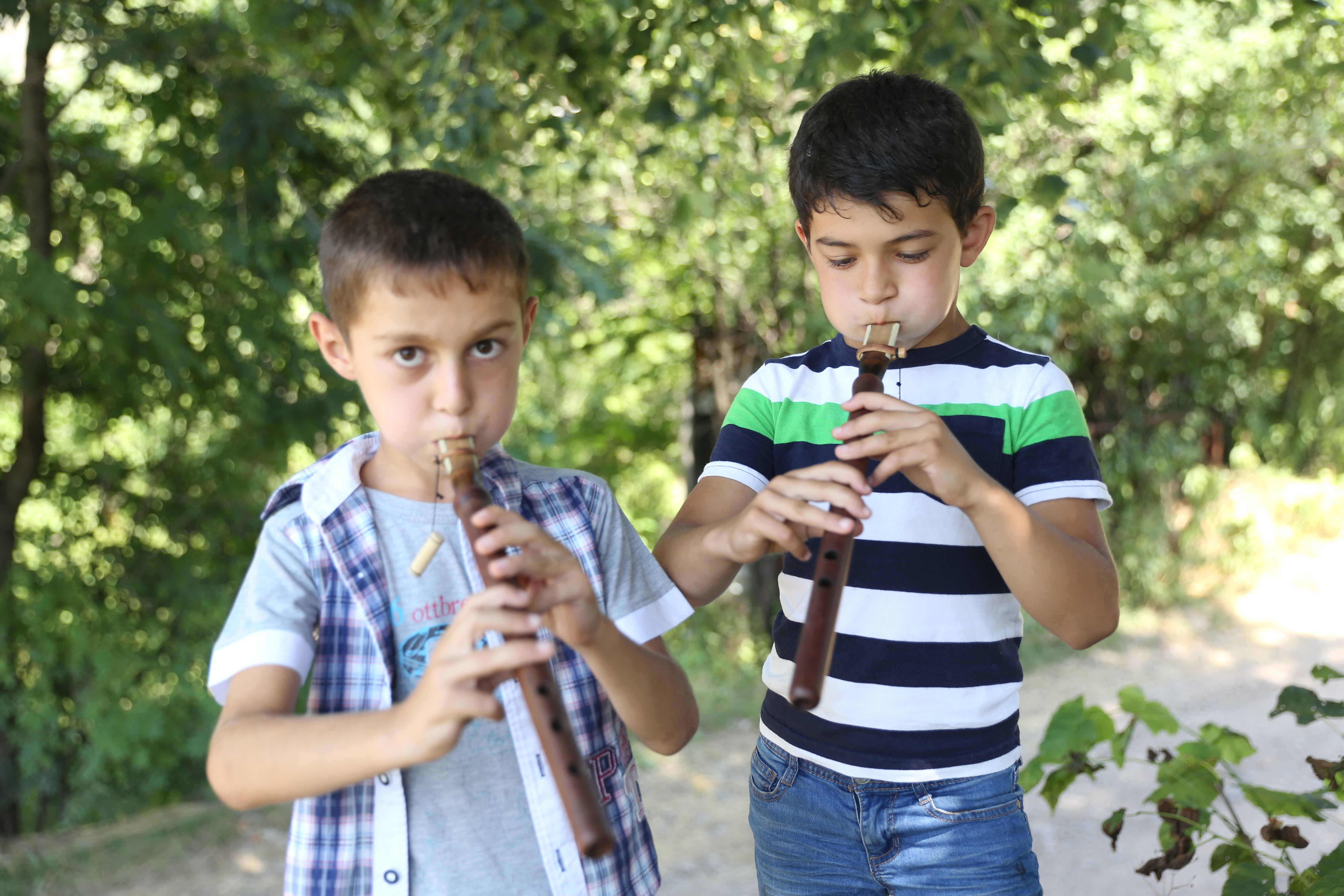
少年たちがリコーダーを演奏
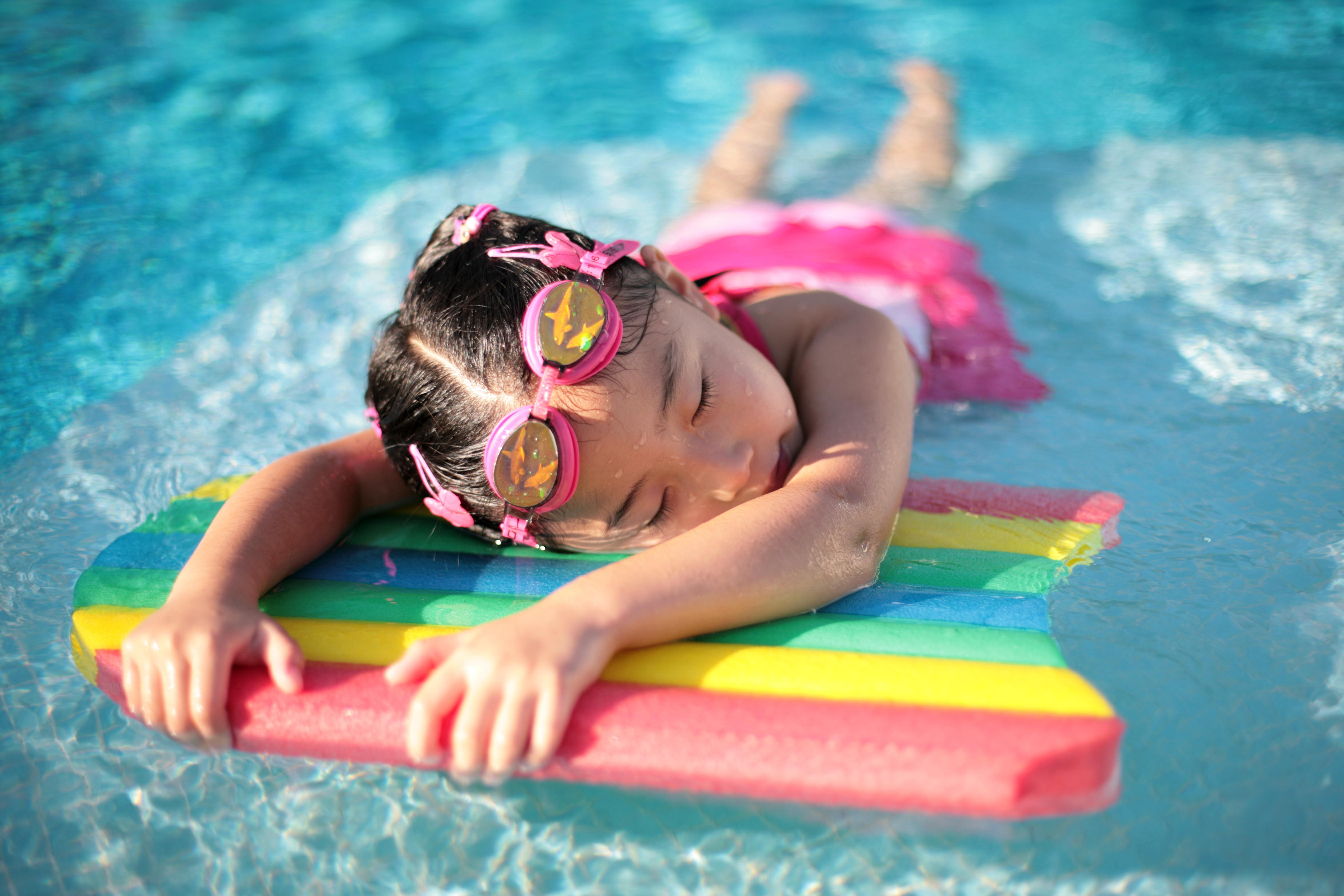
プールにいる少女
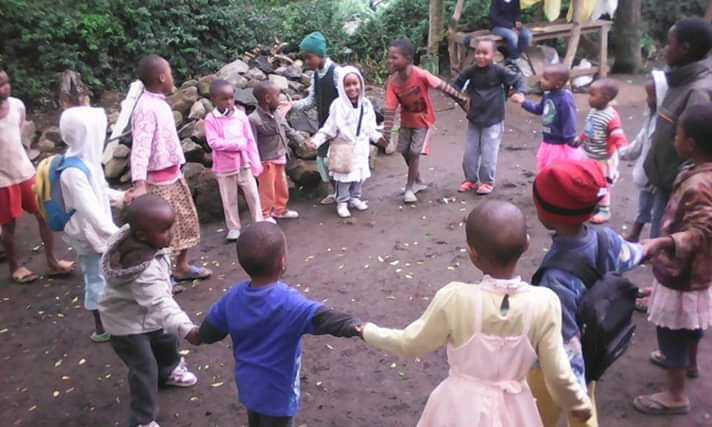
グループゲームをする子供たち
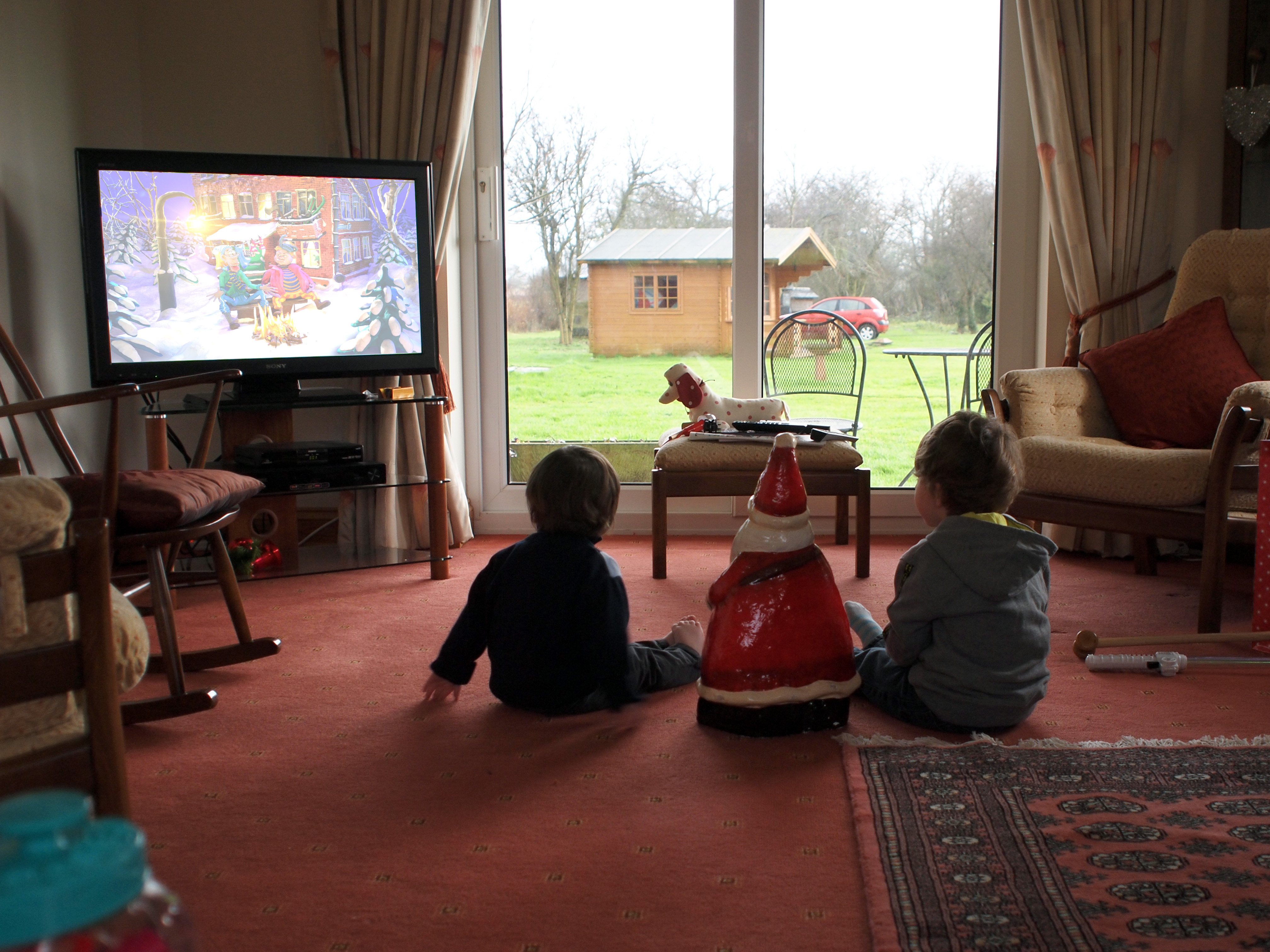
子供向けテレビを見る少年たち
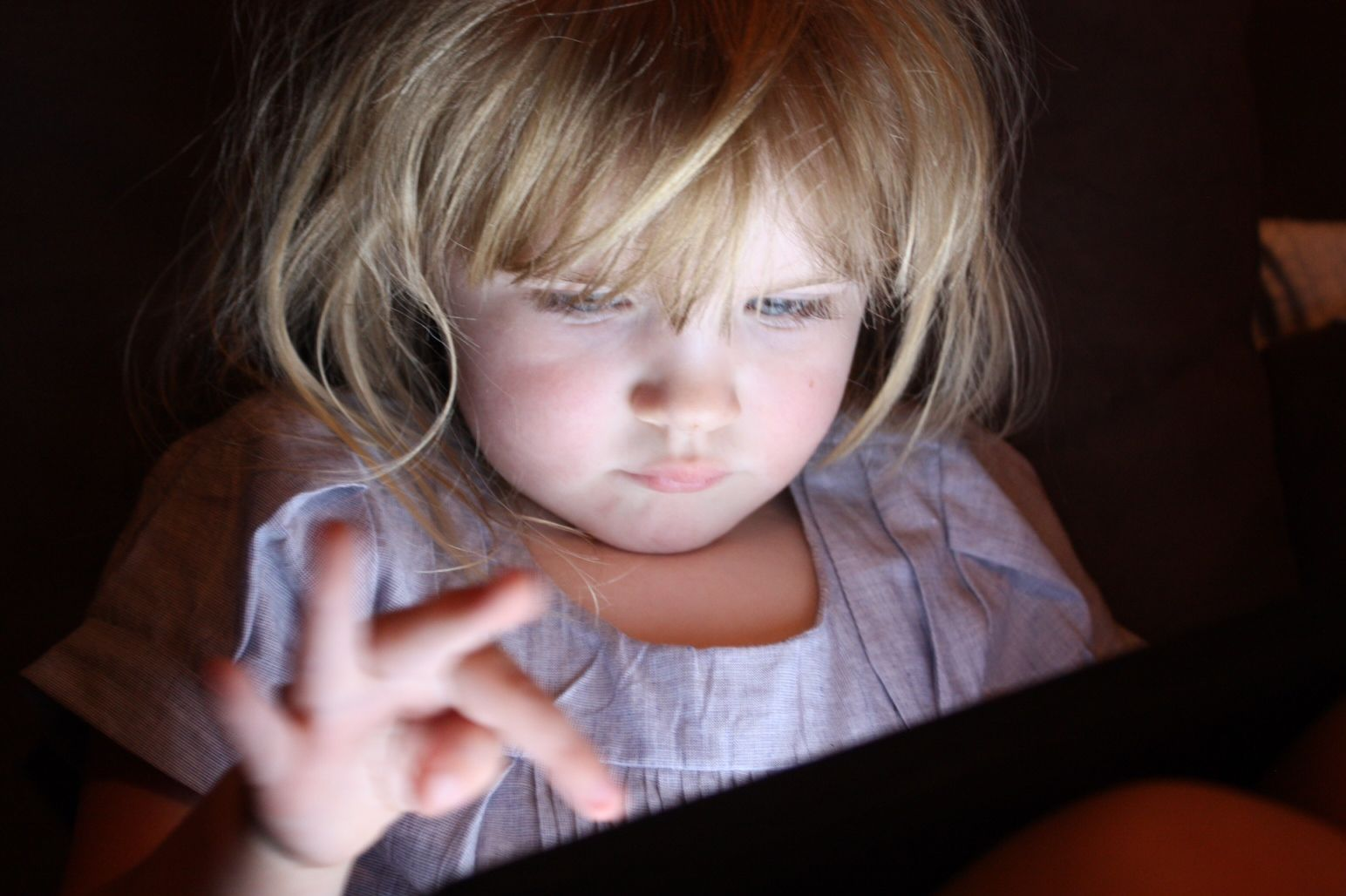
タブレットコンピュータを使用する幼児

## 形式

### 宴会
宴会は古代から娯楽、エンターテインメント、または喜びの場となっており、現代まで続いている。21世紀においても、それらは元々の目的の多くに使用されている―特に重要な訪問者に印象を与えるため；もてなしを示すため；音楽やダンス、あるいはその両方のような付随するエンターテインメントを披露する機会として。それらは宮廷のエンターテインメントの不可欠な部分であり、エンターテイナーがスキルを発展させるのを助けた。それらはまた、戴冠式、結婚式、誕生日、市民的または政治的成果、軍事的約束または勝利、そして宗教的義務などのお祝いの重要な構成要素でもあり、最も有名なものの一つはロンドンのバンケティング・ハウス、ホワイトホールである。現代では、宴会は個人的に、あるいは商業的にレストランで利用可能であり、時にはディナーシアターでドラマティックなパフォーマンスと組み合わせて行われる。プロのシェフによる料理も、ボキューズ・ドールのような世界的な競争の一部としてエンターテインメントの形態となっている。

数世紀および文化にわたる宴会
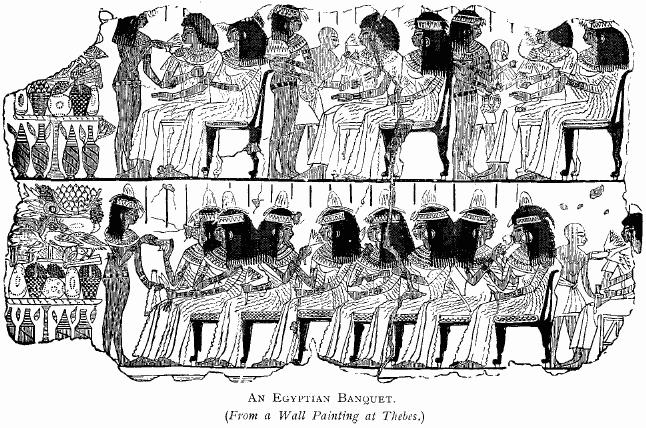
古代エジプトの宴会シーン（テーベの壁画から）
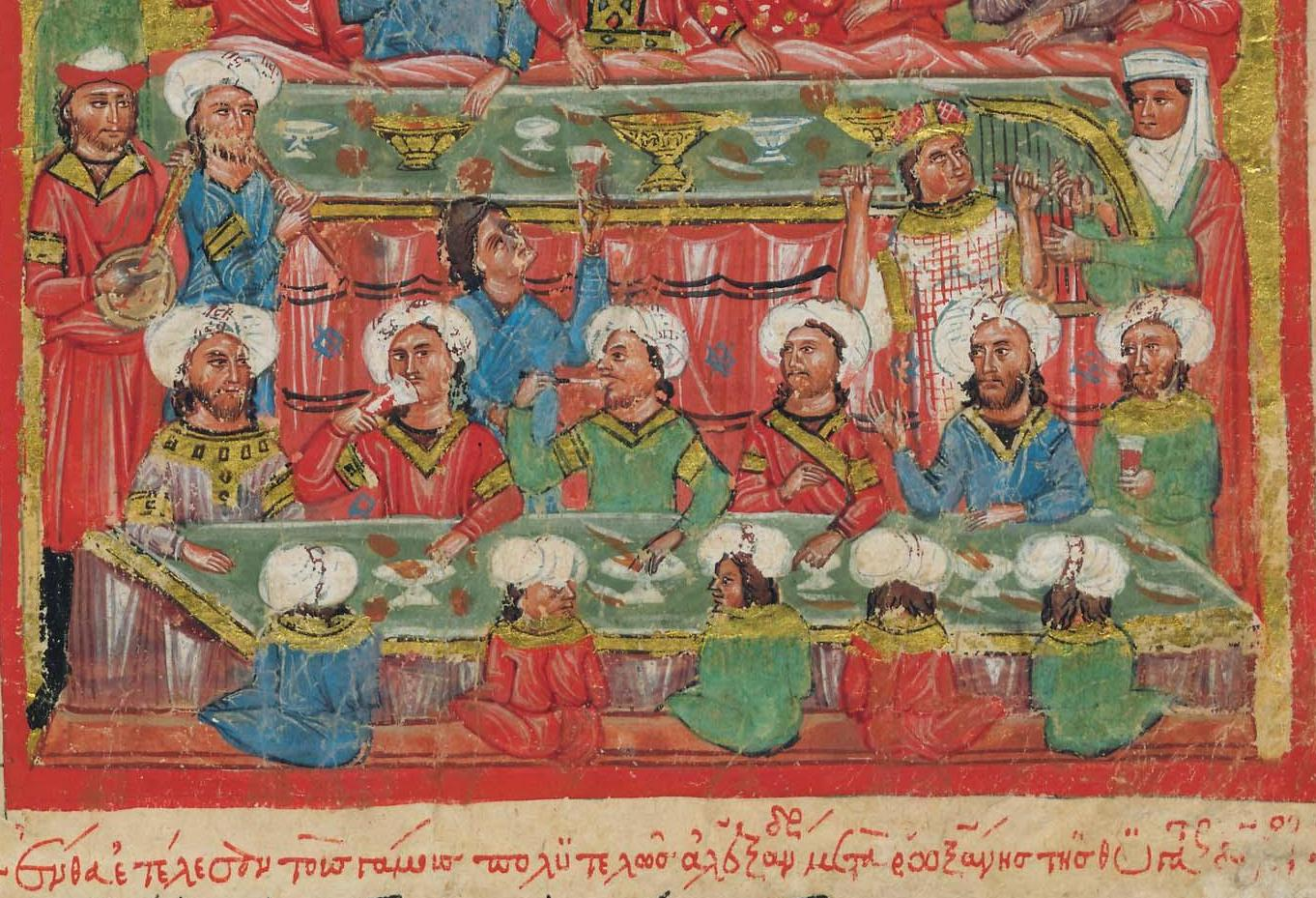
音楽家と様々な楽器を示すビザンチン宴会（1204年〜1453年）
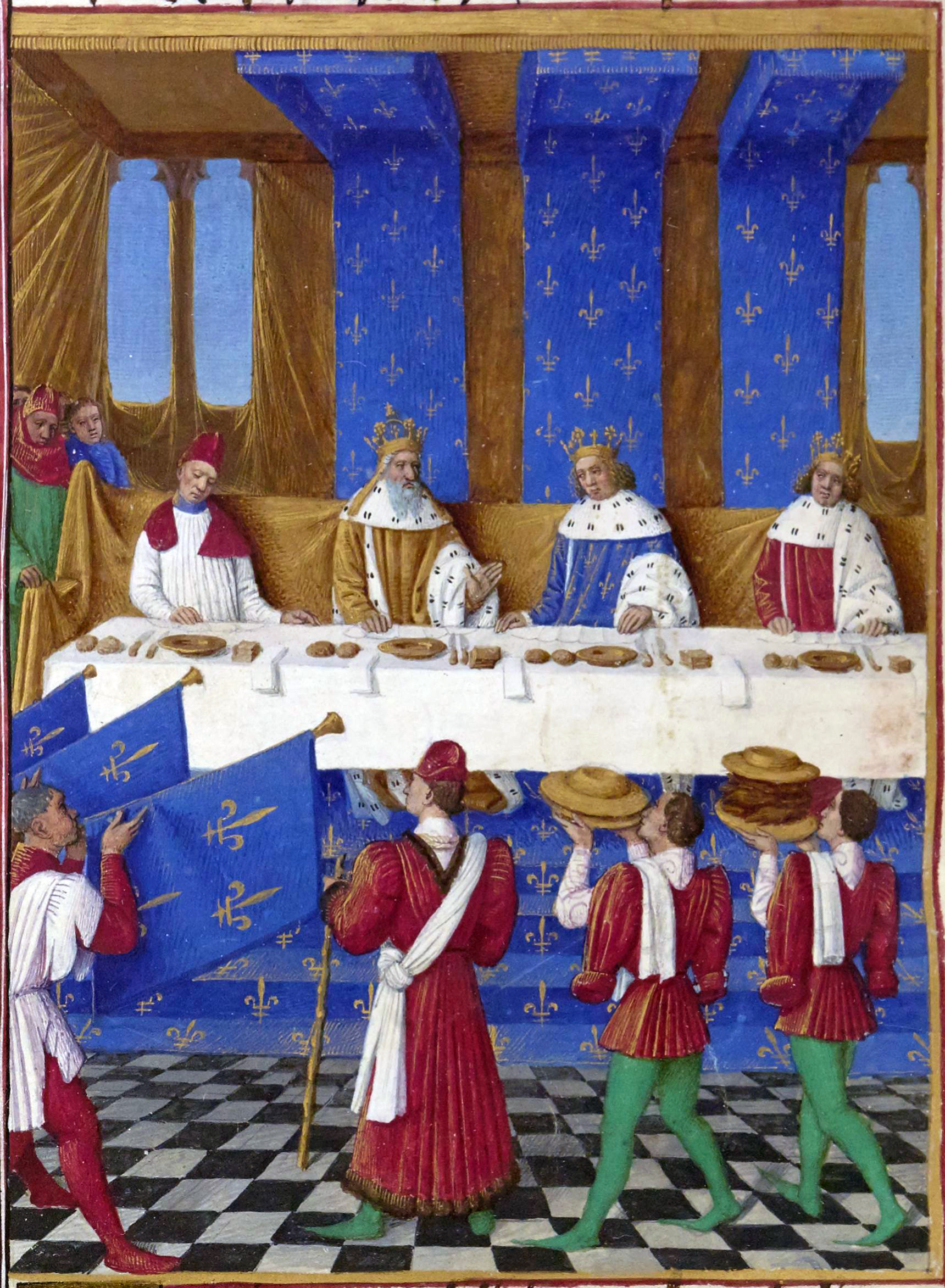
ジャン・フーケ『フランスのシャルル5世の宴会』（1455年〜1460年）
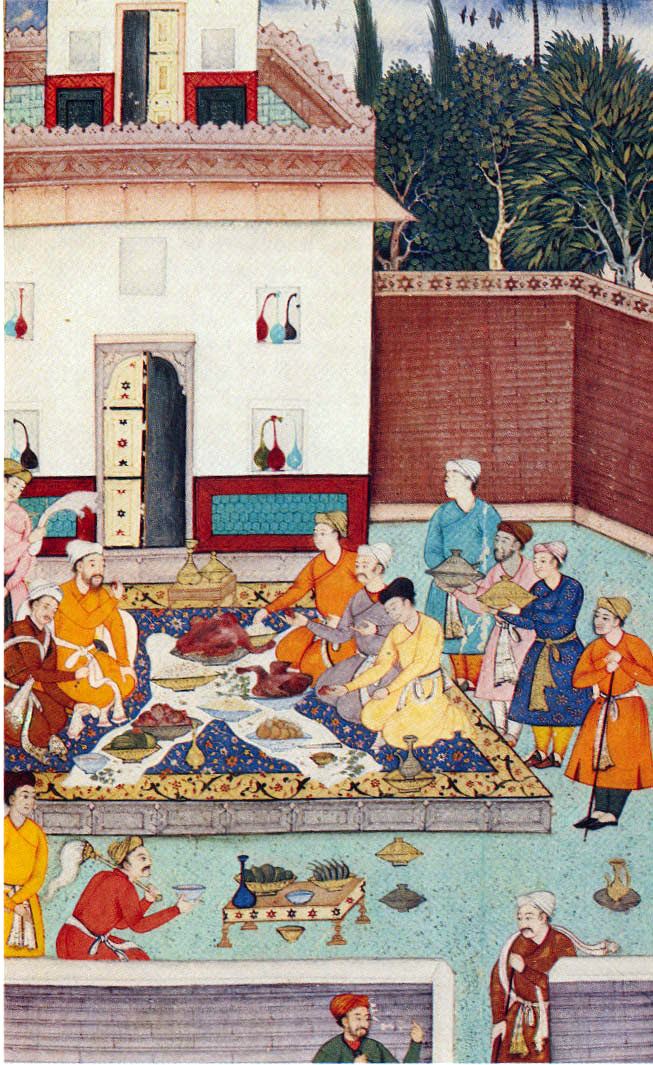
1507年にミルザ（英語版）たちがバーブルのために開いたローストガチョウを含む宴会（ミニアチュアc. 1590）
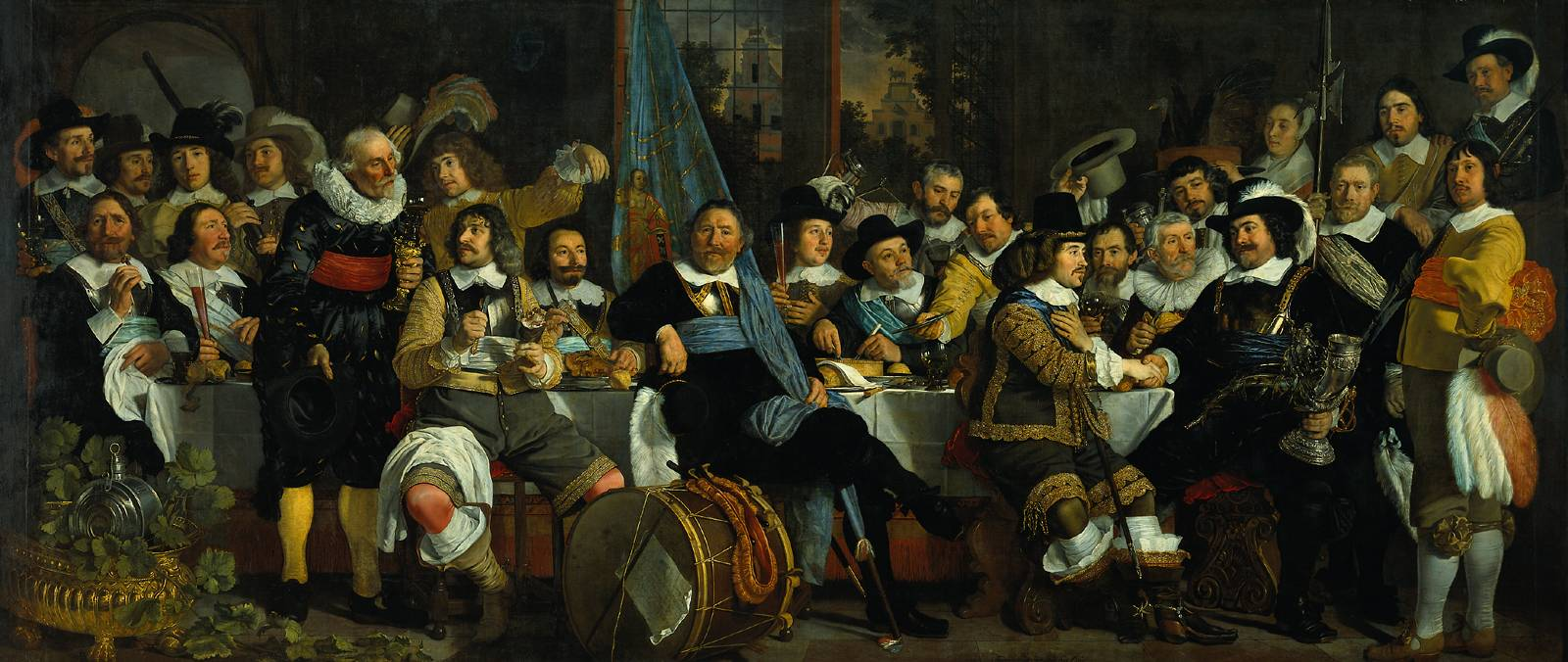
バルトロメウス・ファン・デル・ヘルスト『ミュンスター条約』 アムステルダム（1648年）
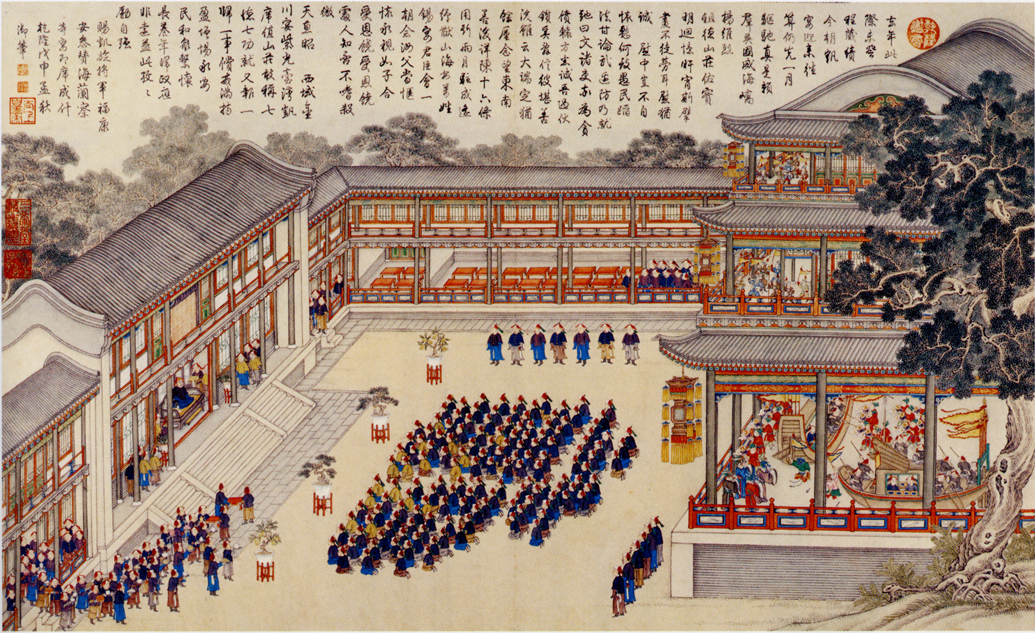
乾隆帝が台湾遠征に参加した将校を迎えるための勝利の宴会（18世紀後半）
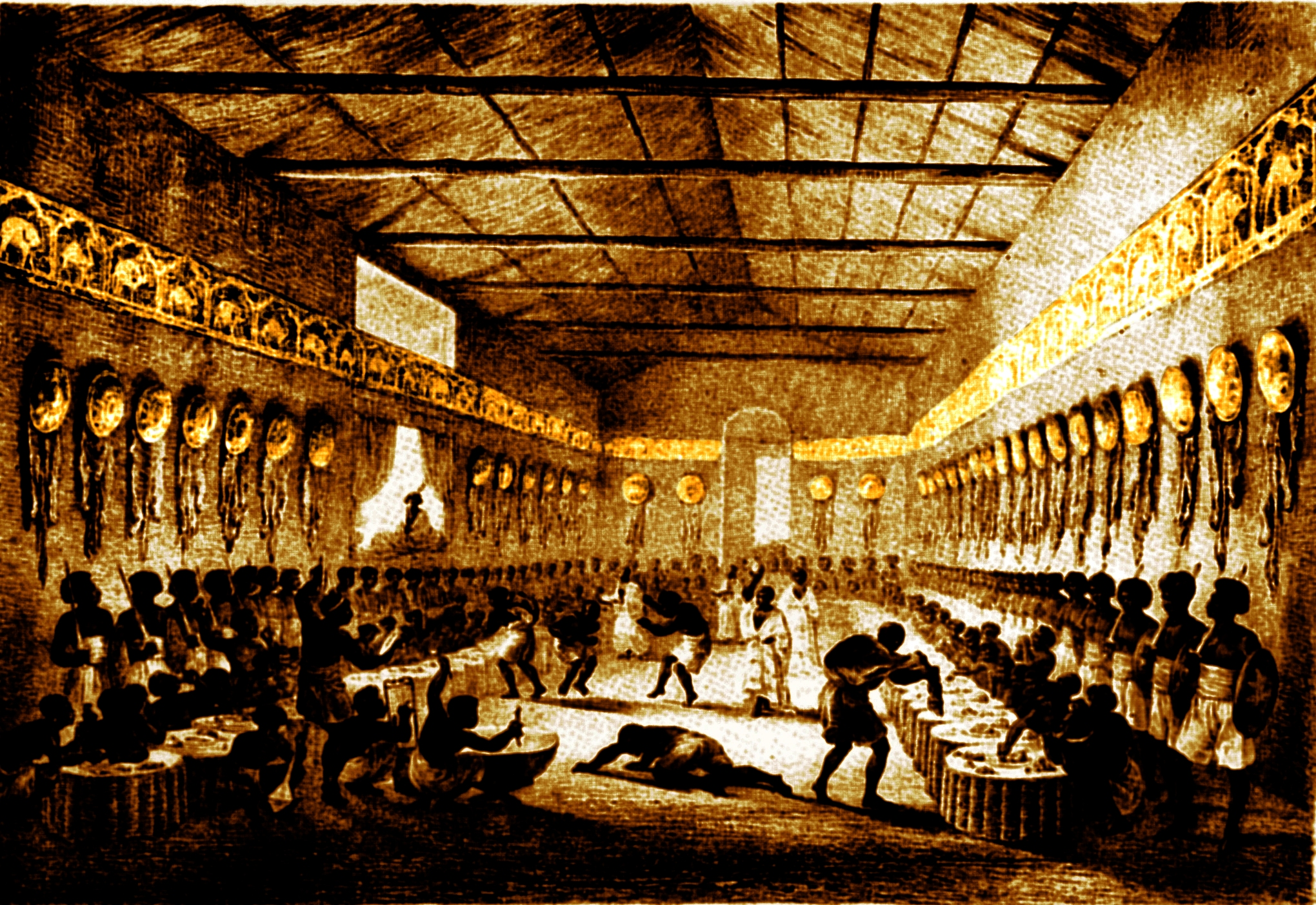
写真から描かれたサフレ・セラシエ（英語版）王の宮殿の宴会場、エチオピア（1852年）
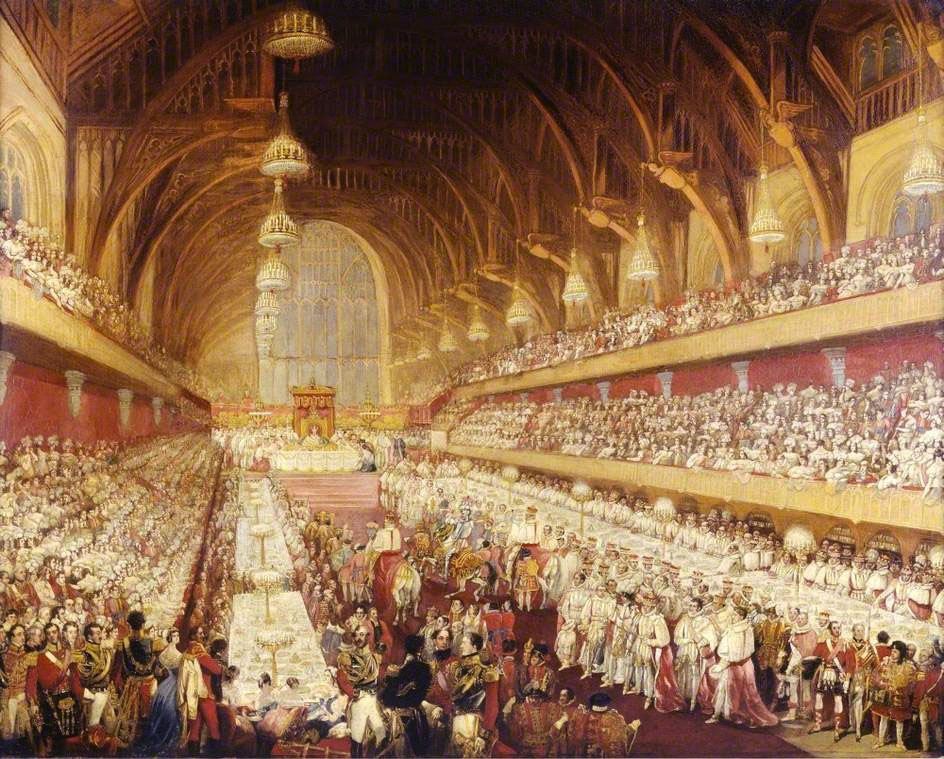
ジョージ4世の戴冠宴会、ウェストミンスター・ホールにて（1821年）
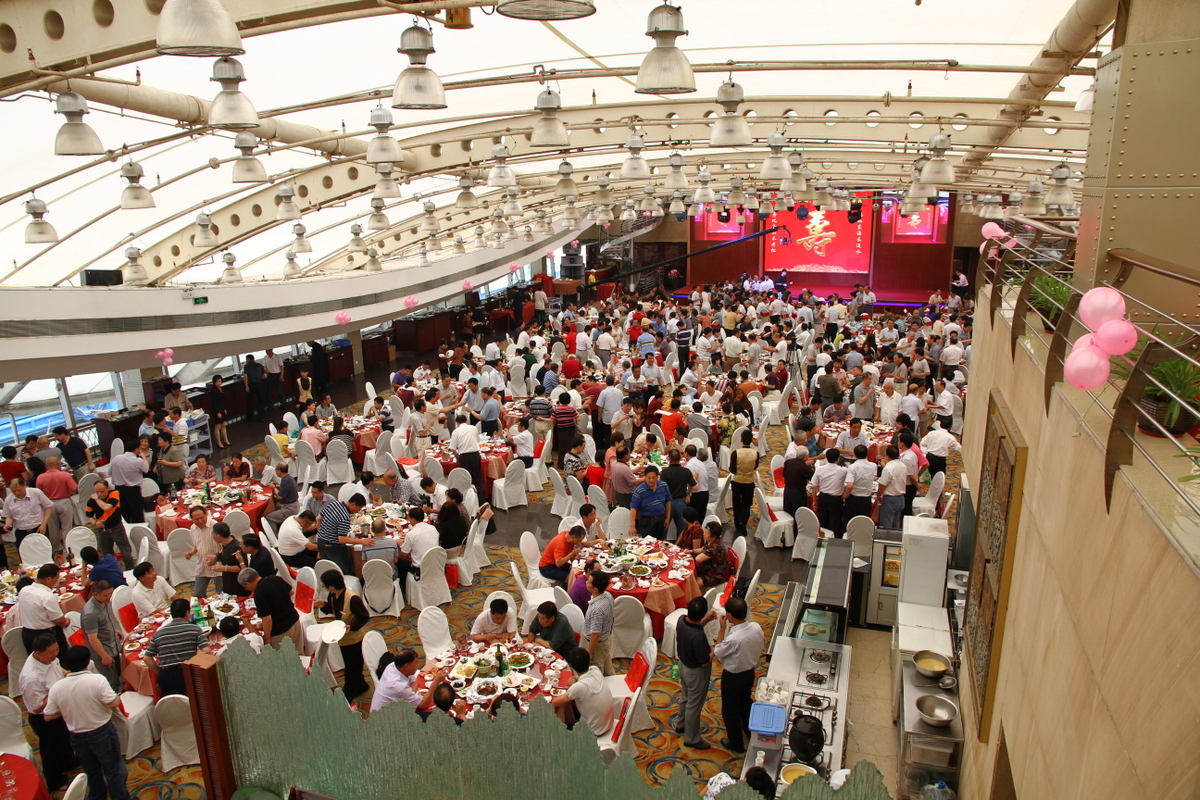
誕生日のお祝いとして行われる宴会場での中国の宴会（2012年）

### 音楽

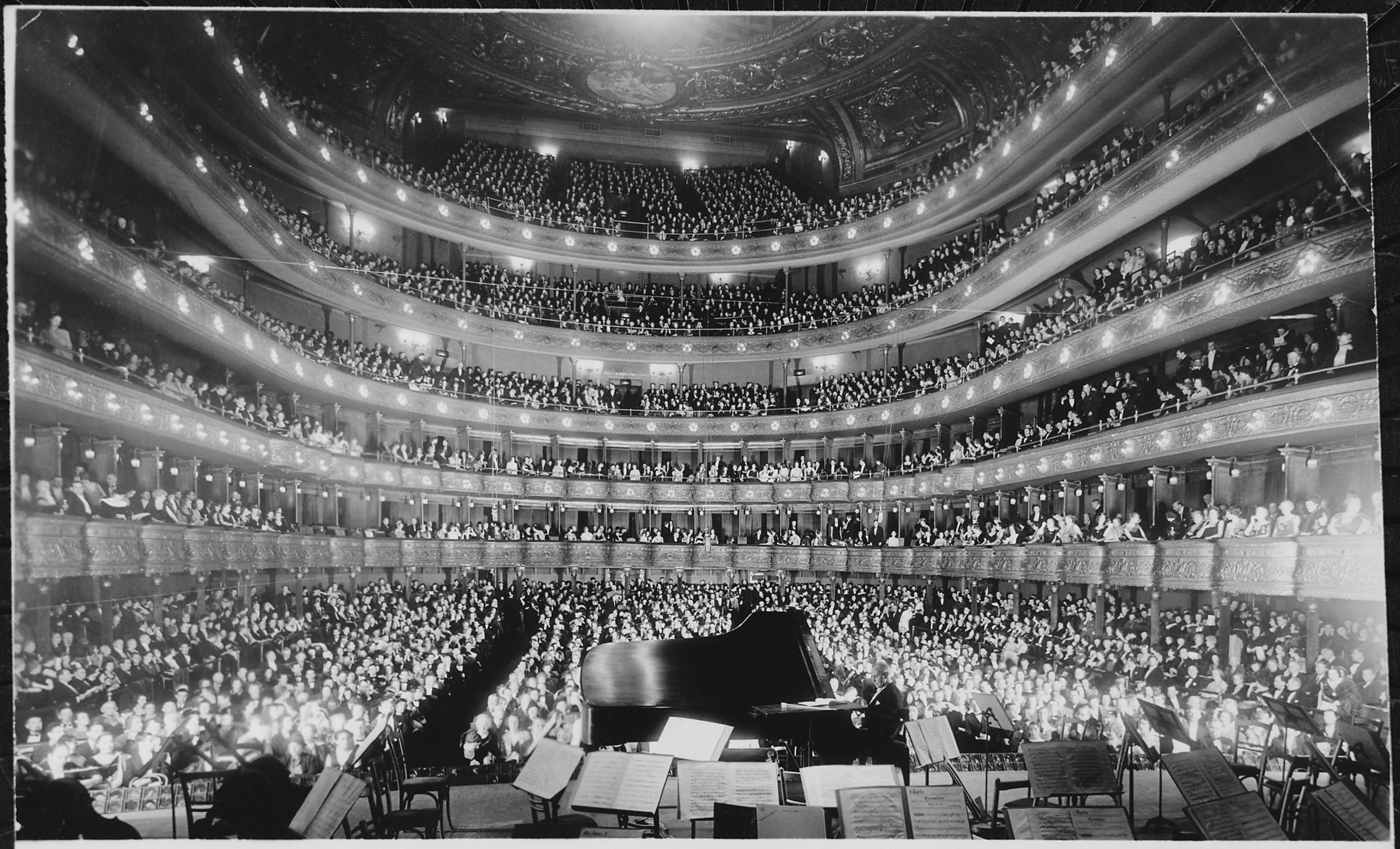
ニューヨーク市のメトロポリタン・オペラの満員の会場、音楽エンターテインメントが始まるのを待っている（1937年）

音楽は多くのエンターテインメントの種類とほとんどのパフォーマンスの種類をサポートする要素である。例えば、ストーリーテリングを高めるために使用され、ダンスやオペラには不可欠であり、通常は劇的な映画や劇場のプロダクションに組み込まれている。
音楽はまた、コンサートが行われるときのように、それ自体で普遍的で人気のあるエンターテインメントの一種であり、完全なパフォーマンスを構成している。リズム、楽器、パフォーマンス、スタイルによって、音楽はクラシック、ジャズ、フォーク、ロック、ポップミュージック、または伝統的などの多くのジャンルに分けられる。20世紀以降、かつてはパフォーマーに支払うことができる人々だけが利用できた演奏音楽は、放送したり事前に録音して販売したりするエンターテインメント産業によって個人に安価に提供されるようになった。
パフォーマンスが人工的に増幅されているかどうかに関わらず、幅広い音楽パフォーマンスはすべて、パフォーマンスがソロ、合唱や管弦楽団のグループ、またはアンサンブルからのものであるかどうかに関わらず、エンターテインメントを提供する。ライブパフォーマンスは、小さくても大きくても、屋内でも屋外でも、無料でも高価でも、専門の会場を使用する。観客はパフォーマーに対しても、自分自身の役割に対しても異なる期待を持っている。例えば、一部の観客は静かに聴くことを期待し、音楽の優れた点、その演奏、または解釈によって楽しませられる。ライブパフォーマンスの他の観客は雰囲気と参加する機会によって楽しませられる。さらに多くのリスナーは事前に録音された音楽によって楽しませられ、個人的に聴いている。
音楽的エンターテインメントで使用される楽器は、純粋に人間の声のみ、純粋に楽器のみ、またはその両方の組み合わせのいずれかである。パフォーマンスが歌手によるものであれ器楽奏者によるものであれ、パフォーマーはソロまたは小規模または大規模なグループの一部であり、順番に個人、通りすがり、小規模または大規模な観客を楽しませる。歌唱は一般的に楽器を伴うが、ア・カペラや倍音唱法などの一部の形式は伴奏されない。現代のコンサートでは、歌唱やダンスのパフォーマンスを伴うために、様々な特殊効果やその他の演出をよく使用する。

音楽エンターテインメントとの観客の関わりの種類
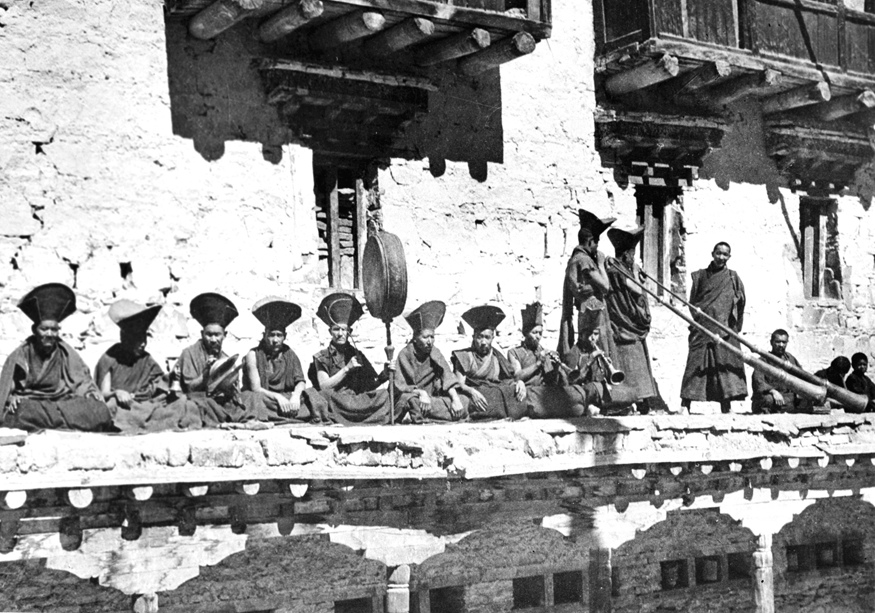
ダンスを伴うために使用される伝統的な楽器（チベット、1949年）
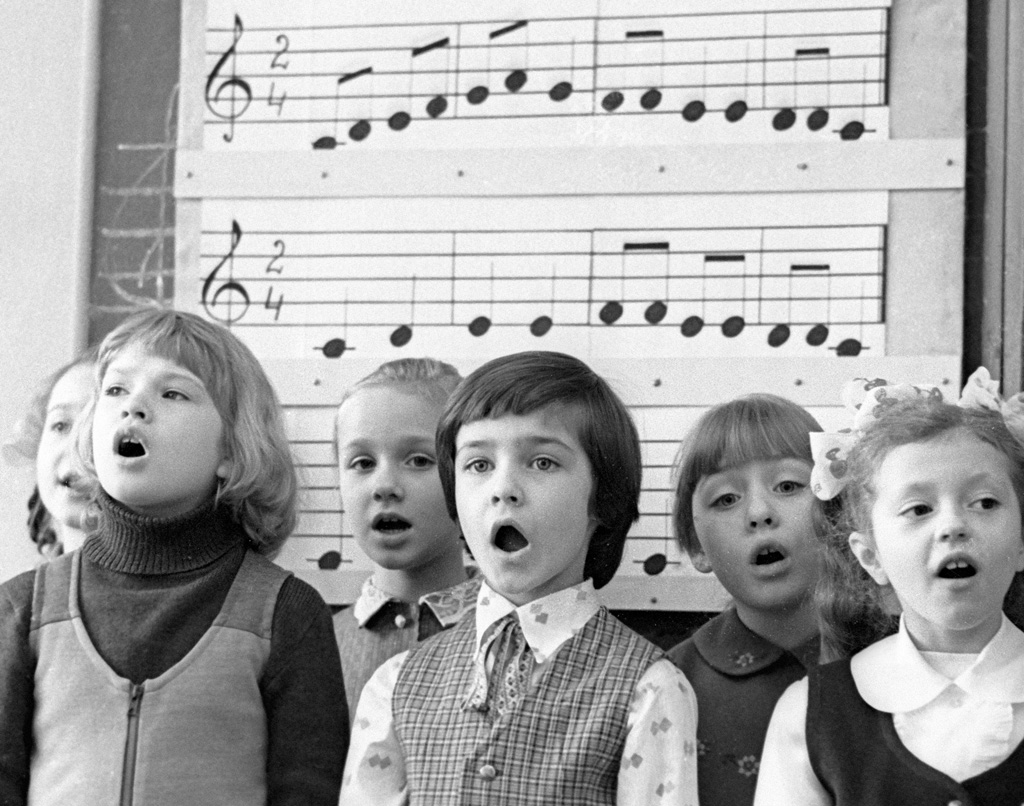
音楽エンターテインメントを提供する子供合唱団（ソビエト連邦、1979年）
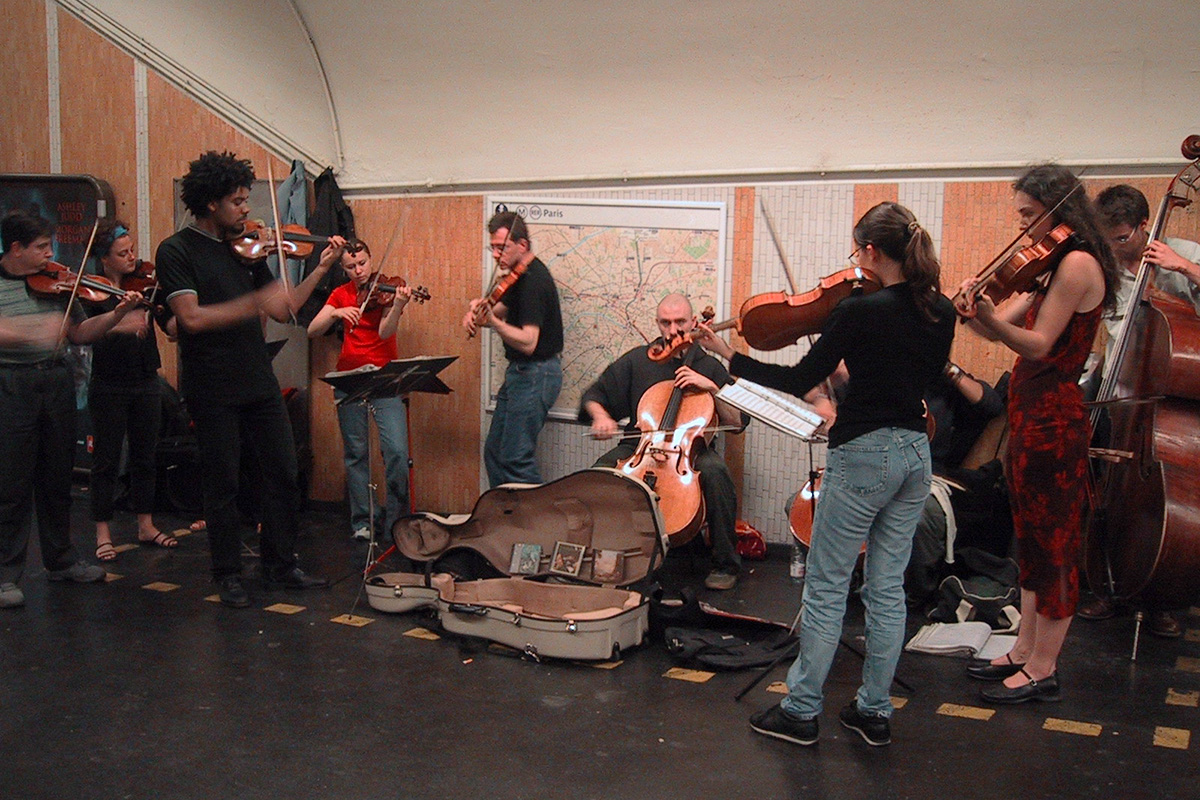
パリのメトロで旅行者を楽しませるアンサンブル（2002年）
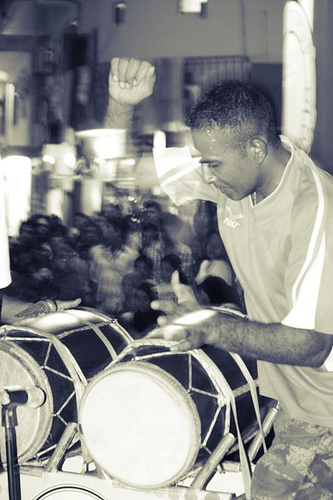
ボドゥベル（英語版）を演奏するドラマー（モルディブ、2010年）
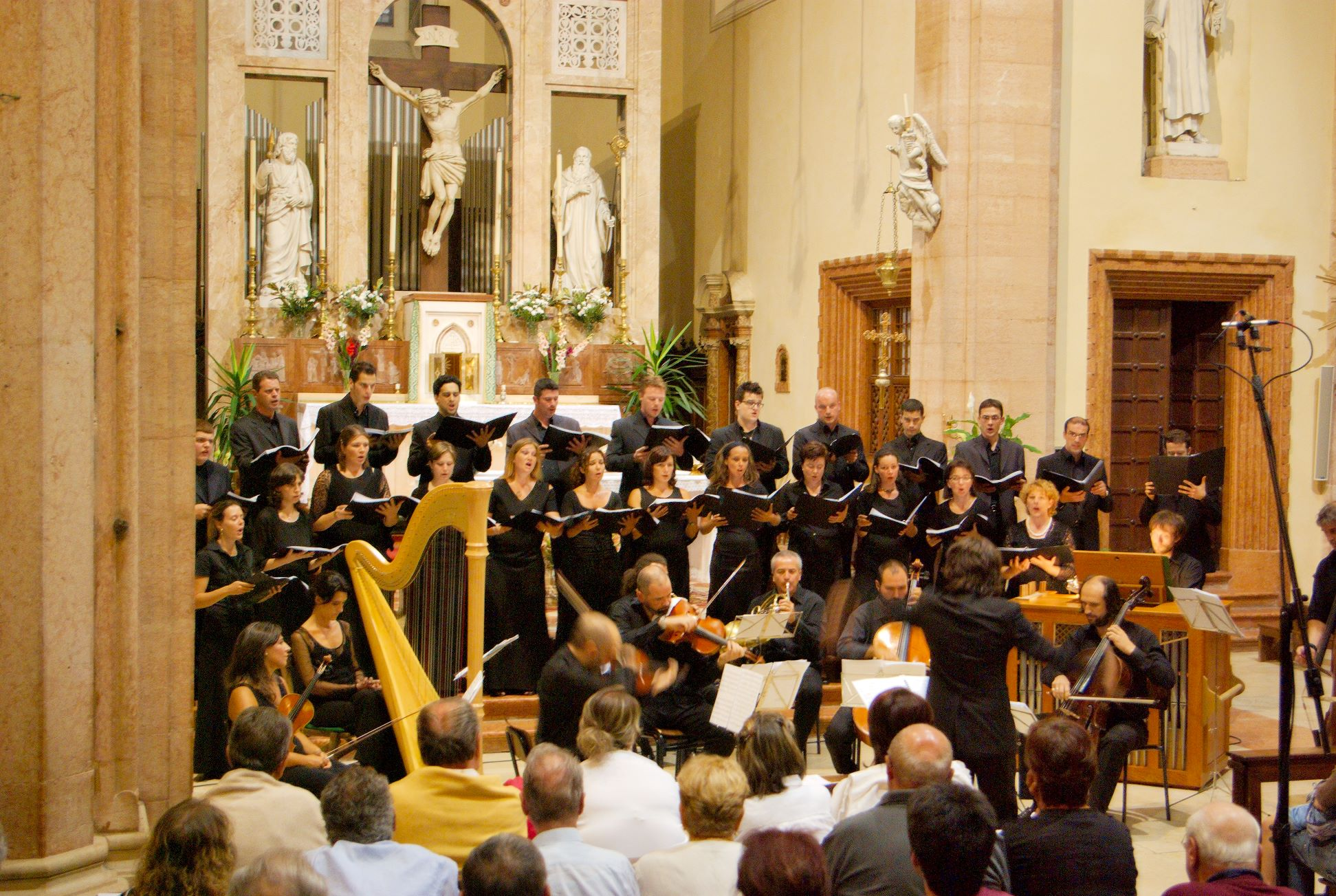
教会の環境での合唱団とオーケストラ（イタリア、2008年）
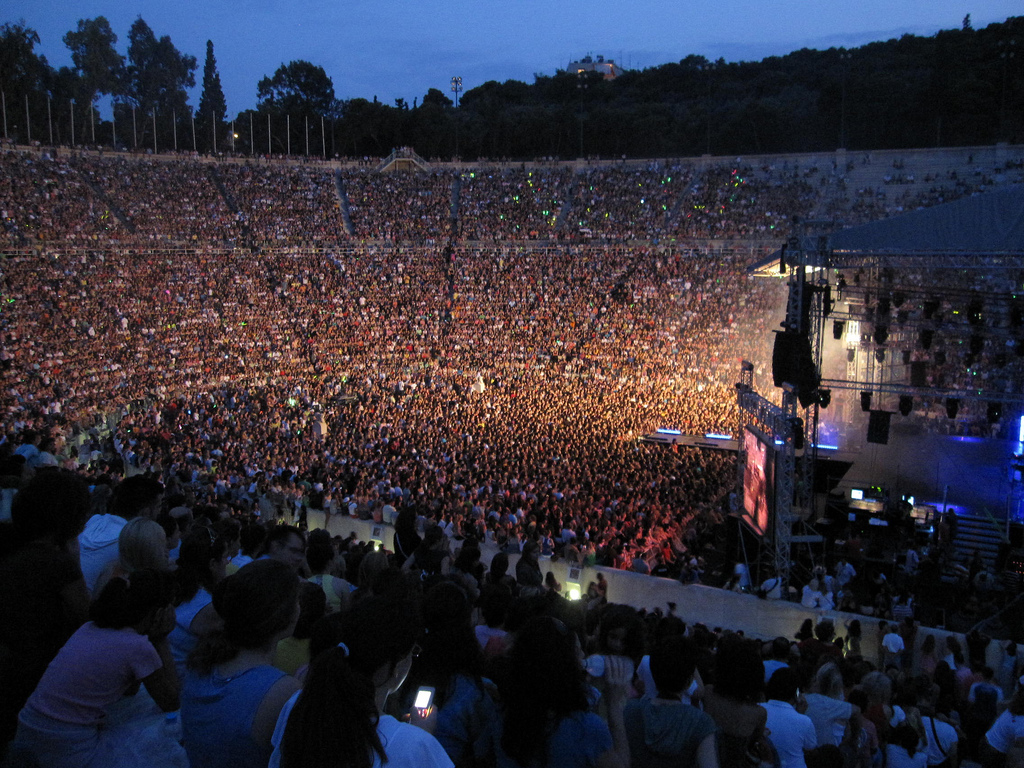
古代の野外スタジアムの現代の観客（ギリシャ、2009年）
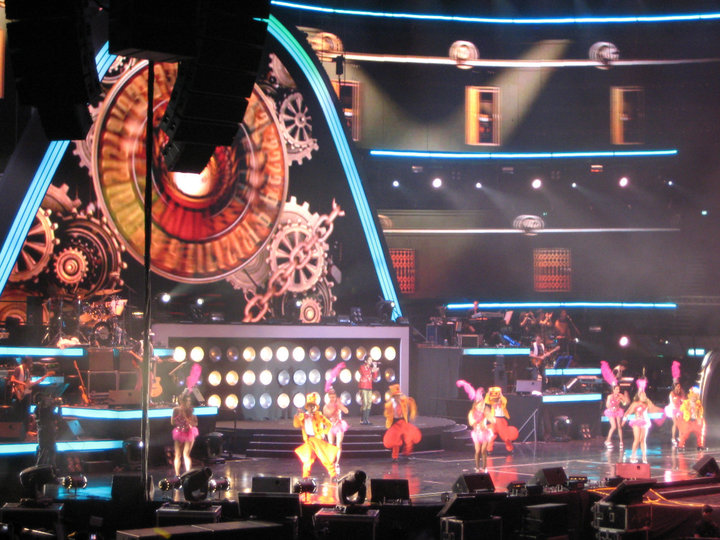
3Dで強化されたステージのコンサート（シンガポール、2010年）
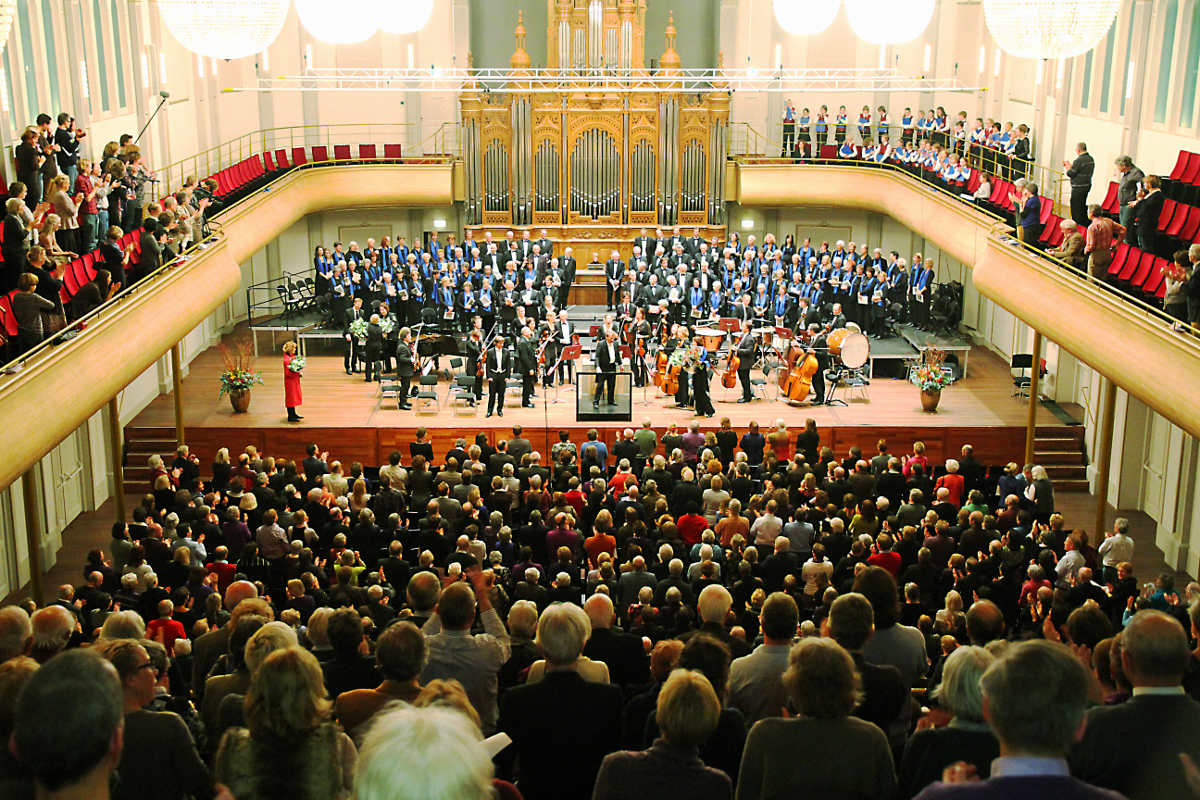
コンサートホールの観客（オランダ、2010年）
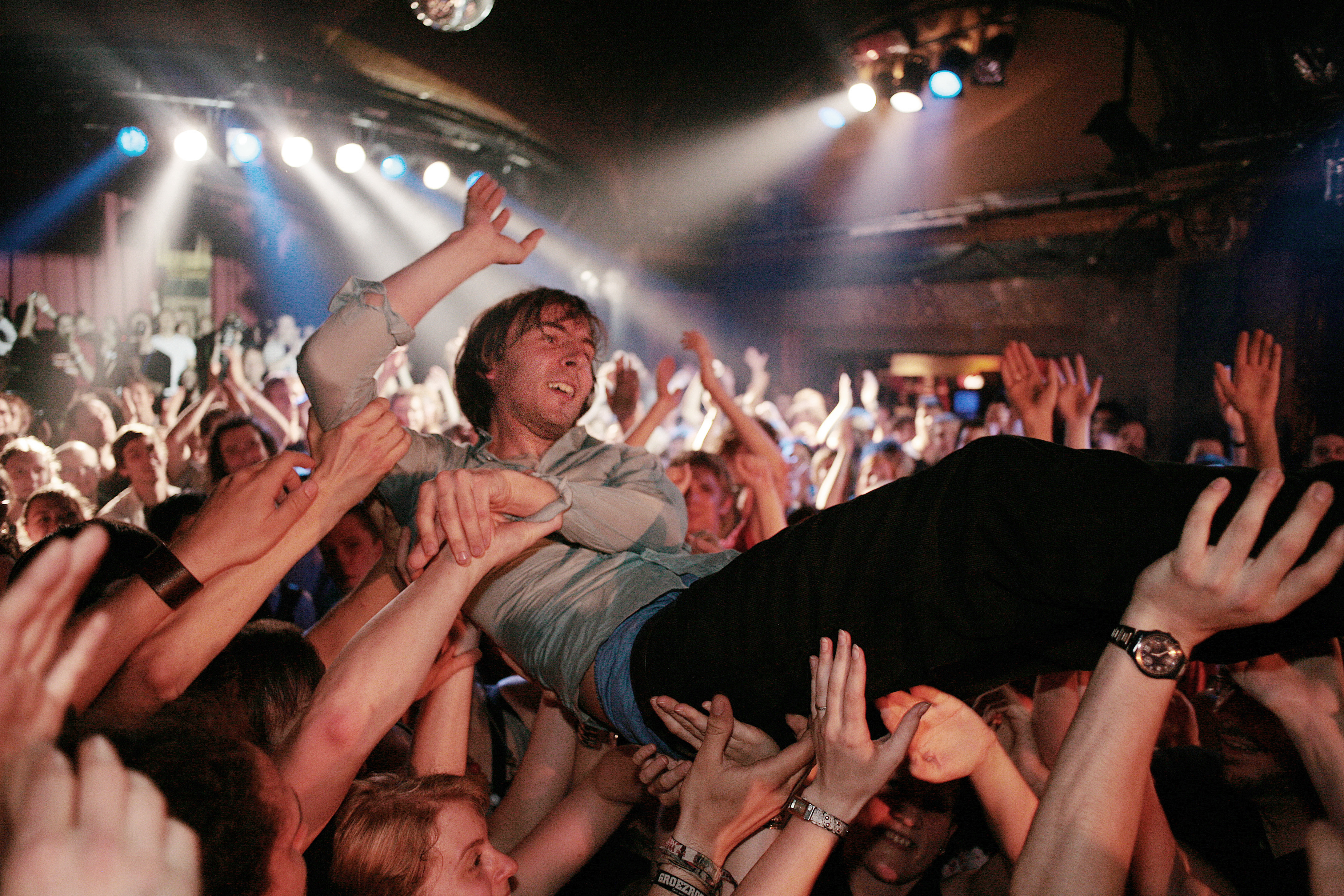
コンサートでのクラウド・サーフィング（フランス、2011年）
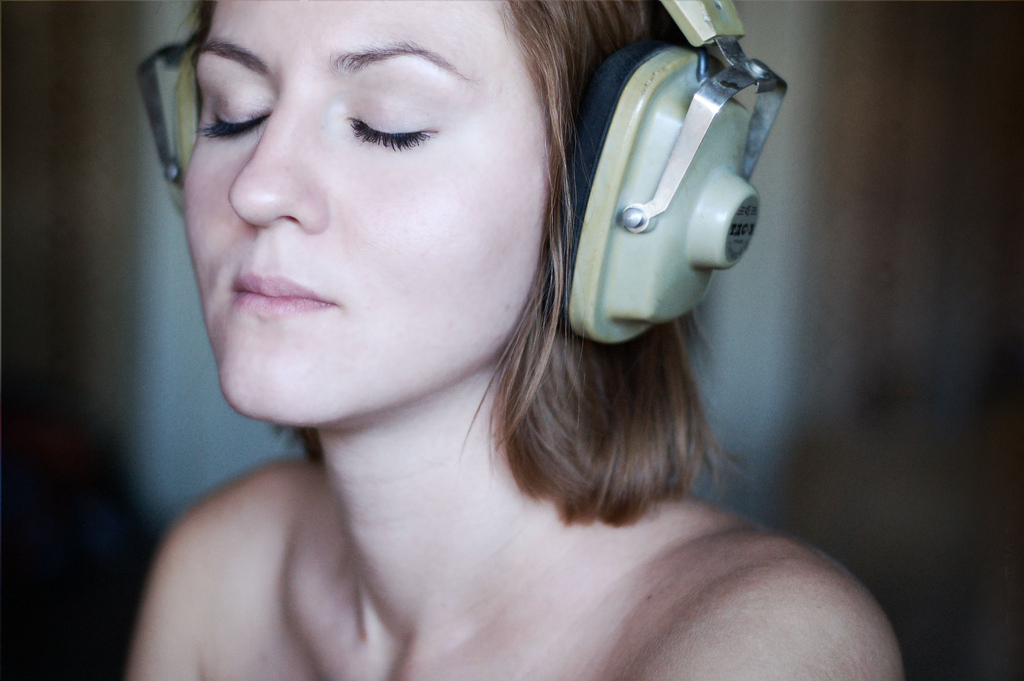
ヘッドフォンを通して音楽を個人的に聴いている女性（ロシア、2010年）

### ゲーム
ゲームはエンターテインメントのために行われる―時には純粋にレクリエーションのため、時には達成や報酬のためでもある。それらは一人で、チームで、またはオンラインで行うことができる；アマチュアによっても、プロフェッショナルによっても。プレイヤーは、人々がチェス選手権を見ているときのように、非プレイヤーの観客を持つことがある。一方で、ゲームのプレイヤーは、自分のターンを行うときに自分自身の観客を構成することもある。しばしば、子供たちがゲームをプレイする際のエンターテインメントの一部は、誰が観客の一部であり、誰がプレイヤーであるかを決めることである。
装備はゲームによって異なる。ボードゲーム、例えば囲碁、『モノポリー』、またはバックギャモンはボードとマーカーが必要である。知られている最も古いボードゲームの一つはセネトで、古代エジプトで遊ばれたゲームであり、ファラオのツタンカーメンも楽しんだ。カードゲーム、例えばホイスト、ポーカー、ブリッジは、長い間友人たちの間で夜のエンターテインメントとして遊ばれてきた。これらのゲームには、一組のトランプさえあれば十分である。ビンゴなどの他のゲームは、ギャンブルを通じて非プレイヤーの参加を促すように組織されている。多くは子供向けであり、ホップスコッチ、かくれんぼ、または目隠し鬼などの屋外で遊ぶことができる。ボールゲームのリストはかなり広範囲である。それには、例えば、クロッケー、ローンボウルズ、ペイントボール、そして様々な形のボールを使用する多くのスポーツが含まれている。選択肢は幅広いスキルとフィットネスレベルに対応している。身体的なゲームは俊敏さと運動スキルにおける能力を発達させることができる。数独のような数字ゲームやルービックキューブのようなパズルゲームは精神的能力を発達させることができる。
ビデオゲームはコントローラーを使用して画面上に結果を作り出す。それらはまた、参加者がリモートで参加してオンラインでプレイすることもできる。20世紀後半と21世紀において、このようなゲームの数は大幅に増加し、世界中のプレイヤーに多様なエンターテインメントを提供している。ビデオゲームは世界中で人気がある。

ゲーム
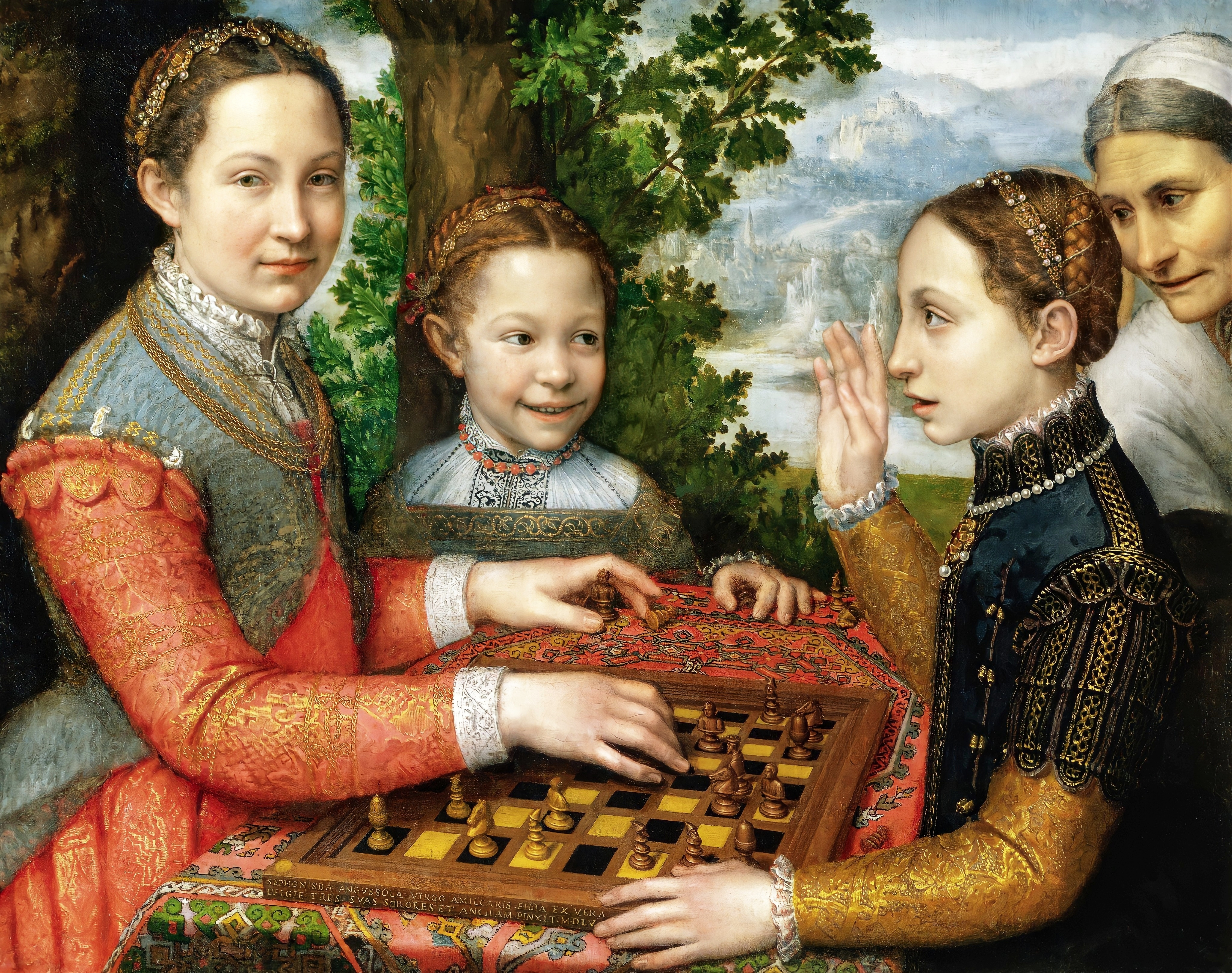
ソフォニスバ・アングイッソラ 『チェスゲーム』（1555年） 知的ゲーム
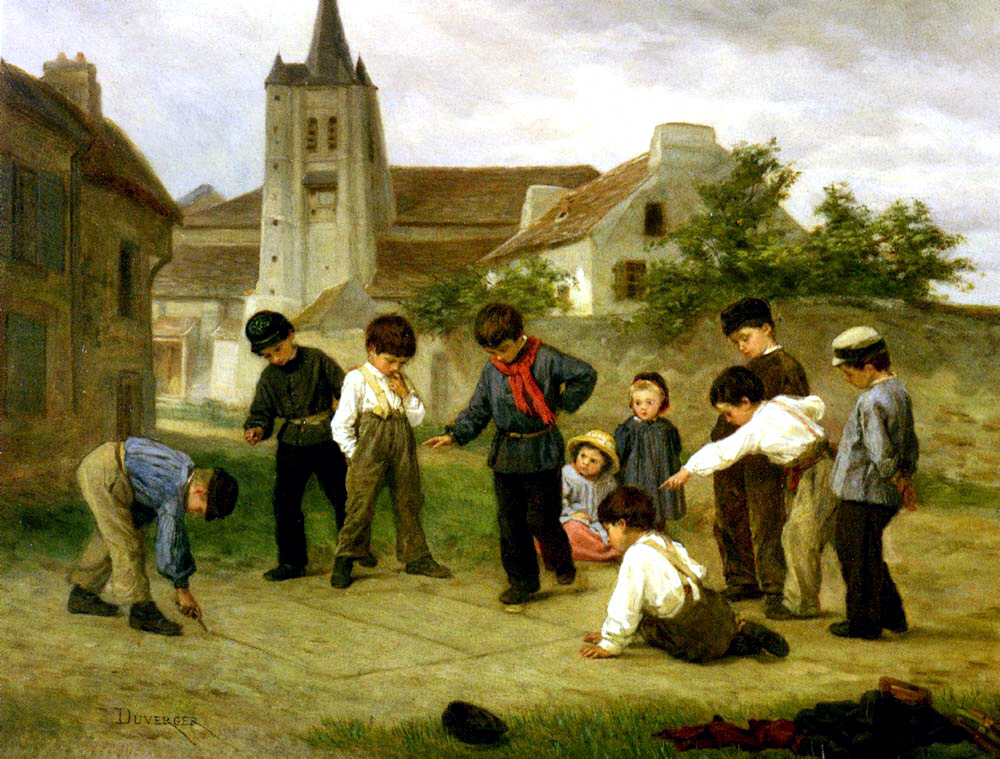
テオフィル・エマニュエル・デュヴェルジェ（英語版）（1901年以前）『ホップスコッチ』 身体的ゲーム
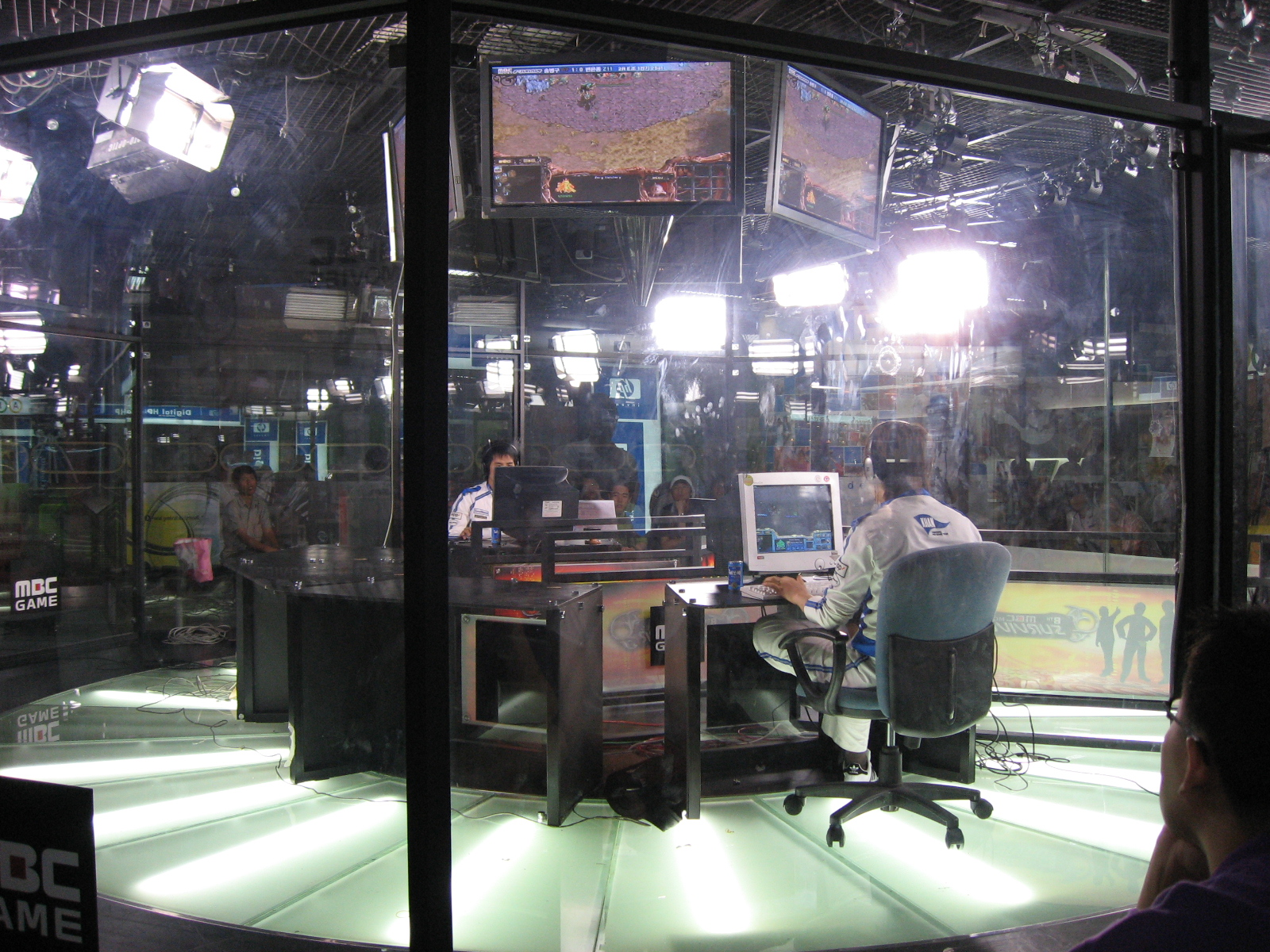
テレビ中継された『スタークラフト』の試合（2006年）韓国 電子ゲーム

### 文学
読書は、特に他の形式、例えばパフォーマンスエンターテインメントが利用できない（または利用できなかった）場合や高すぎる場合、非常に長い間エンターテインメントの源となっている。書くことの主な目的が情報提供や指導である場合でも、読書は日常の心配から気を紛らわせる能力でよく知られている。物語と情報の両方が口述性の伝統を通じて伝えられてきており、例えばパフォーマンス詩の形で口述の伝統は生き残っている。しかし、それらは劇的に減少した。「識字能力が強くなると、口述の特権には戻れなかった」。印刷の出現、本のコスト削減、識字率の向上はすべて読書の大衆的訴求力を高めることに役立った。さらに、フォントが標準化され、テキストが明確になるにつれて、「読書は辛い解読のプロセスではなくなり、純粋な喜びの行為になった」。ヨーロッパでは16世紀までに、エンターテインメントのための読書の魅力はしっかりと確立されていた。
文学の多くのジャンルの中には、全体または部分的に純粋にエンターテインメントのために設計されたものもある。例えば、リメリックは厳格で予測可能な韻律と脚韻を使用して、聴衆や読者を楽しませ、笑わせるためにユーモアを作り出す。『選択冒険もの』のようなインタラクティブな本は、文学的エンターテインメントをより参加型にすることができる。

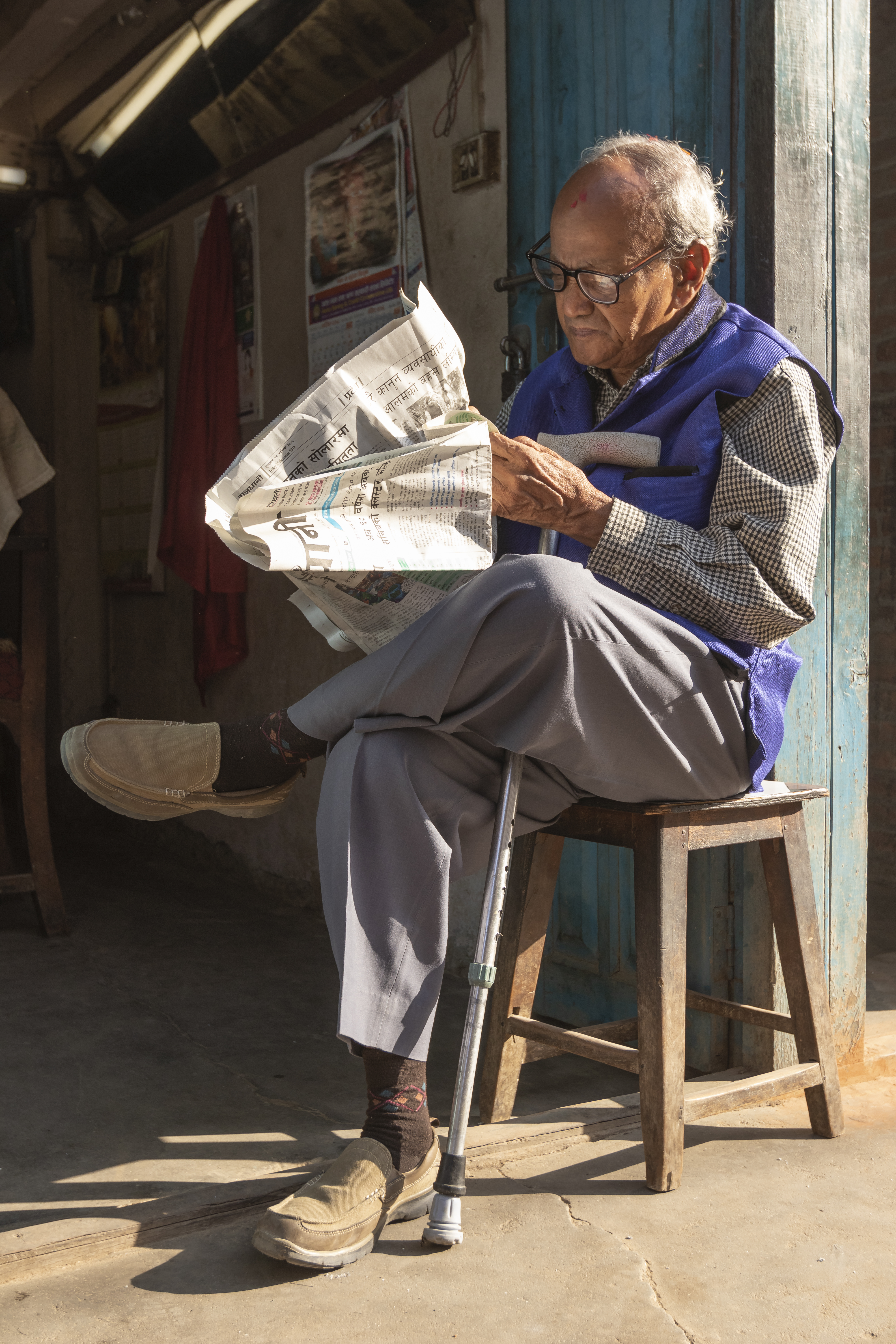
バサンタプルで新聞を読む老人

漫画と編集漫画は、通常テキストと組み合わせて描画やグラフィックを使用して、楽しい物語を伝える文学的ジャンルである。多くの現代的な漫画にはファンタジーの要素があり、エンターテインメント産業の一部である企業によって製作されている。他の漫画には独自の作者がおり、世界や人々が直面する問題について、より個人的で哲学的な見方を提供している。スーパーマンなどのスーパーヒーローに関する漫画は前者のタイプである。後者の種類の例としては、50年以上にわたるチャールズ・M・シュルツの個人的な作品 がある。彼は子供のキャラクターたちの間の関係について『ピーナッツ』という人気の漫画を制作した。また、マイケル・ルーニグは、社会的批判も取り入れたとても風変わりな漫画を制作することで人々を楽しませている。日本のマンガスタイルは、あらゆる年齢の読者向けに幅広いジャンルとテーマを含むという点で西洋のアプローチとは異なる。カリカチュアは、単に鑑賞者の顔に笑みを浮かべることから、社会意識を高めることまで、あるいは風刺される人物の道徳的特性を強調することまで、様々な目的のためにグラフィックエンターテインメントの一種を使用する。

### 喜劇

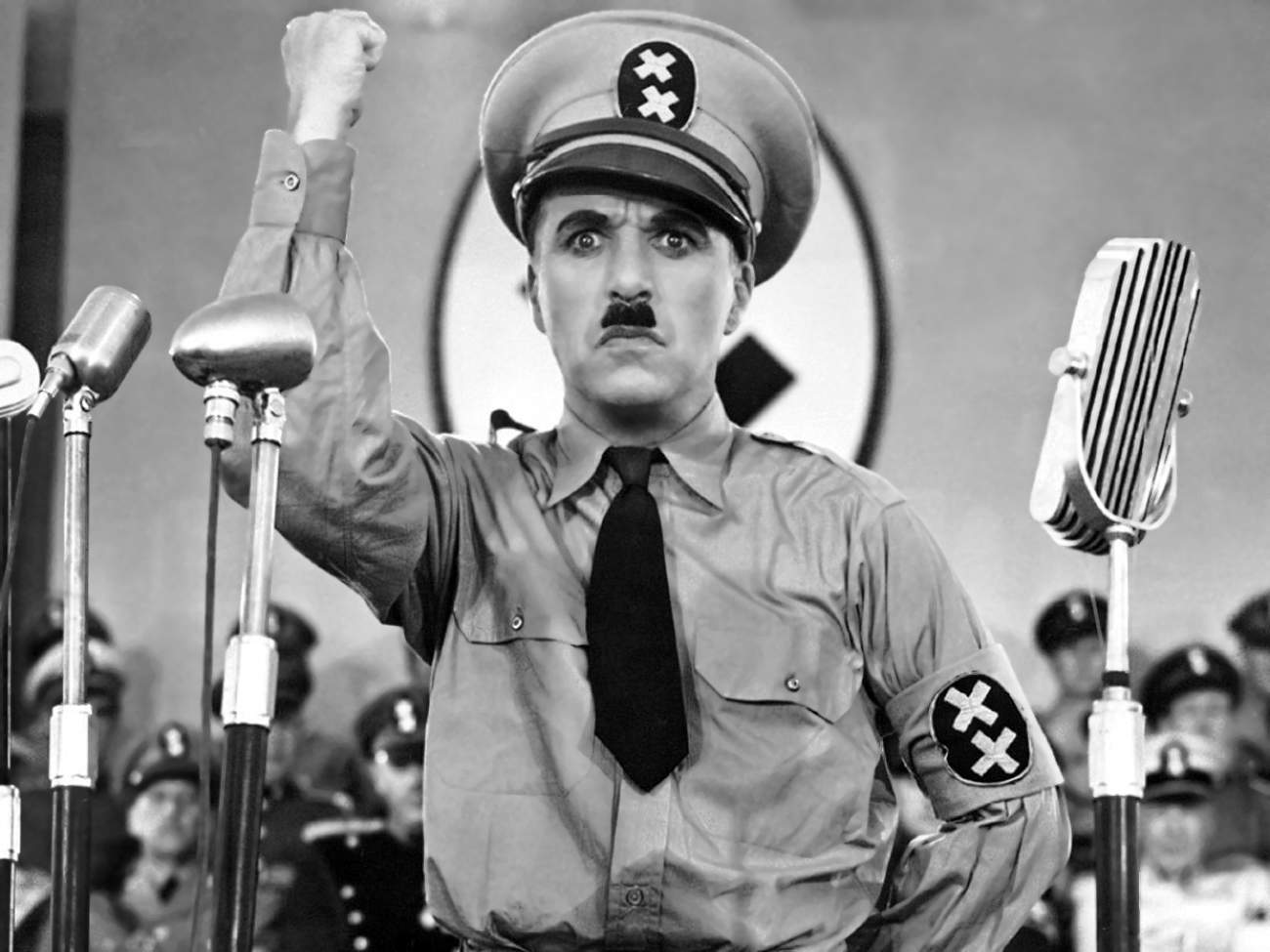
コメディアンチャーリー・チャップリンが風刺的映画『偉大な独裁者』（1940年）で喜劇効果を狙ってヒトラーを模倣している

喜劇はエンターテインメントのジャンルであると同時にその構成要素でもあり、喜劇が単独の目的である場合でも、他の真面目な作品の中で対比として用いられる場合でも、笑いと楽しみを提供する。文学、演劇、オペラ、映画、ゲームを含む多くの形態のエンターテインメントに価値ある貢献をしている。王室の宮廷、例えばビザンチン宮廷や、おそらくその裕福な家庭においても、「パントマイム芸術家は仕組まれたユーモアの中心であり、皇帝や皇族さえも例外とせず、宮廷にいる全員を面白おかしく扱うことが期待され、または義務付けられていた。この非常に構造化された道化師の役割は、からかい、冗談、侮辱、嘲笑、わいせつなどの言語的ユーモアと、スラップスティックや馬鹿騒ぎなどの非言語的ユーモアを聴衆の前で行うことから成っていた」。中世では、すべての喜劇的タイプ―道化師、道化、猫背、小人、冗談を言う者―はすべて「基本的に一つの喜劇タイプ：愚か者と見なされており」、必ずしも面白いわけではないが、「個人の欠点を表現していた」。
シェイクスピアは17の喜劇を書き、ジョーク、駄洒落、パロディ、機知、観察的ユーモア、あるいはアイロニーの意外な効果など、今日でも演者や喜劇作家によって使用されている多くの技法を取り入れている。一行ジョークや風刺も文学において喜劇的効果のために使用される。笑劇では、喜劇が主要な目的である。
「喜劇」という言葉の意味と観客の期待は、時間とともに変化し、文化によって異なる。スラップスティックのような単純な身体的喜劇は、あらゆる年齢層の幅広い人々に娯楽を提供する。しかし、文化がより洗練されるにつれて、スタイルと参照に国民的なニュアンスが現れるようになり、ある文化では面白いと思われるものが、別の文化では理解不能かもしれない。

### パフォーマンス
観客の前でのライブパフォーマンスは、特に音声や映像の録音が発明される前は、エンターテインメントの主要な形態を構成していた。パフォーマンスは演劇、音楽、ドラマなど幅広い形式をとる。16世紀から17世紀にかけて、ヨーロッパの王室宮廷では、ダンス、歌、演技を含む複雑な演劇的エンターテインメントである仮面劇が上演された。オペラも同様に要求の厳しいパフォーマンススタイルであり、今でも人気がある。それはまた3つの形式すべてを包含し、高度な音楽的・演劇的技術、コラボレーション、そして仮面劇と同様に制作の専門知識も要求する。

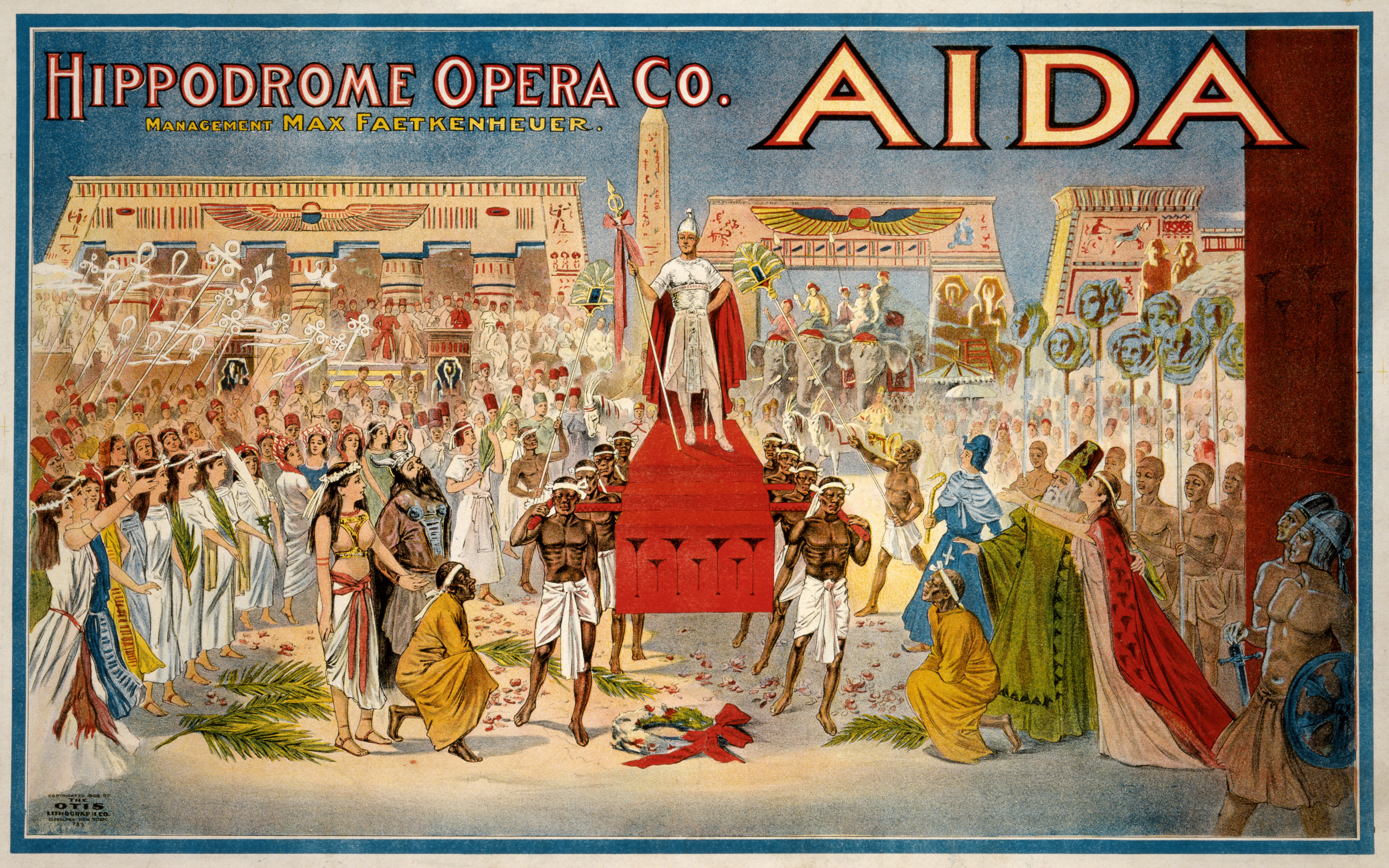
1908年のクリーブランド・オハイオのヒッポドローム・オペラ・カンパニーによって上演されたヴェルディの1871年のオペラ『アイーダ』のポスター

観客は一般的に娯楽性のあるパフォーマンスへの感謝を拍手で示す。しかし、すべてのパフォーマーは観客の注意を引き続ける能力を失い、したがって娯楽を提供できないリスクを負っている。観客の不満は往々にして残酷なほど正直で直接的である。
もちろん、あなた方は皆、良い歌を歌ったり、よい朗読をしたりすることが...会社の注意を引きつけるのに役立つことを知っているべきだ...少なくとも私の場合はそうだった――居酒屋の主人は私のエンターテインメントを突然終わらせる計画を考え出し、その計画とは、彼がウェイターに私に濡れたタオルを投げつけるよう指示することであり、もちろんウェイターはそうした...そして私は濡れたタオルを顔に全力で受け、よろめいた...そして私がその家でさらなるエンターテインメントを提供することを終わらせるという望ましい効果があった。|ウィリアム・マクゴナガル (パフォーマンス・アーティスト兼詩人)

#### ストーリーテリング

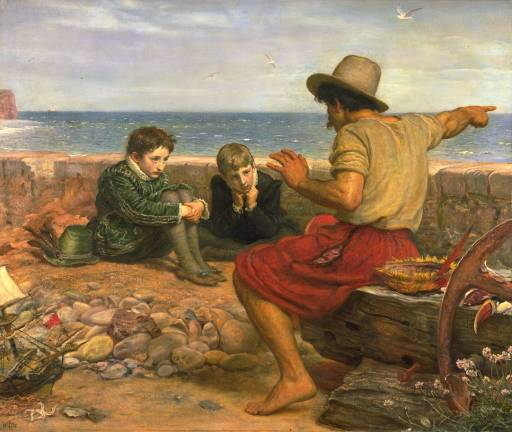
『ローリーの少年時代』、サー・ジョン・エヴァレット・ミレー作、油絵、1870年。
船乗りが若きサー・ウォルター・ローリーと彼の兄に海上で起きた出来事を語っている。

ストーリーテリングはほぼすべての他の形式に影響を与えてきた古代の娯楽形式である。それは「単なるエンターテインメントではなく、人間の葛藤と矛盾を考え抜くことでもある」。したがって、物語は小さな聴衆に直接届けられることもあれば、エンターテインメントとして提示され、映画、ドラマ、バレエ、オペラなど、物語に依存するあらゆる作品の構成要素として使用されることもある。書かれた物語は挿絵によって強化されており、例えば装飾写本や日本の古代の巻物など、非常に高い芸術的水準のものもある。物語は旅行中のグループを楽しませる一般的な方法であり続けている。物語が時間を過ごし、旅行者の観客を楽しませるために使用される様子を示すものとして、チョーサーは14世紀の文学作品『カンタベリー物語』で巡礼者を使用し、呉承恩は16世紀に『西遊記』で同様のことを行った。現在では旅行がはるかに速く完了できるようになっても、物語は車や飛行機内の乗客に口頭で、あるいは何らかの技術によって届けられている。
物語が娯楽する力は、最も有名なものの一つ―シェヘラザード―物語を語ることで自分の命を救う女性のペルシャの専門的なストーリーテリングの伝統において明らかである。異なるタイプのエンターテインメント間のつながりは、このような物語が音楽、映画、ゲームなど別のメディアでの再話を促すという方法によって示されている。例えば、作曲家のリムスキー=コルサコフ、ラヴェル、シマノフスキはそれぞれシェヘラザードの物語に触発され、それをオーケストラ作品に変えた。監督のパゾリーニは映画化し、この物語に基づいた革新的なビデオゲームも存在する。物語は言葉を使わずに、例えば音楽、ダンス、人形劇などで語られることもあり、ジャワのワヤンの伝統のように、パフォーマンスはガムランオーケストラや同様に伝統的なパンチとジュディショーを伴っている。
すべての文化からの叙事詩的物語、詩、サガ、アレゴリーは、あらゆる形態のエンターテインメントにおいて無数の他の物語を触発するような心を捉える物語を語っている。例としては、ヒンドゥー教の『ラーマーヤナ』と『マハーバーラタ』、ホメーロスの『オデュッセイア』と『イーリアス』、最初のアラビア小説『ハイ・イブン・ヤクザーン』、ペルシャの叙事詩『シャー・ナーメ』、アイスランドのサガ、そして有名な『源氏物語』がある。『グリム童話』やハンス・クリスチャン・アンデルセンによる物語集のような物語集も同様に影響力を持っている。19世紀初頭に出版されたこの民話集は、現代の大衆文化に大きな影響を与え、その後、そのテーマ、イメージ、シンボル、構造的要素を使用して新しいエンターテインメント形式が作り出された。
最も強力で長続きする物語の一部は、起源または創造神話とも呼ばれる基礎的物語であり、例えばオーストラリア先住民のドリームタイム神話、メソポタミアの『ギルガメシュ叙事詩』、あるいはハワイの世界の起源に関する物語などである。これらもまた、その寿命を延ばし、娯楽価値を高める方法で本、映画、音楽、ゲームに発展している。

物語を語る
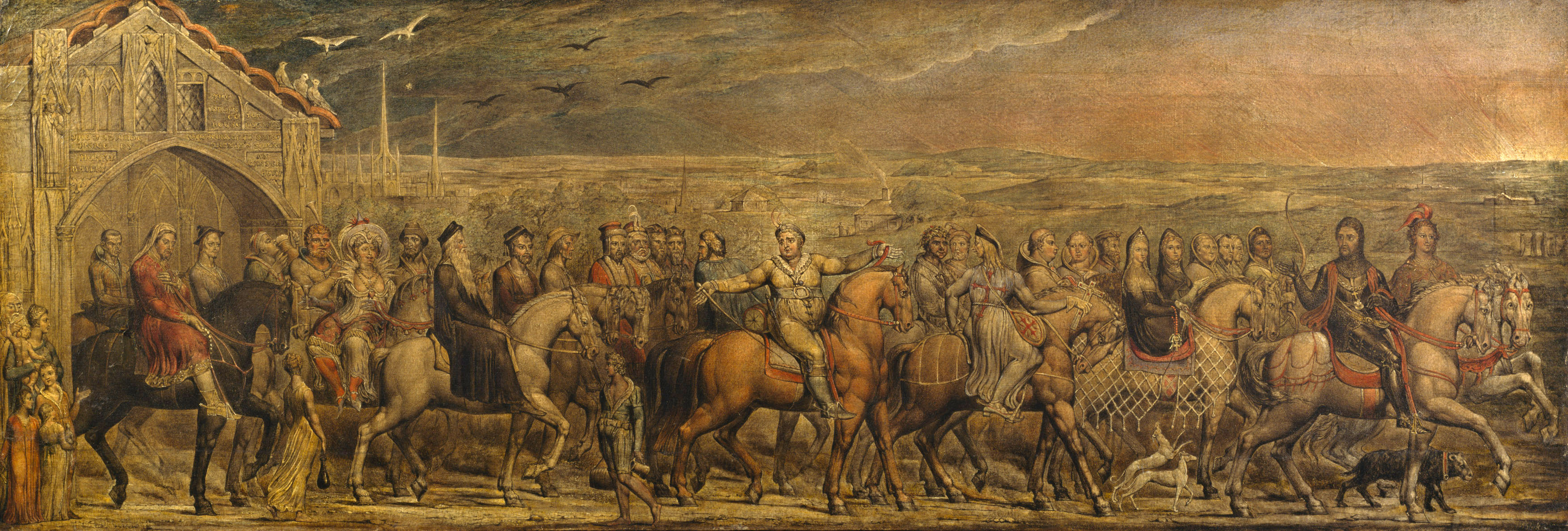
『カンタベリー物語』の巡礼者を描いたウィリアム・ブレイクの絵画
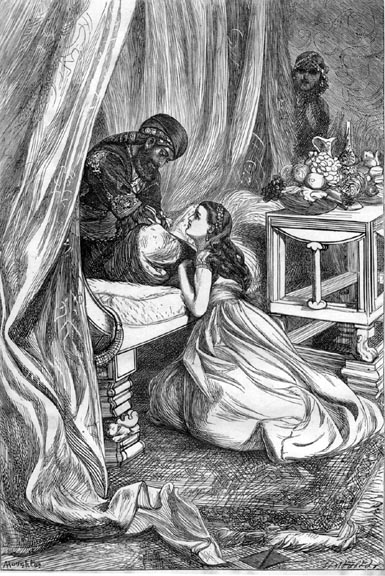
『アラビアンナイト』で王シャフリヤールに物語を語るシェヘラザード
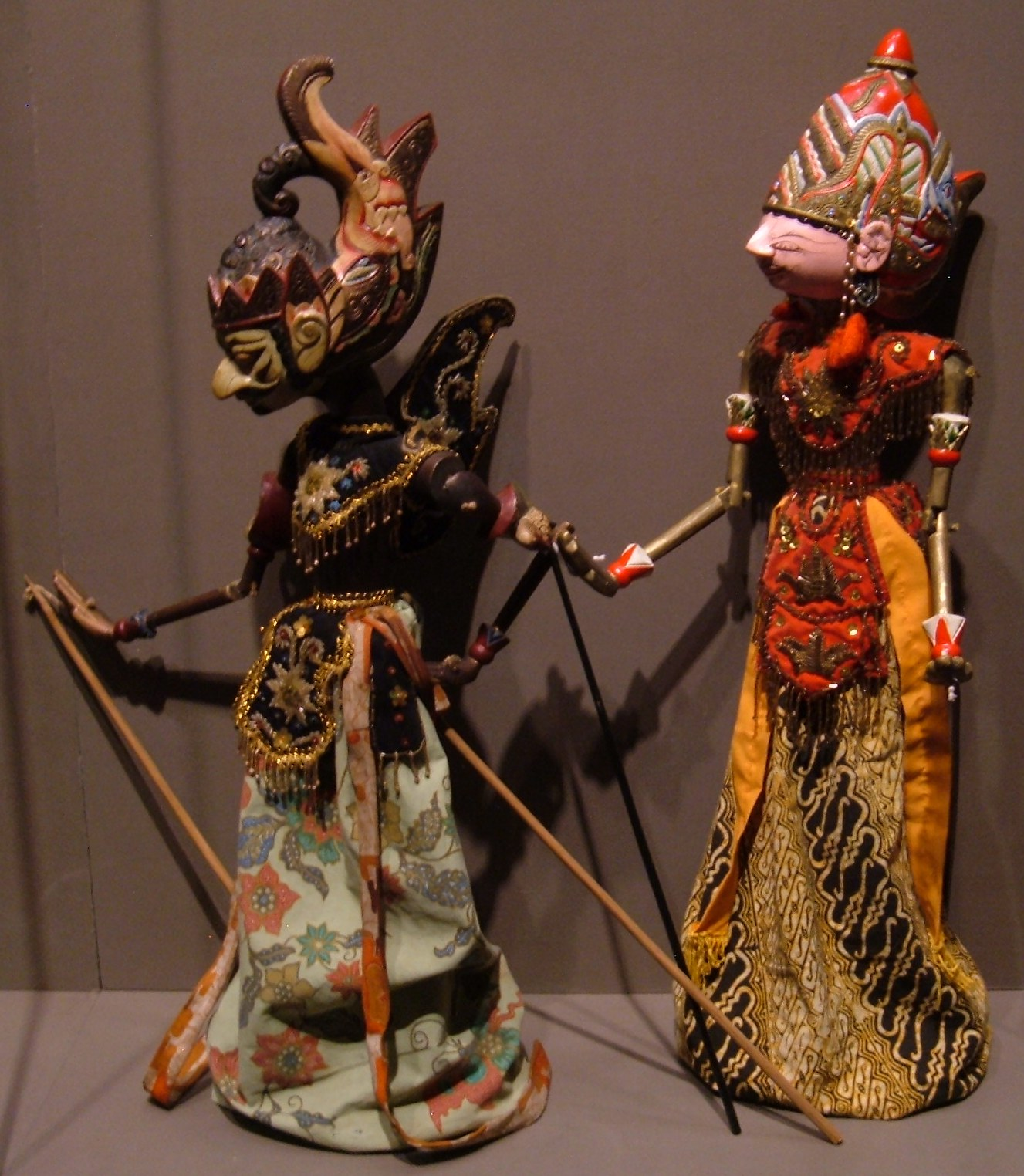
ジャワでワヤンゴレク人形を使って物語を語る
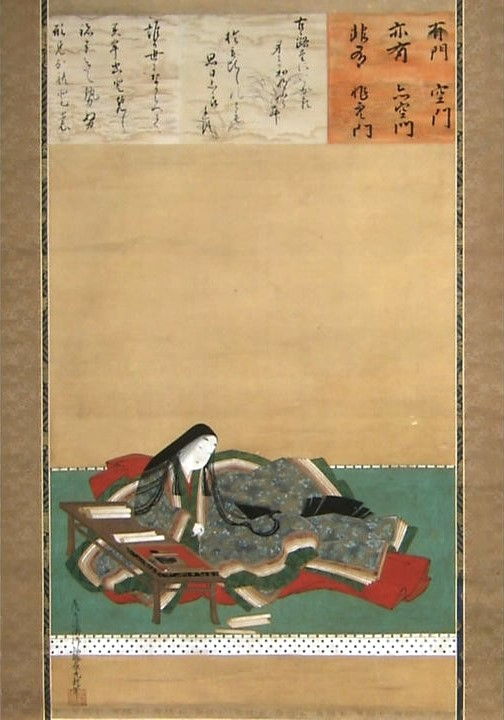
『源氏物語』を描いた土佐光起

#### 演劇

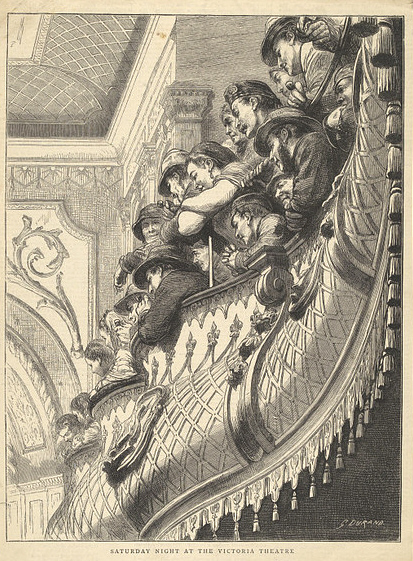
ロンドンのヴィクトリア劇場の土曜日の夜の観客（1872年）

典型的に演劇的または音楽的な演劇パフォーマンスは、観客のために舞台上で上演され、「主要な音楽家や俳優」が「詩的競争」、例えば「デルポイ、デロス、エフェソス」などで広く演じられていたヘレニズム時代まで遡る歴史がある。アリストテレスとその教師プラトンはともに演劇の理論と目的について書いている。アリストテレスは「芸術は性格形成にどのような機能を果たすのか？支配階級のメンバーは単に公演を見るべきか、それとも参加者としてパフォーマンスするべきか？エリートに属さない人々にはどのような種類のエンターテインメントが提供されるべきか？」といった問いを投げかけた。「エジプトのプトレマイオス朝、ペルガモンのセレウコス朝」もまた強力な演劇的伝統を持ち、後にローマの裕福なパトロンが「はるかに豪華な制作」を舞台化した。
パフォーマンスに対する期待とそれへの関わり方は時間とともに変化してきた。例えば、18世紀のイングランドでは、「女優に対する偏見は薄れていた」。そしてヨーロッパ全般では、かつては社会的に疑わしい活動だった劇場に行くことが、19世紀後半から20世紀初頭にかけて、大衆的エンターテインメントの多様性が増加する中で「より尊敬に値する中流階級の暇つぶし」になった。オペレッタやミュージックホールが利用可能になり、モスクワ芸術座やスヴォーリン劇場のような新しい演劇劇場がロシアでオープンした。同時に、商業新聞は「演劇のコラムやレビューを掲載し始め」、演劇が芸術と文化に関する一般的な議論の中で「知的議論の正当な対象」になるのを助けた。観客は「創造的達成を評価し、著名な「スター」に驚嘆し、楽しむために」集まり始めた。当時アメリカ合衆国、イングランド、カナダ、オーストラリア、ニュージーランドで人気のあったヴォードヴィルとミュージックホールは、最終的に取って代わられた。
舞台劇、ミュージカル、モノローグ、パントマイム、パフォーマンス詩は、喜劇として知られるパフォーマンスの場でもある非常に長い歴史を持つ演劇の一部である。20世紀には、ラジオとテレビがしばしば生放送され、新しい形式と並行して存在し続けた演劇の伝統を拡張した。
舞台とその前に観客のために設けられたスペースが劇場を作り出す。即興や即席のもの、一時的なもの、精巧なもの、あるいは伝統的で恒久的なものなど、あらゆる種類の舞台があらゆる種類の観客席とともに使用されている。それらは屋内または屋外に建てられる。パフォーマンスのための舞台を管理し、組織し、準備するスキルは舞台技術として知られている。観客のエンターテインメント体験は、彼らの期待、舞台技術、舞台の種類、座席の種類と基準に影響される。

演劇的エンターテインメント - 舞台、ステージング、舞台技術
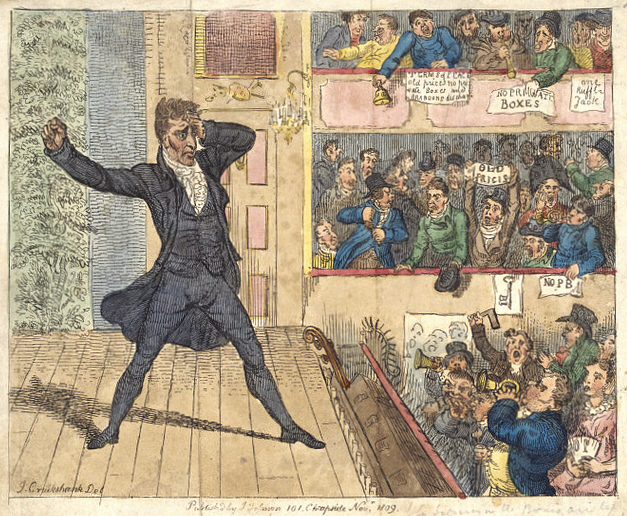
観客の反応の風刺的表現（1809年）
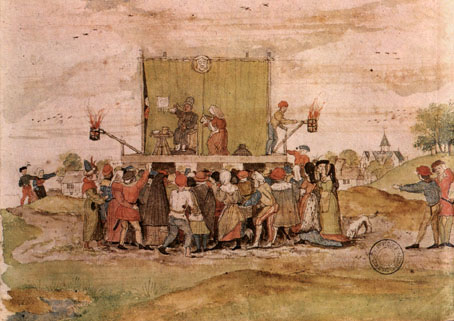
フェアでの公開パフォーマンス用の即席舞台（1642年）
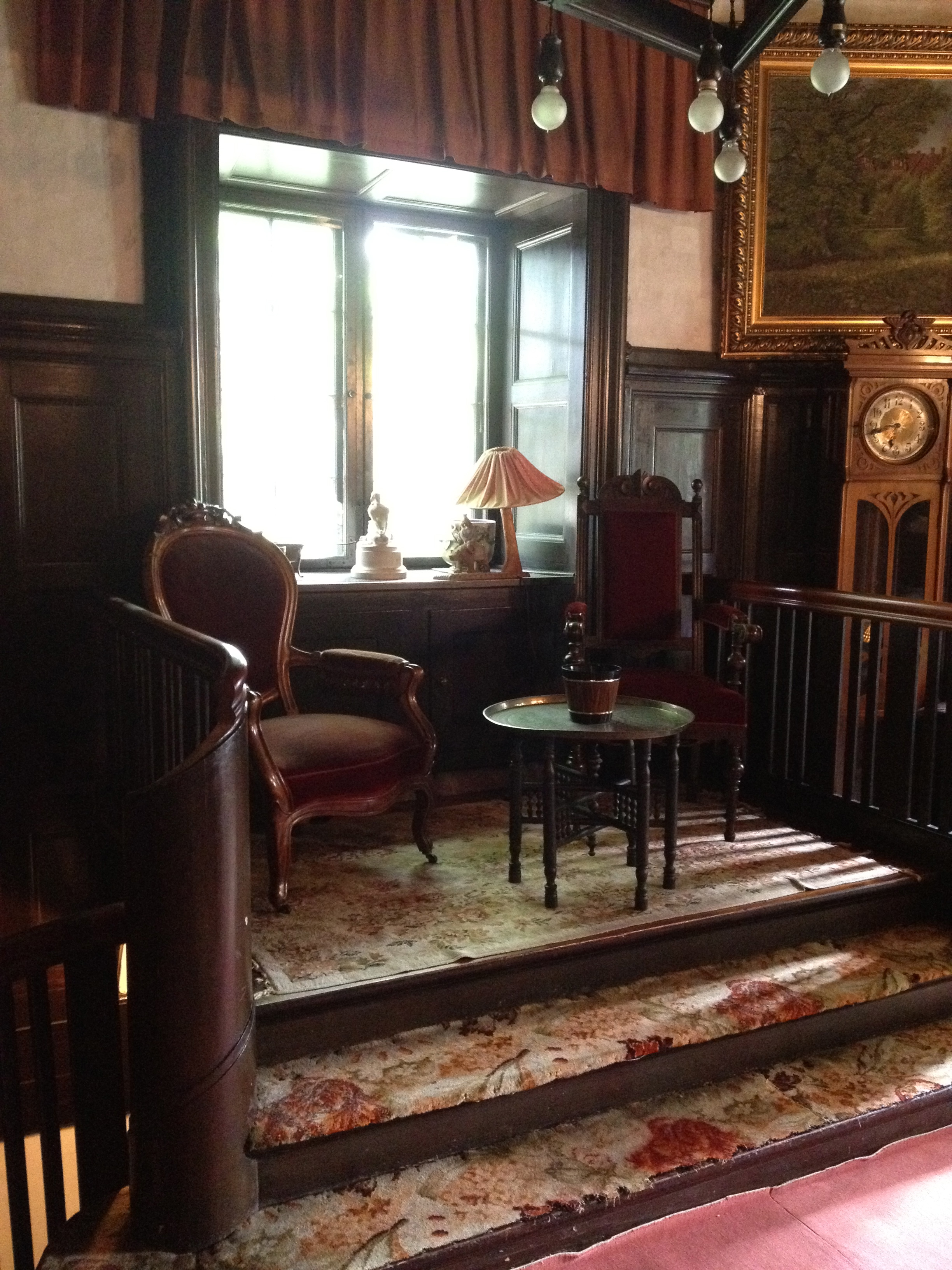
家庭用演劇のための即席舞台
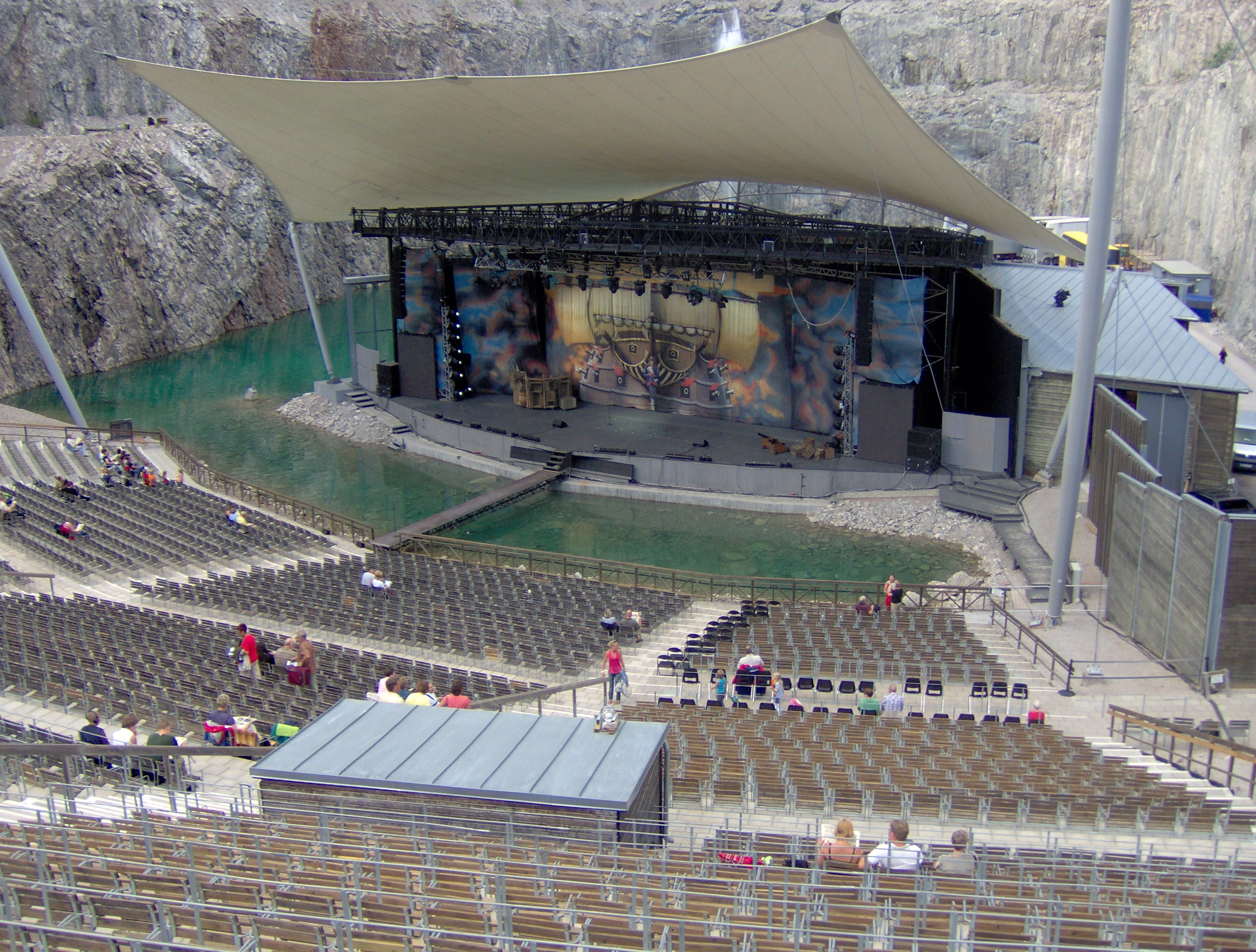
ショー前の屋外舞台
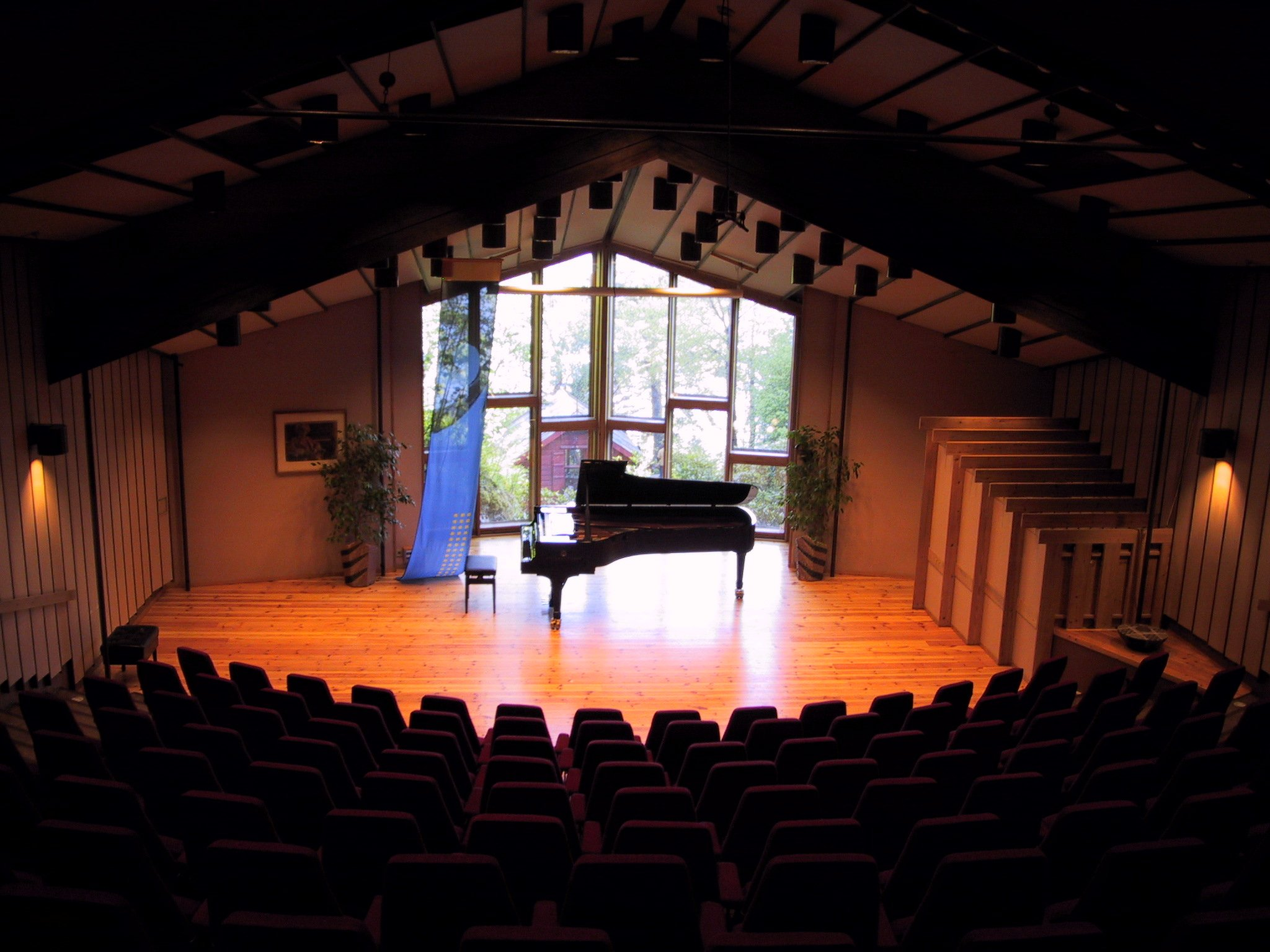
ソロ器楽奏者のためのコンサート劇場
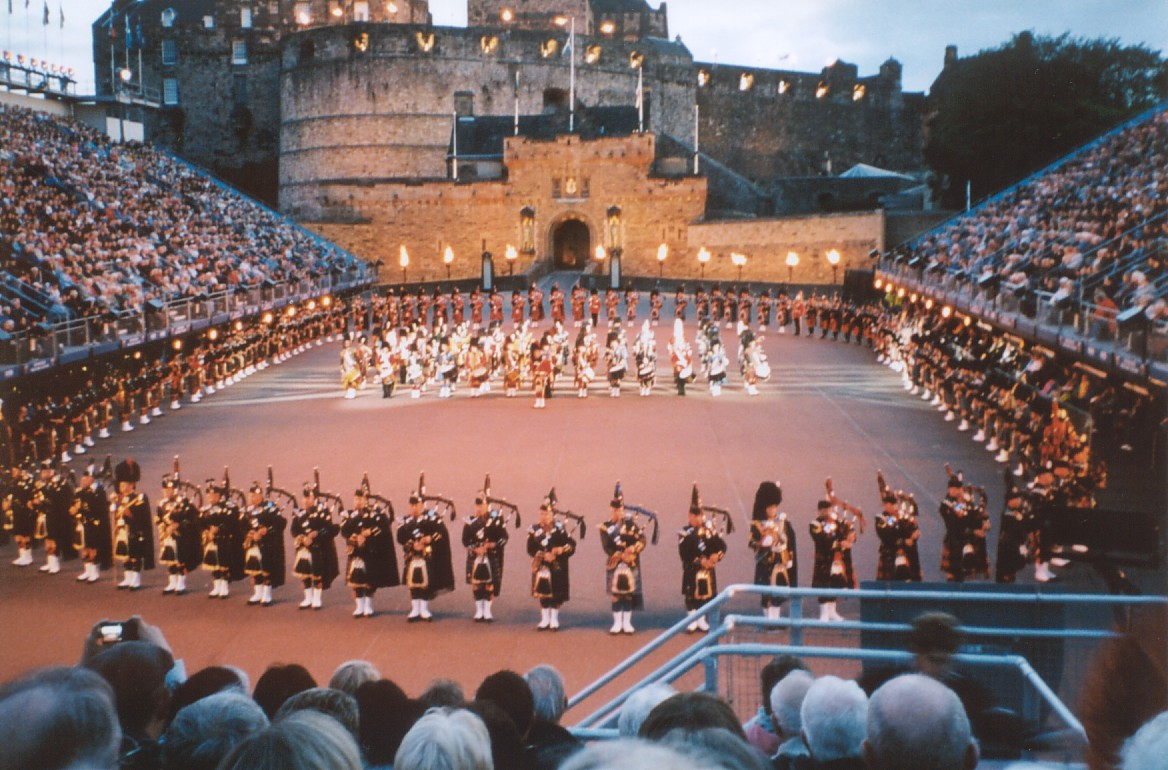
エディンバラ城の前庭から作られた屋外劇場
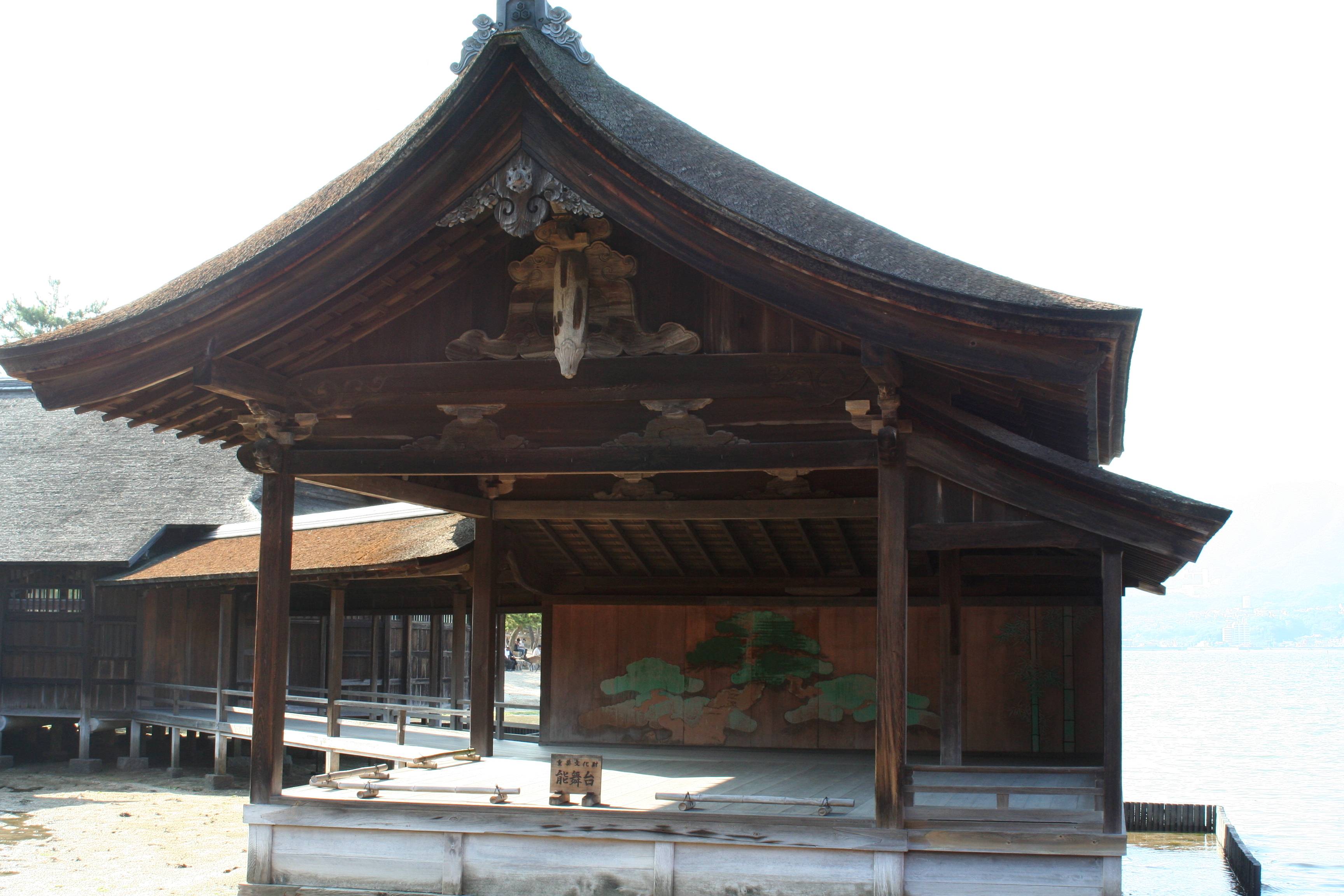
日本の能劇のための伝統的な舞台
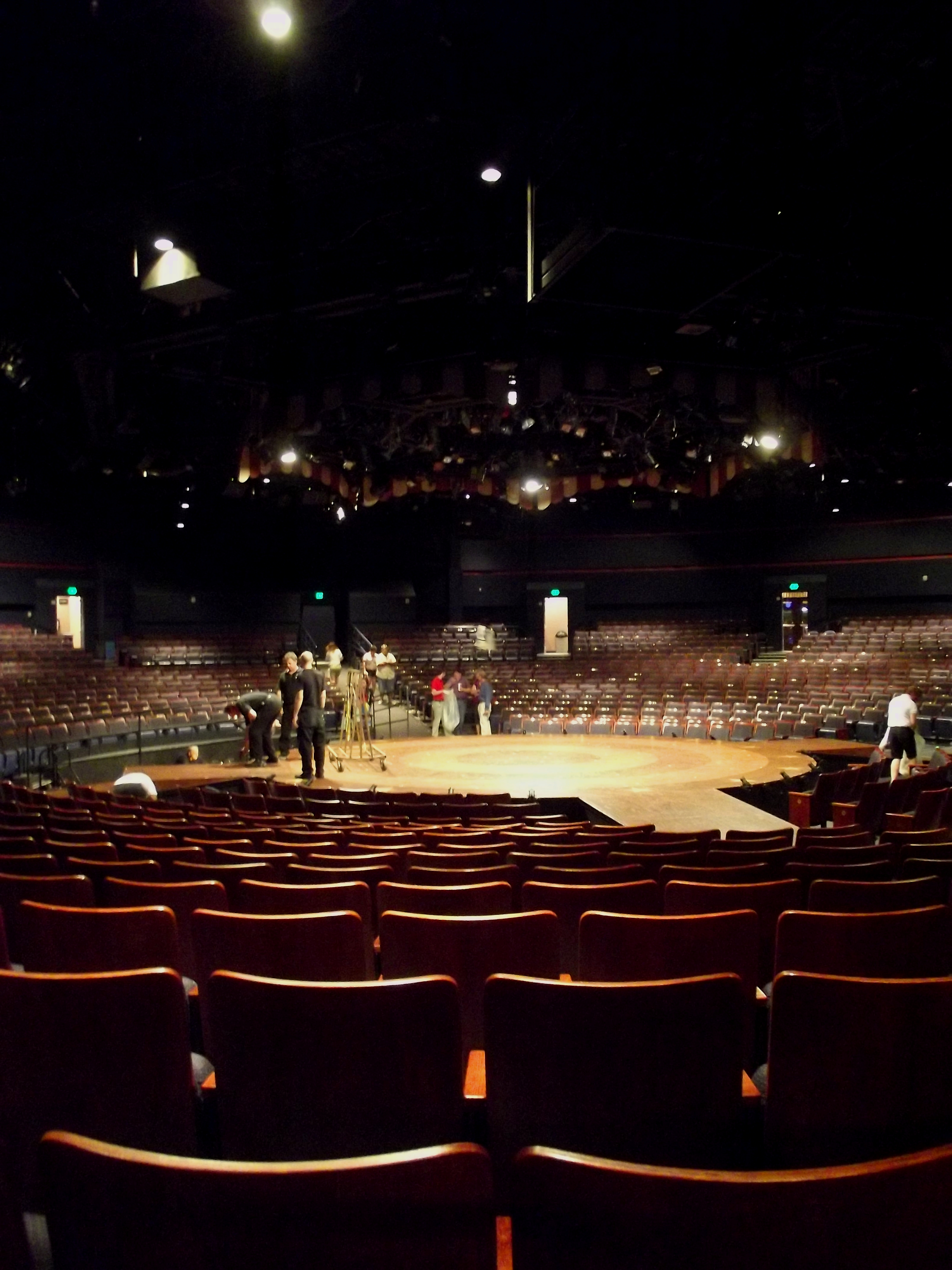
円形劇場用の舞台
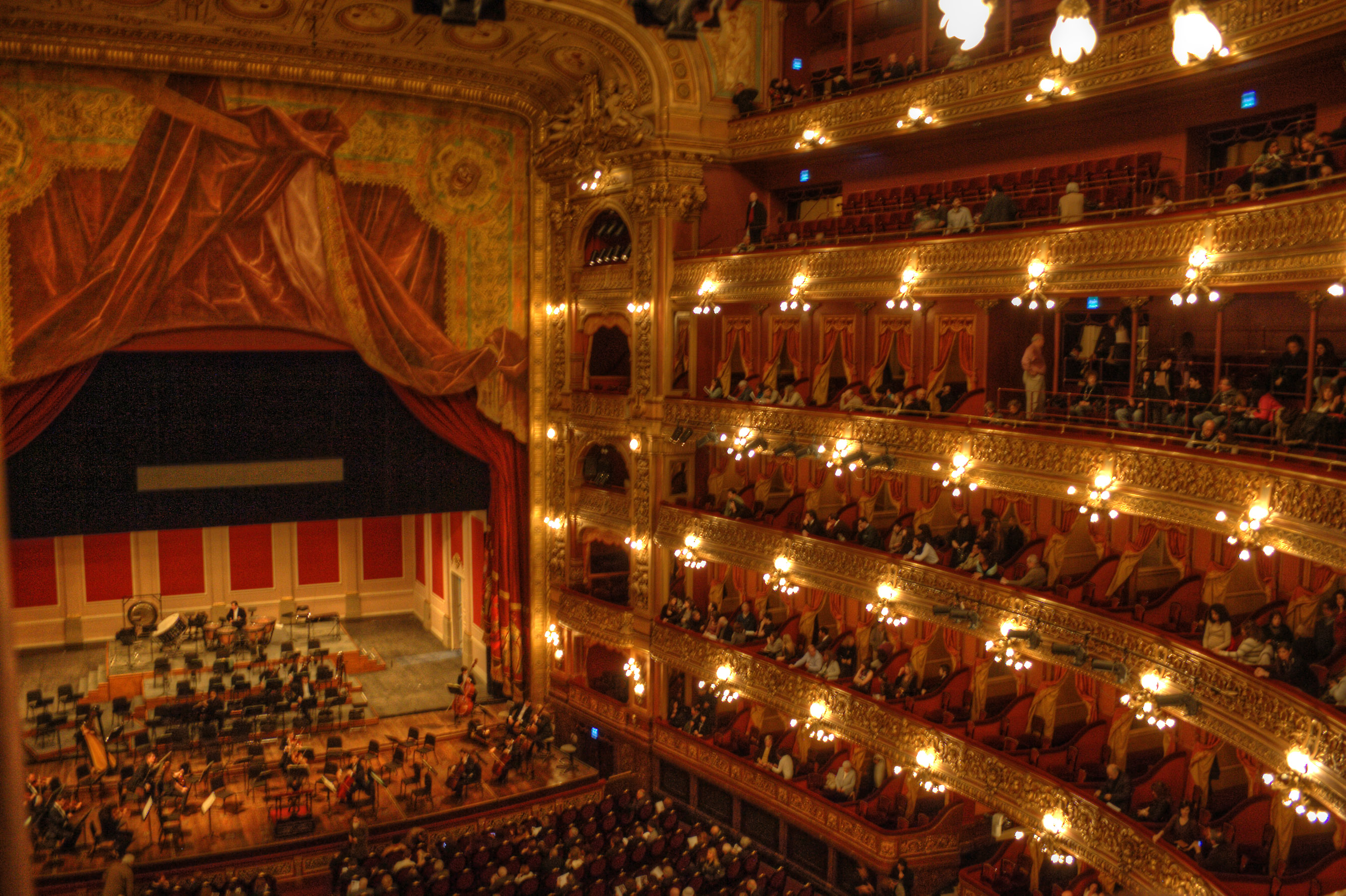
高度に装飾的な馬蹄形劇場であるテアトロ・コロン
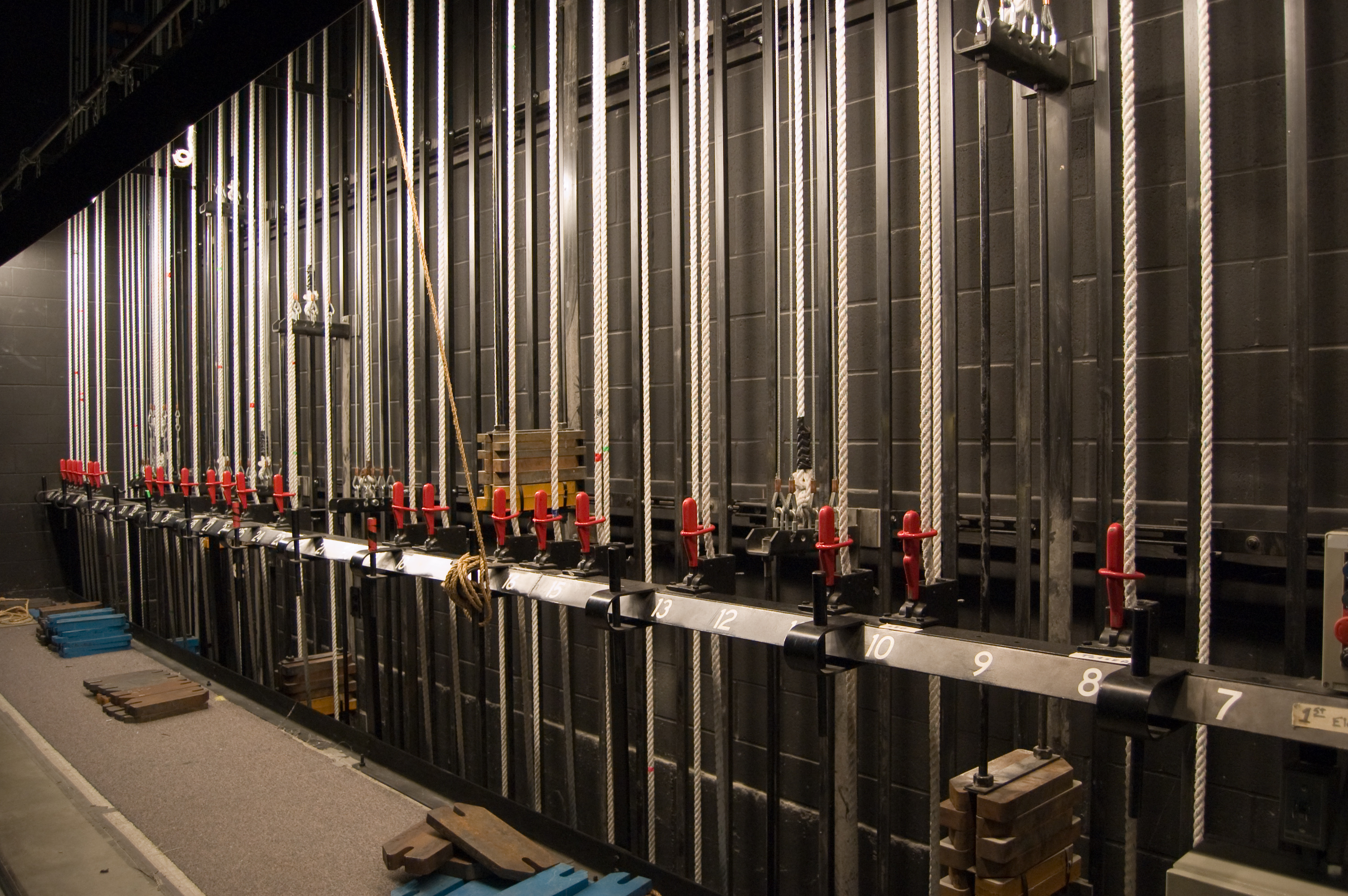
舞台技術―舞台裏のロッキングレール

#### 映画とフィルム

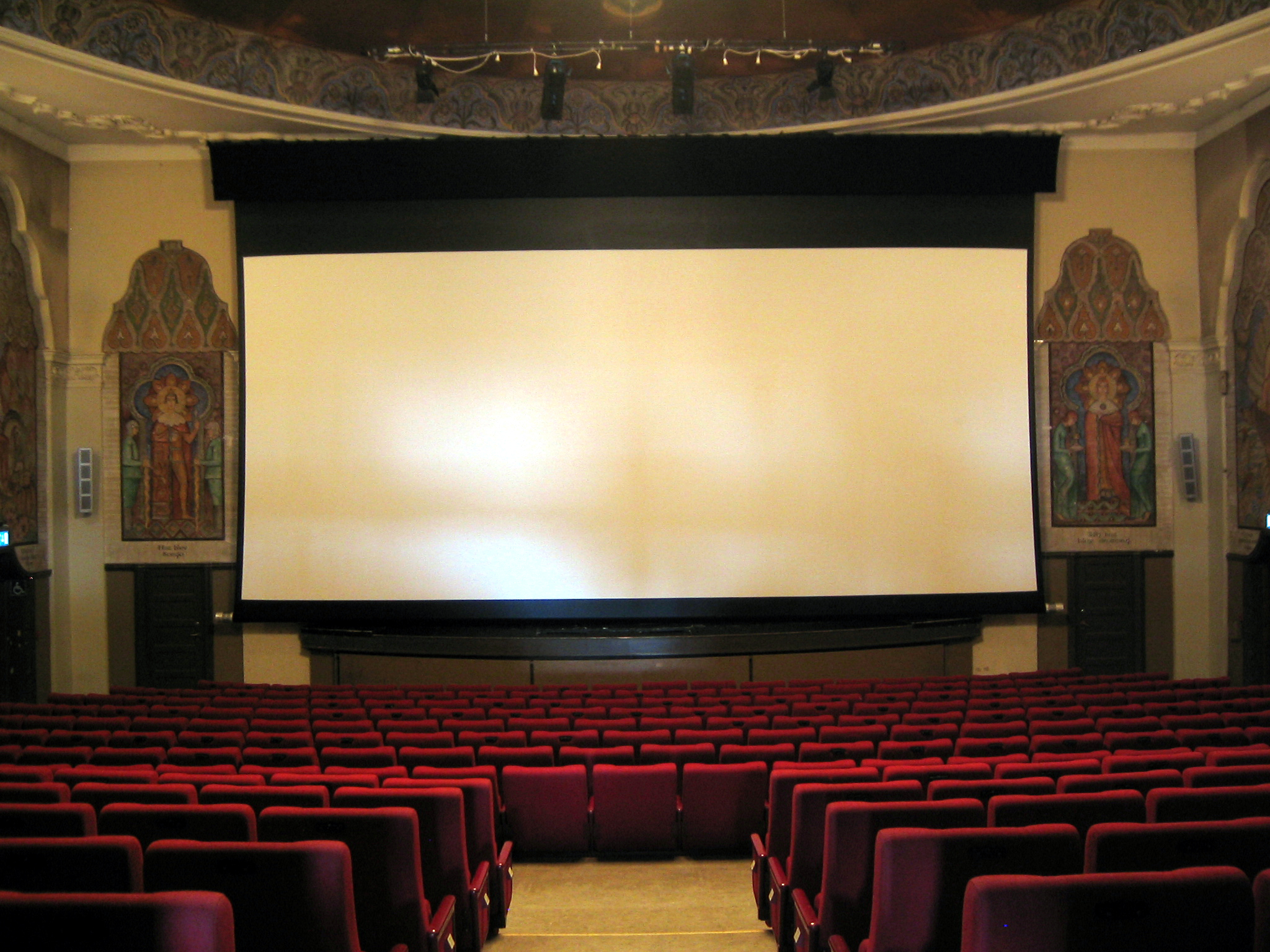
映画の観客は通常、投影スクリーンの前に整然と並んだ快適な椅子に座っている。ノルウェー（2005年）

映画はエンターテインメントの主要な形態であるが、すべての映画がエンターテインメントを主な目的としているわけではない。例えばドキュメンタリー映画は、記録を作ったり情報を提供したりすることを目的としているが、この2つの目的はしばしば協働する。このメディアは最初から世界的なビジネスだった。「リュミエール兄弟は最初に世界中にカメラマンを送り、公衆の興味を引くものをすべて撮影するよう指示した」。1908年にパテはニュースリールを開始し配信した。そして第一次世界大戦までに、映画は大衆エンターテインメントへの膨大なニーズを満たしていた。「[20世紀]の最初の10年間、映画のプログラムはランダムにフィクションとニュース映画を組み合わせていた」。アメリカ人は最初に「連続した画像を通じて動きの錯覚を生み出す方法を考案した」が、「フランス人は科学的原理を商業的に収益性の高いスペクタクルに変換することができた」。したがって、映画は初期の段階からエンターテインメント産業の一部となった。映画メディアでは、観客を楽しませ、魅了するためにますます洗練された技術が使用されている。例えば、芸術作品における急速な動きの表示を含むアニメーションは、特に若い観客に訴える技術の一つである。21世紀におけるコンピュータ生成画像(CGI)の出現は、「スペクタクルを行うことを可能にし」、セシル・B・デミルが「夢にも思わなかった規模で」より安価に実現できるようになった。1930年代から1950年代まで、映画とラジオは「唯一の大衆エンターテインメント」だったが、21世紀の第2の10年までに、技術的変化、経済的決定、リスク回避、グローバリゼーションにより、制作される映画の質と範囲の両方が減少した。例えば、洗練された視覚効果とCGI技術は、人間ではなく、人々、風景、出来事（実在するものと空想的なものの両方）のリアルな画像を作成するだけでなく、通常は物理的な形式でゲームとしてエンターテインメントとして使用されるレゴなどの非生物を動かすためにも使用された。『レゴムービー』の制作者は「観客に、彼らが実際のレゴブロックをテーブルトップで本物のカメラで撮影したものを見ているように信じさせたかった。実際には、コンピュータ内でデジタルブロックを使って広大な環境を作り出したのだが」。コンピュータと映画の収束により、エンターテインメントが新しい方法で提示できるようになり、技術はまた、個人的な資源を持つ人々がホームシアターで映画を上映し、公共の劇場の質と体験をプライベートな場所で再現することを可能にした。これは、かつての貴族が個人的な音楽パフォーマンスを舞台にしたり、大きな邸宅の家庭用劇場で個人的な劇を上演したりした方法と類似している。
映画はまた、他の形式からエンターテインメントを再構想し、例えば物語、本、演劇を新しいエンターテインメントに変える。『映画の物語』は映画の歴史に関するドキュメンタリーで、メディアにおける世界的な功績と革新、および映画製作の概念の変化を調査している。これは、「リアリズムとメロドラマ的ロマン主義」を組み合わせたハリウッドの伝統にある一部の映画は、現実逃避の形として意図されているが、他の映画は観客からより深い関わりやより思慮深い反応を必要とすることを示している。例えば、受賞作品であるセネガルの映画『クサラ』は政府の腐敗をテーマとしている。チャーリー・チャップリンの映画『偉大な独裁者』も同様に政治的テーマを扱った勇敢で革新的なパロディだった。「ノア」のような数千年前の物語は映画で再解釈され、文学的装置、例えばアレゴリーや擬人化をCGIなどの新しい技術と組み合わせて、「人間の愚かさ」、善悪、勇気と絶望、愛、信仰、死など、エンターテインメントのあらゆる形式において主要テーマとなってきた大きなテーマを探求している。
他のメディアと同様に、映画における卓越性と功績は、アメリカの映画芸術科学アカデミー、イギリス映画テレビ芸術アカデミー、フランスのカンヌ国際映画祭、アジア太平洋映画賞などの賞を通じて認められている。

#### ダンス
多様な形態のダンスはあらゆる年齢層と文化に娯楽を提供する。ダンスは、文化の歴史や重要な物語を表現するために使用される場合のように真剣な調子を持つこともあれば、挑発的であることもあり、喜劇のサービスに使われることもある。音楽、動き、ストーリーテリング、演劇といった多くの形態のエンターテインメントを組み合わせているため、異なる目的と観客のためにこれらの形式を組み合わせるさまざまな方法の良い例を提供している。
ダンスは「文化的表現の一形態」であり、ダンサーだけでなく、「世界中の様々な時代から来た振付師、観客、パトロン、インプレサリオ」を含む。「アフリカ、アジア、ヨーロッパからであれ、ダンスは常に政治的、社会的、精神的、芸術的影響の領域を交渉している」。ダンスの伝統は一つの文化グループに限定されるかもしれないが、それらはすべて発展する。例えば、アフリカには「ダホメのダンス、ハウサのダンス、マサイのダンスなどがある」。バレエはルイ14世の時代にフランスの宮廷から劇場に移り、ダンサーがプロの演劇パフォーマーになった、高度に発展した西洋のダンス形式の一例である。一部のダンス、例えば「フランスのナポレオン時代に登場した」四角形のダンスであるカドリーユや他のカントリーダンス は、かつて舞踏会などの社交的な集まりで人気があったが、現在ではめったに演じられていない。一方、スコットランド・ハイランドダンスやアイリッシュダンスなどの多くのフォークダンスは競争に発展し、観客を増やすことによってその娯楽価値を高めている。「時にはアイルランドの伝統的なステップと音楽を特徴とするアイリッシュダンスシアターは、国際的な評判を持つ主要なダンス形式に発展した」。
ダンスはしばしば「女性の身体と女性の経験に関連している」ため、エンターテインメントのためにダンスを踊る女性ダンサーは、「できるだけ隠すのではなく、体を使って生計を立てる」ため、「まともな」女性とは異なるとみなされることがある。女性ダンサーに対する社会の態度は、文化、その歴史、エンターテインメント産業自体に依存している。例えば、一部の文化では女性によるあらゆるダンスを「最も恥ずべきエンターテインメントの形態」とみなす一方、他の文化ではストリップクラブのような場所を設立し、そこで意図的に官能的または性的に挑発的なダンス、例えばストリップティーズがプロの女性ダンサーによって主に男性観客のために公開される。
様々な政治体制が、時にはそれに関連する音楽や衣服への不満のために、ダンスやダンスの特定の種類を管理したり禁止したりしようとしてきた。ナショナリズム、権威主義、人種差別主義がダンスの禁止に役割を果たしてきた。例えば、ナチス体制下で、「完全に非ドイツ的」とみなされたアメリカのダンス、例えばスウィングは「公共の犯罪となり、禁止される必要があった」。同様に、1930年代の中国の上海では、「ダンスとナイトクラブは中国社会を悩ませていた過剰の象徴となっていた」。そして役人たちは「売春宿などの他の形態のエンターテインメントも禁止すべきかどうか」を考えていた。禁止の効果は「ダンスの熱狂」をさらに大きくすることだった。アイルランドでは、1935年の公共ダンスホール法により「交差点でのダンスや家屋ダンス、バーンダンスなどの人気のあるダンス形式は禁止されたが、止めることはできなかった」。アメリカでは、バーレスクのように暗示的だったり、ツイストのようにアフリカ系アメリカ人と関連していたりするため、かつては様々なダンスが禁止されていた。「アフリカ系アメリカ人のダンサーは、アメリカ南北戦争後まで、通常ミンストレルショーでの演技が禁止されていた」。
ダンスはソロ、ペア、グループ、または大勢のパフォーマーによって演じられる。それらは即興的または高度に振り付けられたものかもしれない；個人的なエンターテインメントのための自発的なもの（子供たちが自分自身のために踊り始めるときなど）；プライベートな観客、有料の観客、世界的な観客、または特定のダンスジャンルに興味を持つ観客のためのものかもしれない。それらは結婚式や新年のようなお祝い、あるいはハカのような戦士によるダンスなど、特定の目的を持つ文化的儀式の一部かもしれない。伝統的なダンスやバレエのような一部のダンスは非常に高いレベルのスキルと訓練を必要とし、カンカンのような他のダンスは非常に高いレベルのエネルギーと身体的な健康を必要とする。観客を楽しませることはダンスの通常の部分だが、その身体性はダンサー自身にもしばしば喜びをもたらす。

文化を超えたダンス
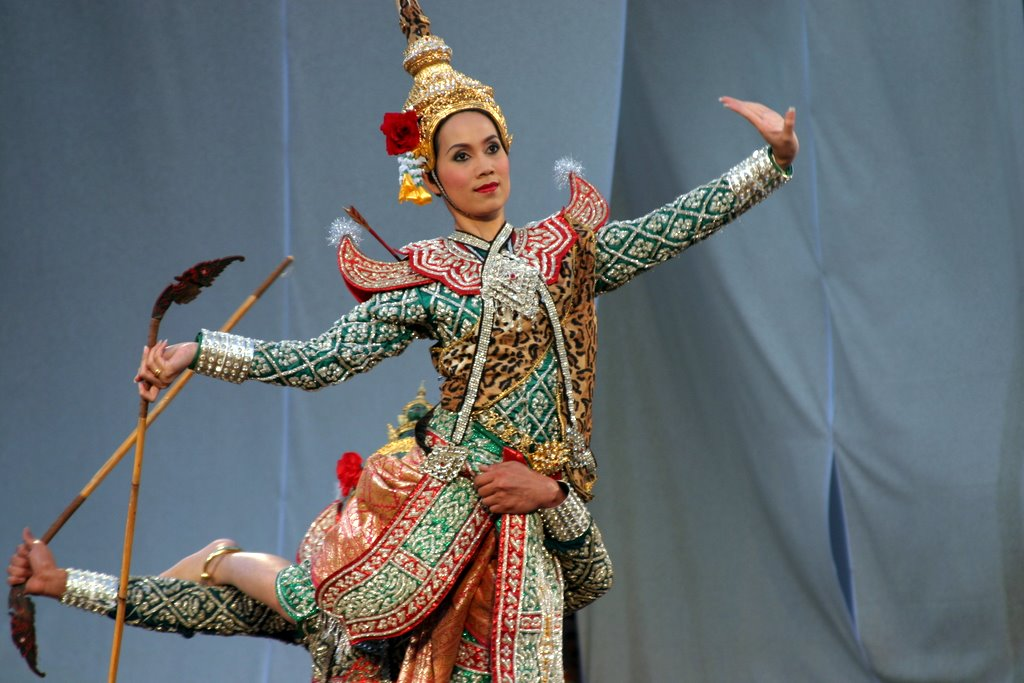
伝統的なダンサー（タイ）
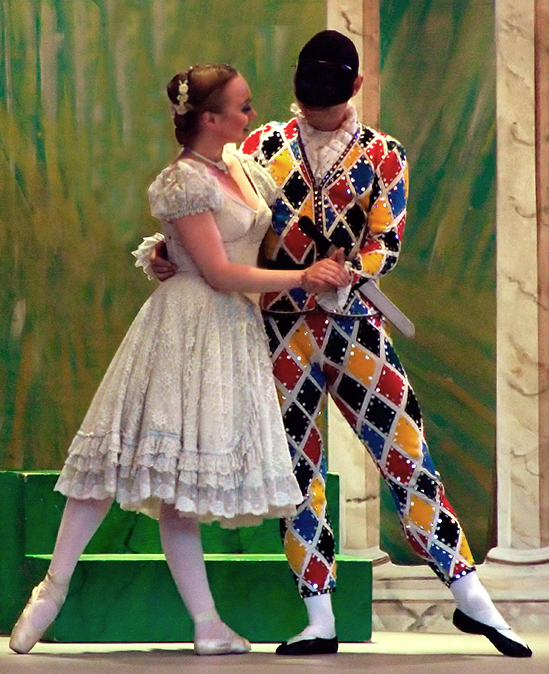
ハーレクィンとコロンビーヌ（英語版）（デンマーク）
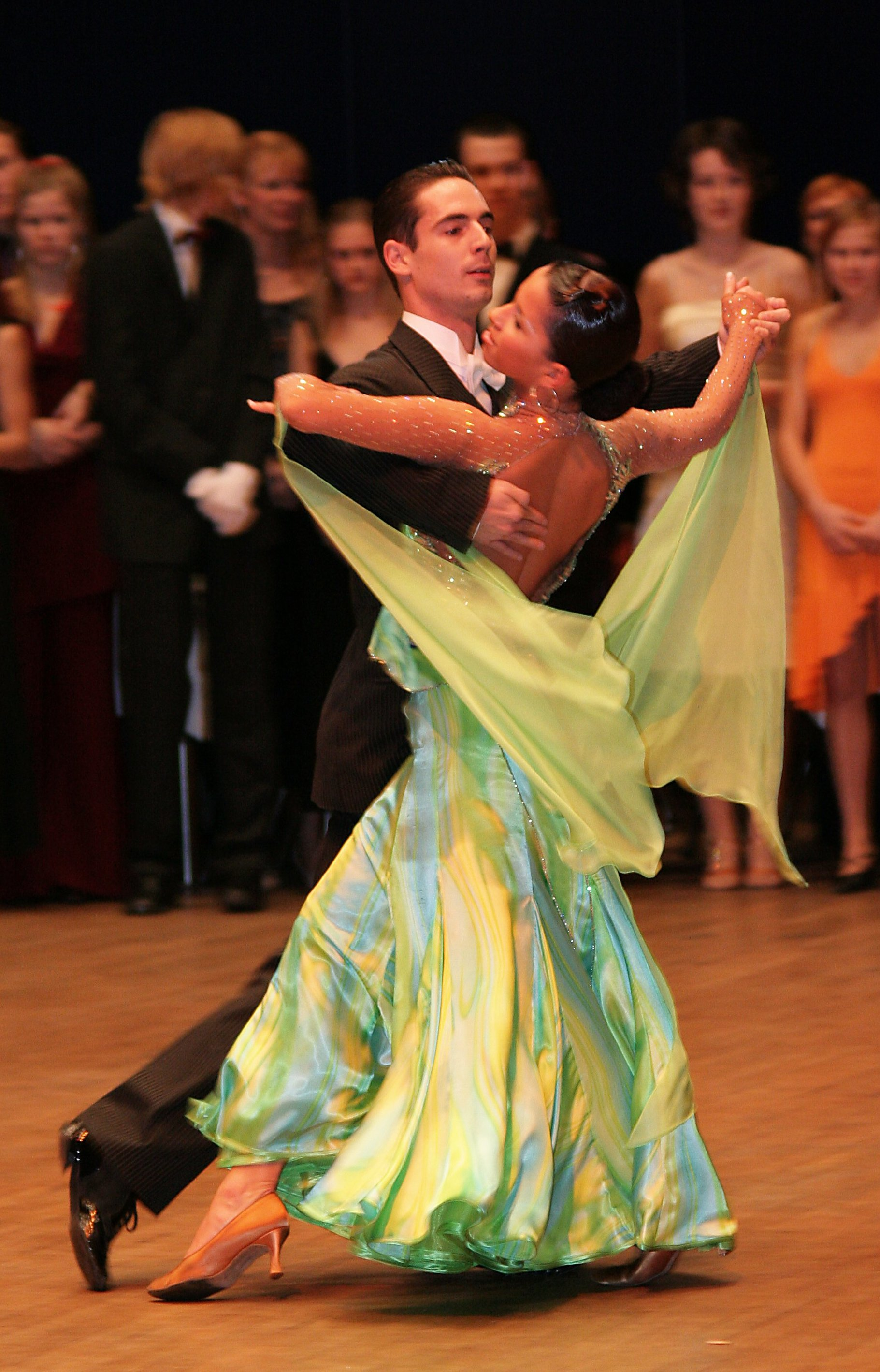
社交ダンス（チェコ共和国）
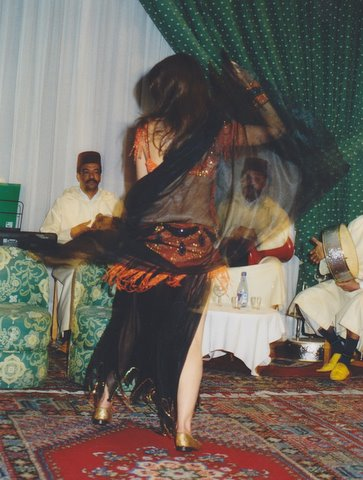
ベリーダンサー（モロッコ）
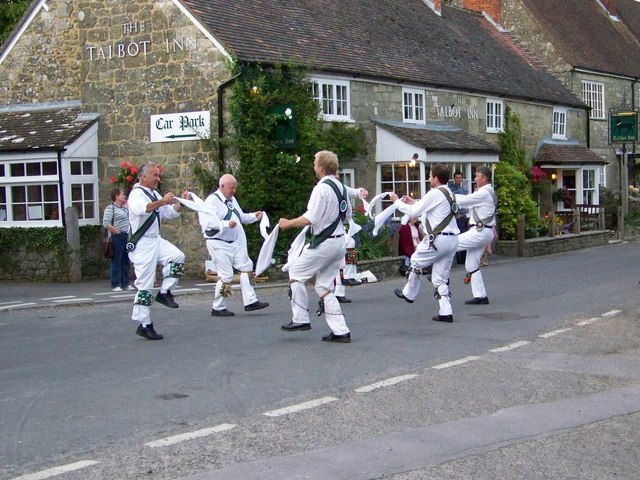
モリスダンス（英語版）（イングランド）
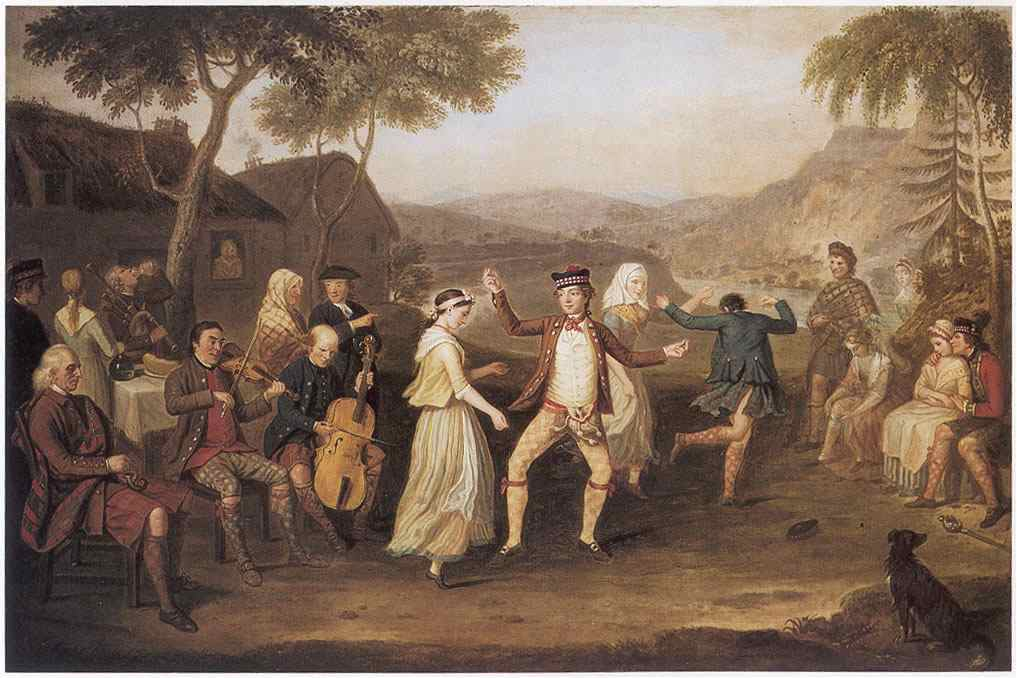
ハイランドの結婚式（スコットランド、1780年）
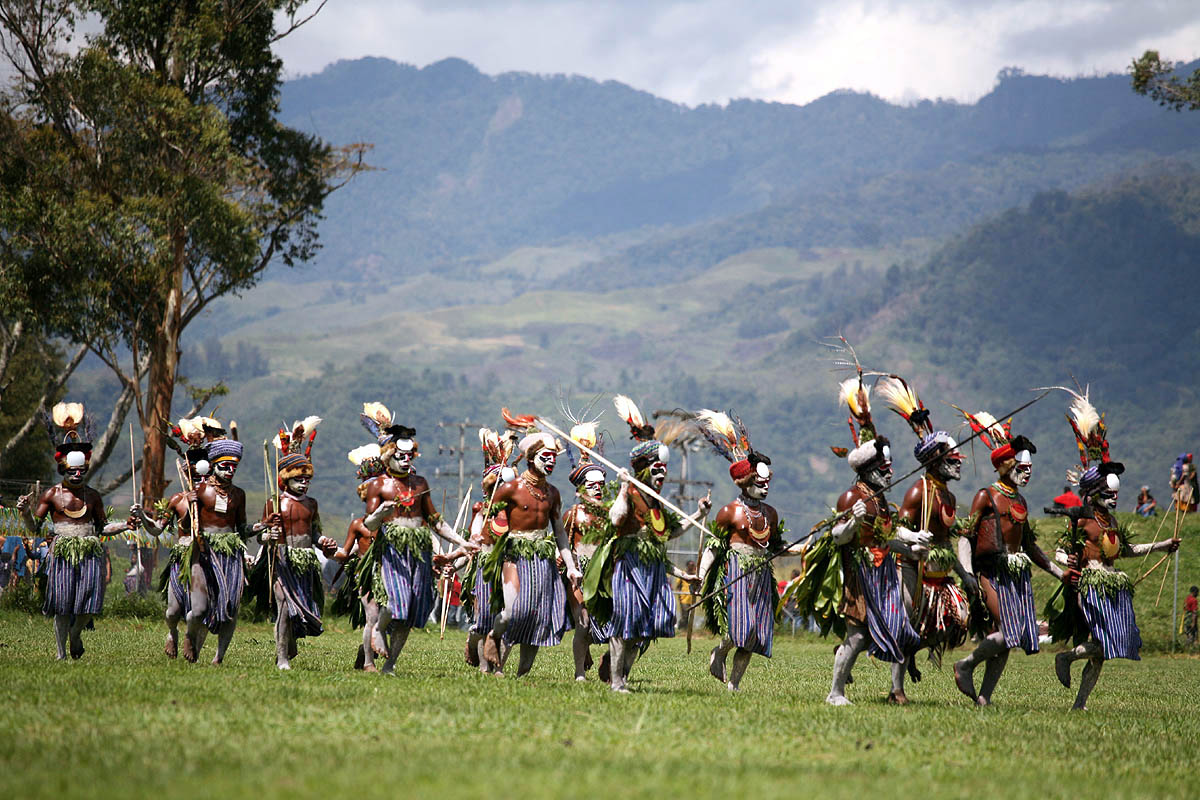
戦士のダンサー（パプアニューギニア）
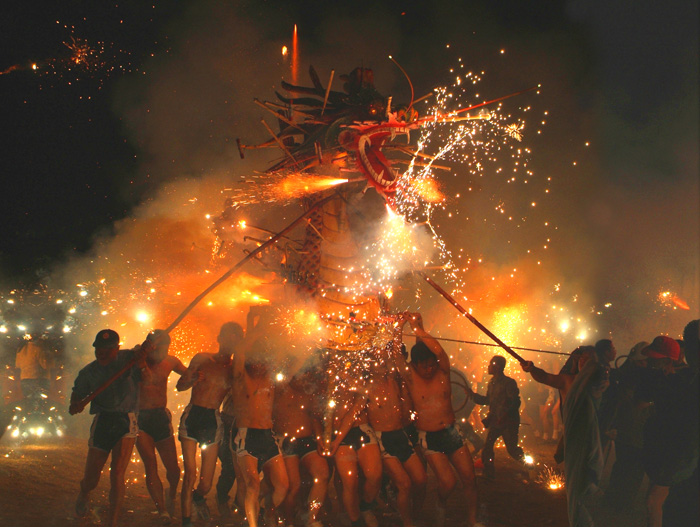
中国の新年のための火竜舞
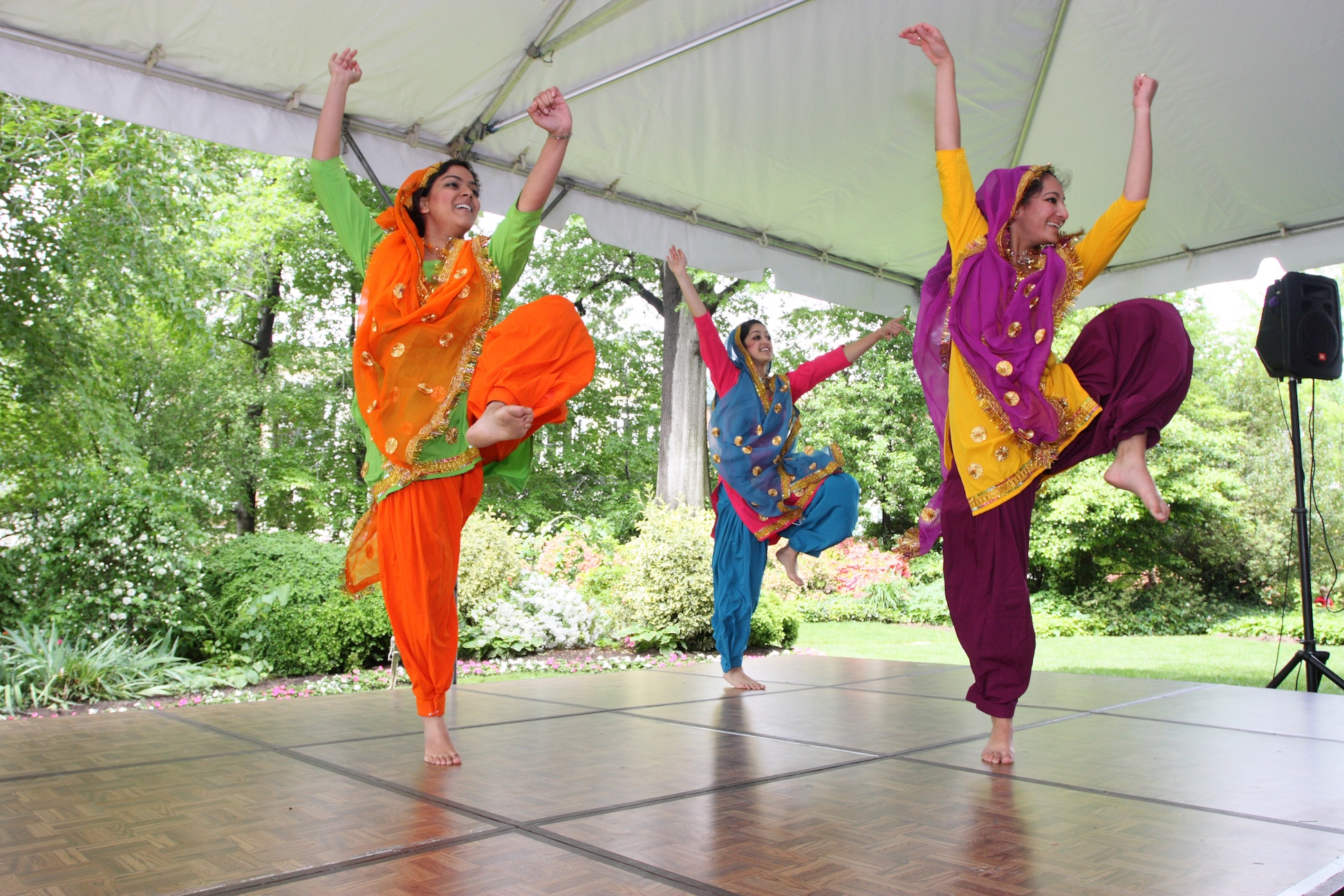
バングラダンサー（英語版）、国際子どもフェスティバル（英語版）にて
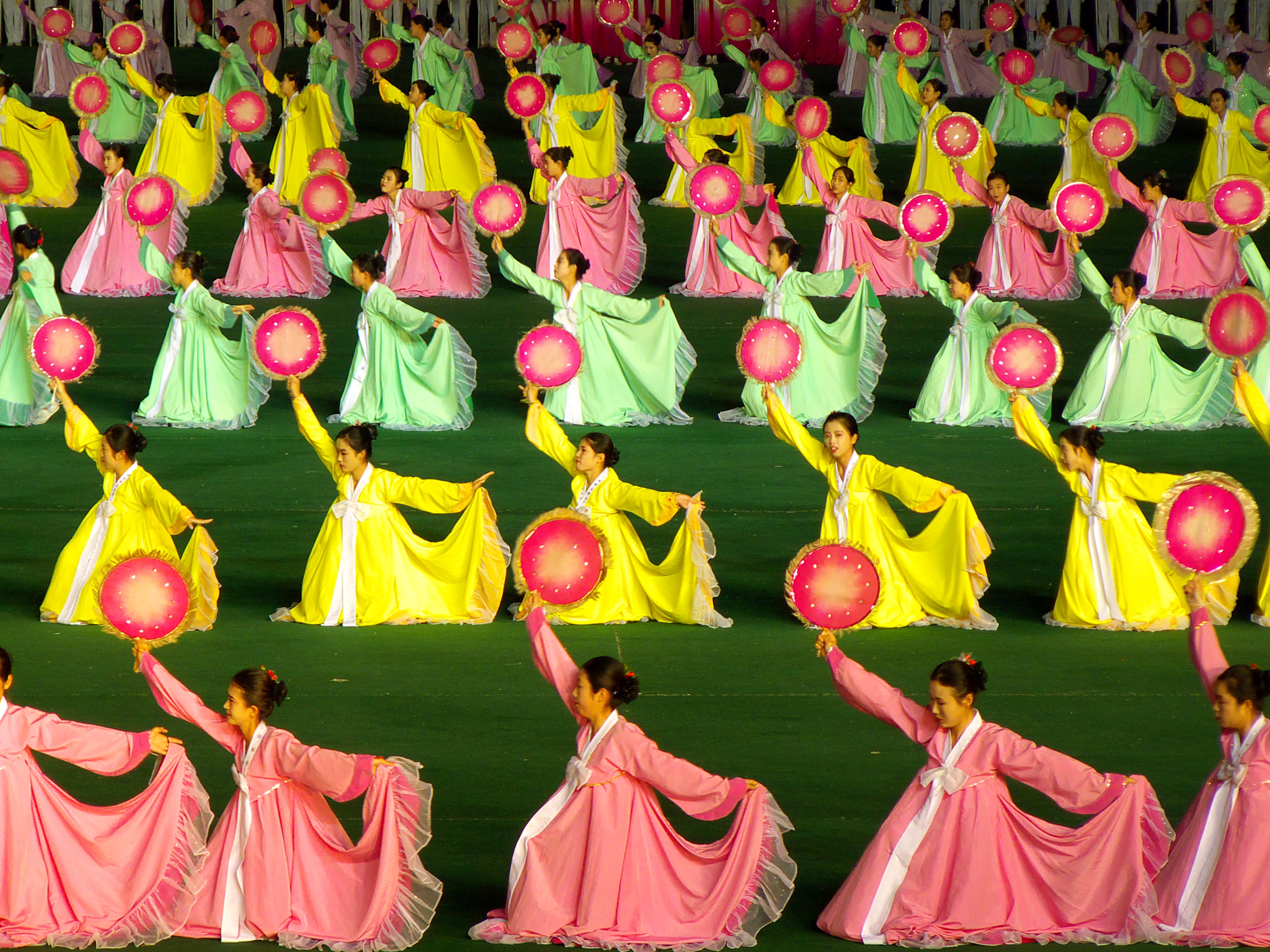
マスゲームの子供たち（北朝鮮）

#### 動物
動物は数千年にわたってエンターテインメントの目的で使用されてきた。それらは（食料のために狩られるのではなく）エンターテインメントのために狩られ、獲物を狩る様子を見せられ、互いに競争する様子を見られ、そして人間を楽しませるために訓練されたルーティンを演じる様子を見られてきた。例えば、ローマ人は野生動物を含む競争と訓練された動物によって演じられる行為の両方によって楽しませられた。彼らは「ライオンとクマがパイプとシンバルの音楽に合わせて踊り、馬が膝をつき、お辞儀をし、踊り、跳ねるように訓練された...アクロバットが野生のライオンの上で宙返りし、野生のヒョウの上を飛び越えた」のを見た。「野生の獣との激しい対決」があり、「パフォーマンスは時間とともにより残酷で血なまぐさくなった」。
人間のエンターテインメントのために訓練されたルーティンや「演技」を行う動物には、ノミサーカスのノミ、ドルフィナリウムのイルカ、ストリートオルガンの演奏者に代わって観客のための芸を行うサルなどがある。古代の動物園で飼育されていた動物は、しばしば後にエンターテインメントとして闘技場で使用されたり、珍しい動物としてのエンターテインメント価値のために飼育されていた。
動物間の多くの競争は現在スポーツとみなされている。例えば、競馬はスポーツであると同時に重要なエンターテインメントの源とみなされている。その経済的影響は、馬が競争に参加するために世界中に慎重に輸送される世界的な産業とも考えられている。オーストラリアではメルボルンカップの日に行われる競馬は公休日であり、公衆はこのレースを重要な年次イベントとみなしている。競馬と同様にラクダレースは人間の騎手を必要とするが、グレイハウンドレースはそうではない。人々は動物が競争する様子を見ることを楽しみ、それが馬、ラクダ、犬のように訓練されたものであっても、ゴキブリのように訓練されていないものであっても面白いと感じる。
エンターテインメントのための動物の使用は、特に野生動物の狩猟については時に議論を呼ぶ。かつて公衆のための人気のあるエンターテインメントだった動物間の一部の競争は、関連する残酷さのために違法となった。これらの中にはブラッドスポーツ、例えば熊いじめ、闘犬、闘鶏などがある。動物を含む他の競技は依然として議論の的であり、支持者と反対者の両方がいる。例えば、ハト射撃の反対者は「残忍で愚かな射撃の練習」とみなし、支持者は「エンターテインメント」とみなす対立が法廷で審理されている。馬だけでなく猟犬も使用するキツネ狩りと、強い演劇的要素を持つ闘牛は、長く重要な文化的歴史を持つ2つのエンターテインメントである。両方とも動物を含み、スポーツ、エンターテインメント、または文化的伝統として様々に見なされている。動物の権利を擁護するために設立された組織の中には、エンターテインメントのための動物の使用を懸念に含むものもある。しかし、「動物擁護団体と動物虐待で告発された組織との多くの事例において、両側は文化的主張を持っている」。

エンターテインメントに使用される動物
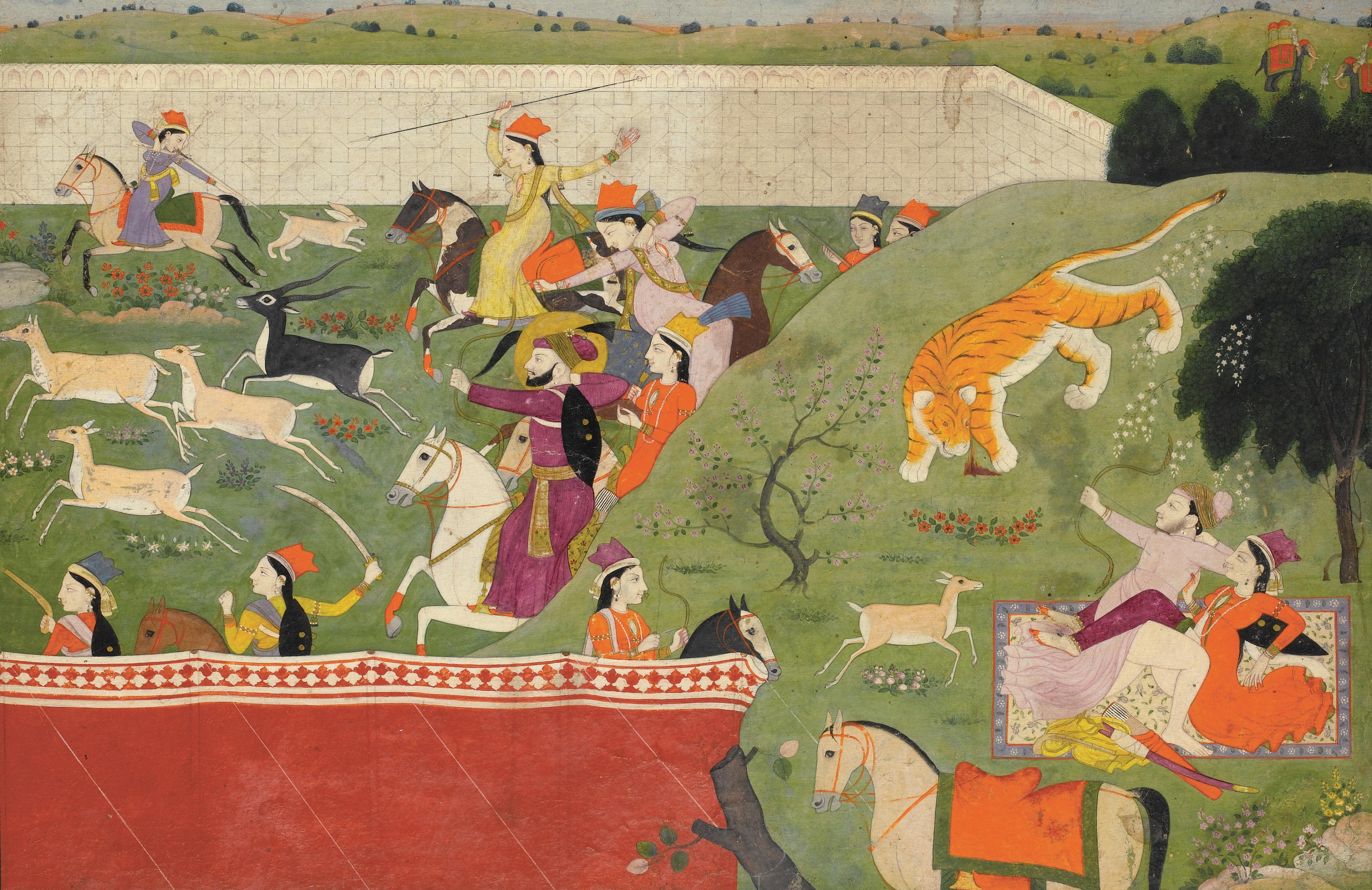
'アラー・ウッディーンとマヒマ・ダルマが親密な関係にある間に虎狩り（英語版）をしている、パンジャーブヒルズ（英語版）、インド、1790年
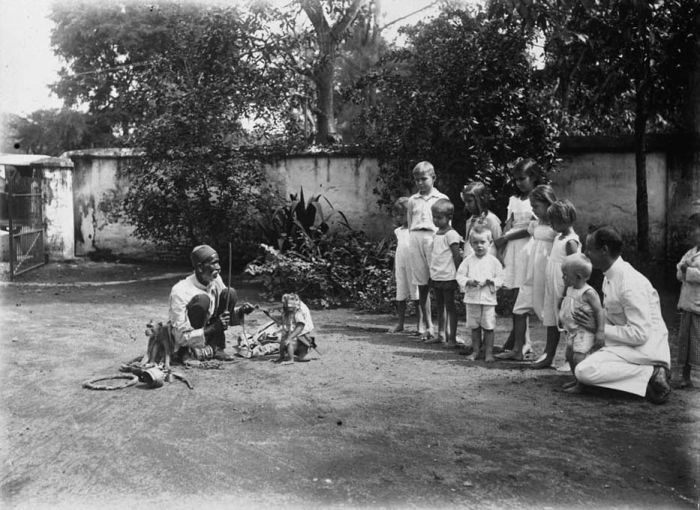
子供の観客のために演技する訓練されたサル（1900年〜20年）
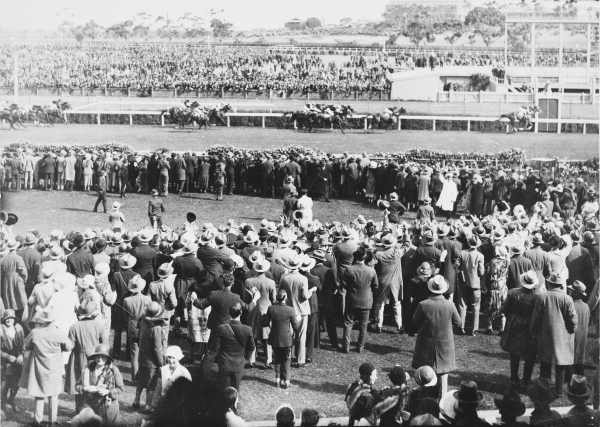
オーストラリアでファーラップがメルボルンカップに勝つのを見る群衆、1930年。
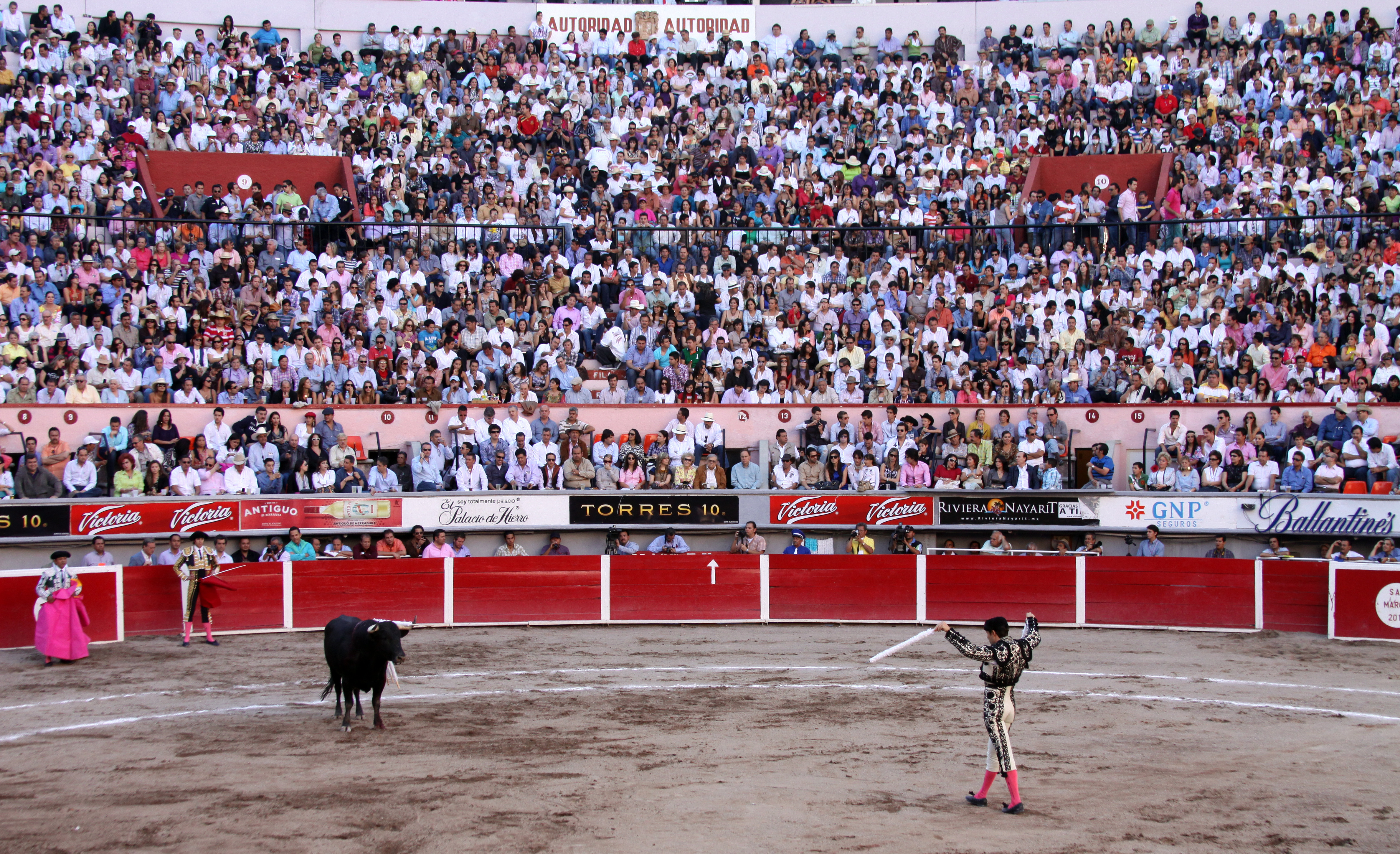
メキシコで闘牛を見る群衆、2010年。

#### サーカス

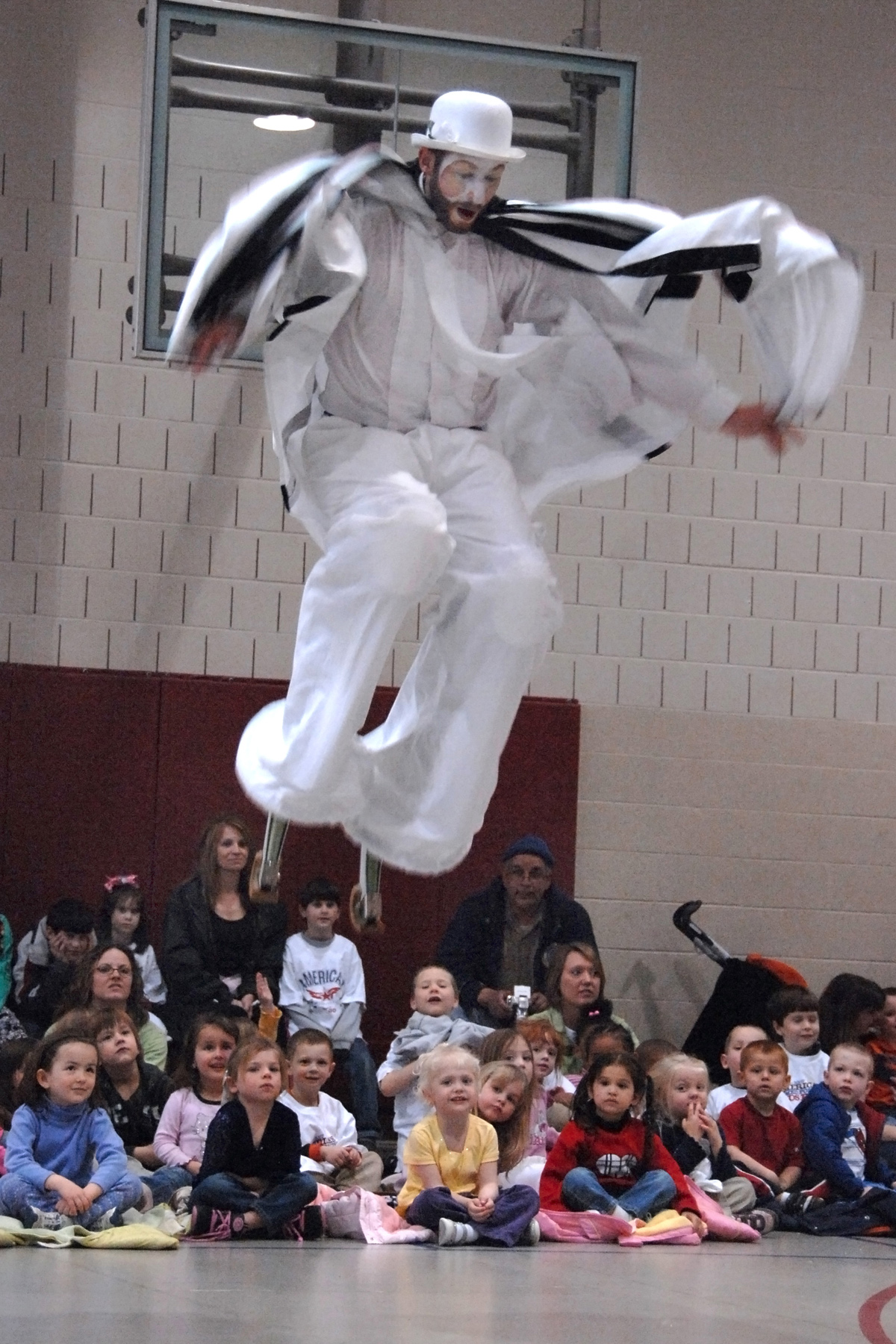
サーカスの演技でスティルトウォーカーに楽しませられる子供たち

「エンターテインメントの形態の中で最も厚かましいもの」と表現されるサーカス は、アクロバティックやジャグリングなどの様々な身体的スキルと時には演技する動物を含む、特別な種類の演劇的パフォーマンスである。通常、ビッグトップで行われる旅行ショーと考えられているが、サーカスは最初は永久的な会場で行われていた。フィリップ・アストリーは18世紀後半の現代サーカスの創始者と見なされ、ジュール・レオタールはサーカスと同義語とされるトラピーズの芸術を発展させたフランスのパフォーマーである。アストリーは「少なくとも17世紀初頭以来」伝統的なイギリスの市で一般的に見られたパフォーマンスをまとめた：「曲芸、綱渡り、ジャグリング、動物の芸など」。「ローマのサーカスと現代のサーカスとの間に直接的なつながりはない。...ローマの「サーカス」の消滅とロンドンのアストリーのアンフィシアターの設立との間の約1300年後、サーカスのリングに最も近いものは、村の広場で巡回の曲芸師やジャグラーの周りに集まった好奇心旺盛な見物人によって形成された粗い円だった」。

#### 魔術
パフォーマンスとして認識されるステージマジックまたは手品の形態のエンターテインメントは、古代から多くの文化的伝統の一部であった魔術的儀式やドグマの伝統とテキストに基づいている。（例えば、魔術への言及は聖書、ヘルメス主義、ゾロアスター教、カバラの伝統、神秘主義、そしてフリーメイソンの源泉に見られる。）
ステージマジックは様々なメディアや場所で観客に向けて行われる：舞台上、テレビで、通りで、パーティーやイベントでライブで。それはしばしば他の形式のエンターテインメント、例えば喜劇や音楽と組み合わされ、ショーマンシップはしばしばマジックパフォーマンスの不可欠な部分である。パフォーマンスマジックは、観客にパフォーマーが不可能なことを達成できるという錯覚を与えるために、欺瞞、心理的操作、手品などの形式のトリックに依存している。例えば、ハリー・フーディーニのスタントパフォーマンスや脱出演技に驚嘆した観客は、彼をマジシャンとみなした
ファンタジーの魔術師は何世紀にもわたって文学において重要な位置を占め、何百万人もの読者にエンターテインメントを提供してきた。アーサー王伝説のマーリンのような有名な魔術師は5世紀と6世紀から書かれており、21世紀では若い魔術師ハリー・ポッターが世界的なエンターテインメント現象となり、彼に関する書籍シリーズは約4億5000万部（2011年6月現在）を売り上げ、歴史上最も売れたブックシリーズとなった。

#### ストリートパフォーマンス

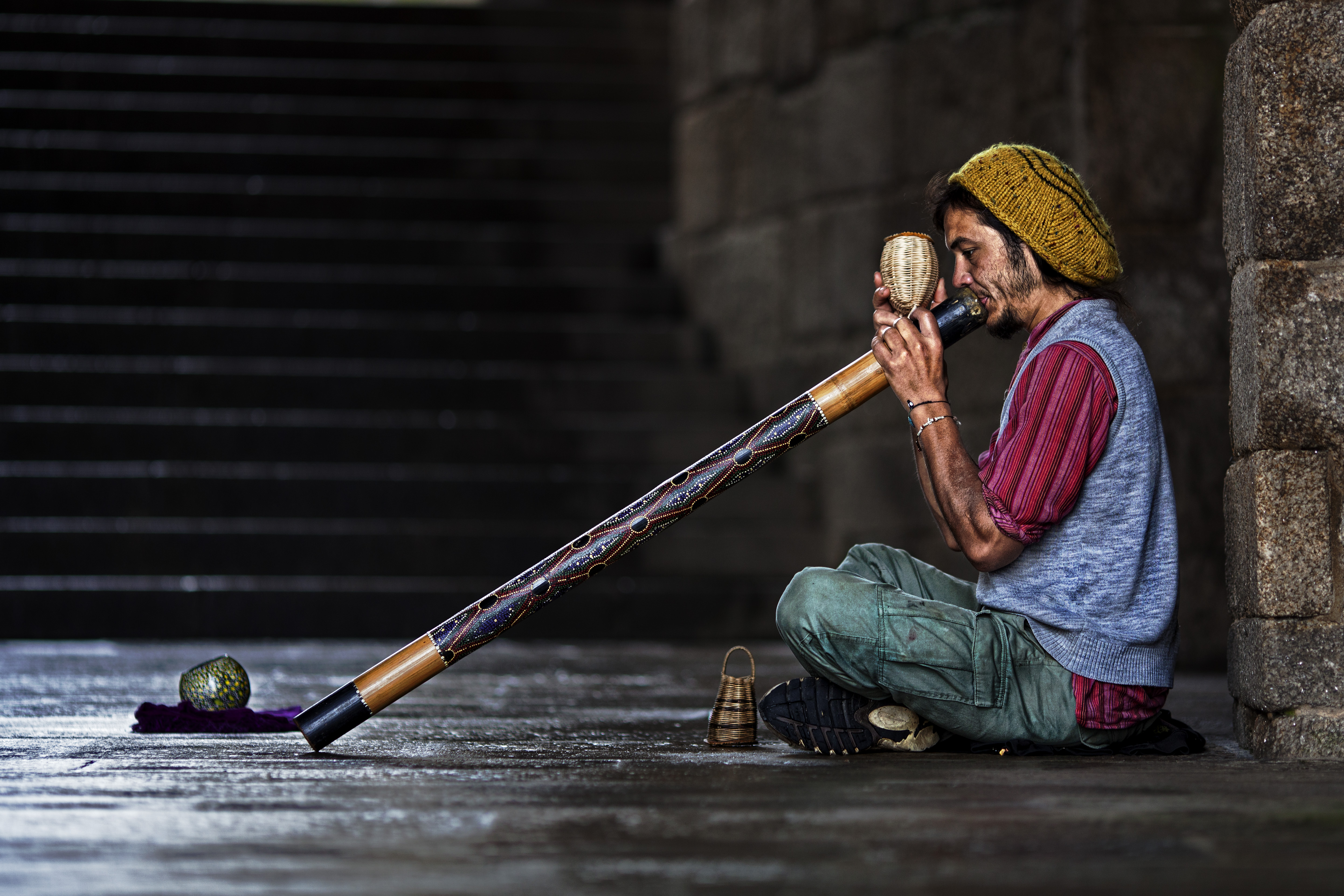
通りを通行人を楽しませるディジュリドゥの演奏者

ストリートエンターテインメント、ストリートパフォーマンス、または「バスキング」は、何世紀にもわたって公共のエンターテインメントのニーズを満たしてきたパフォーマンスの形式である。例えば、19世紀初頭のロンドンで、それは「見世物と気晴らしで満ちていた」都市の「不可欠な側面」だった。ミンストレルやトルバドゥールはこの伝統の一部である。バスキングの芸術と実践は今でも年次バスキングフェスティバルで祝われている。
現代のストリートパフォーマンスには3つの基本的な形式がある。最初の形式は「サークルショー」である。それは通常、群衆を集め、明確な始まりと終わりがあり、ストリートシアター、人形劇、マジシャン、コメディアン、アクロバット、ジャグラー、そして時には音楽家と連携して行われる。このタイプはパフォーマーにとって最も儲かる可能性がある。なぜなら、そのパフォーマンスに観客が楽しめば、より大きな観客からより多くの寄付があることが多いからである。優れたバスカーは群衆をコントロールし、客が歩行者の通行を妨げないようにする。2番目の形式である「ウォークバイアクト」は、明確な始まりや終わりがない。典型的には、バスカーは珍しい楽器でしばしば魅力的な雰囲気を提供し、観客は立ち止まって見たり群衆を形成したりしないかもしれない。時にはウォークバイアクトが自然にサークルショーに変わることもある。3番目の形式である「カフェバスキング」は、主にレストラン、パブ、バー、カフェで行われる。このタイプのアクトは時々公共交通機関を会場として使用する。

#### パレード
パレードはしばしば複数の目的のために開催される。それらの雰囲気が厳粛であれ祝祭的であれ、注目を集めるように設計された公共の行事であり、通常の交通を必然的に迂回させる活動であるため、パレードはその観客に明確なエンターテインメント価値を持つ。騎兵隊列と現代の変種であるモーターケードは公共の行列の例である。パレードや行列を見る人々の中には、特別に出席する努力をした人もいれば、偶然に観客の一部となった人もいる。それらの気分や主な目的が何であれ、パレードは通り過ぎるのを見る人々を引きつけ楽しませる。時にはパレードが即席の劇場空間（トルーピング・ザ・カラーのような）で行われ、物理的な観客にはチケットが販売され、世界中の観客は放送を通じて参加する。
パレードの最も初期の形式の一つは「凱旋」であった―勝利したローマの将軍たちがその勝利を祝うために行った、外国の宝物と戦利品の壮大で豪華な展示。それらは征服した人々と国家を提示し、勝者の名声を高めた。「紀元前46年の夏、ユリウス・カエサルは約1ヶ月にわたって異なる日に行われる4つの凱旋を祝うことを選んだ」。ヨーロッパでは中世からバロック時代まで、王の入城は君主の都市への公式訪問を祝い、華やかに装飾された通りを通るパレードで、様々なショーや展示を通過した。ロンドンの年次ロード・メイヤー・ショーは中世から生き残っている市民パレードの一例である。
多くの宗教的祭り（特に聖週間行列やインドのホーリー祭などの行列を含むもの）は、その真面目な目的に加えてエンターテインメントの魅力も持っている。時には宗教的儀式が世俗的なエンターテインメントに適応または進化したり、ベニスの救世主祭のように、世俗的で神聖な目的の両方をバランスよく保ちながら人気を高めたりしている。しかし、ローマ・カトリックの聖ヤコブの道、イスラム教のハッジ、ヒンドゥー教のクンブ・メーラなどの巡礼は、外部の人には楽しいパレードや行列に見えるかもしれないが、エンターテインメントとしては意図されていない。それらは代わりに個人の精神的な旅についてのものである。したがって、観客と参加者の関係は、適切なエンターテインメントとは異なる。例えばクンブ・メーラが「その文化的背景から切り離され、西洋の消費のために再パッケージ化される方法は、覗き見主義者の存在を深く問題のあるものにする」。
パレードは一般的に珍しく、カラフルな衣装を含めることで印象を与え、喜ばせる。時には記念や祝賀も行う。時には真剣な目的を持ち、例えば文脈が軍事的である場合、時には威嚇する意図があったり、宗教的である場合、観客が参加したり役割を果たしたりする可能性がある。パレードが新しい技術を使用し、ある程度の距離にあっても、強い魅力を持ち、見物人の注目を引き、彼らを楽しませる可能性が高い。

文化を超えたパレード
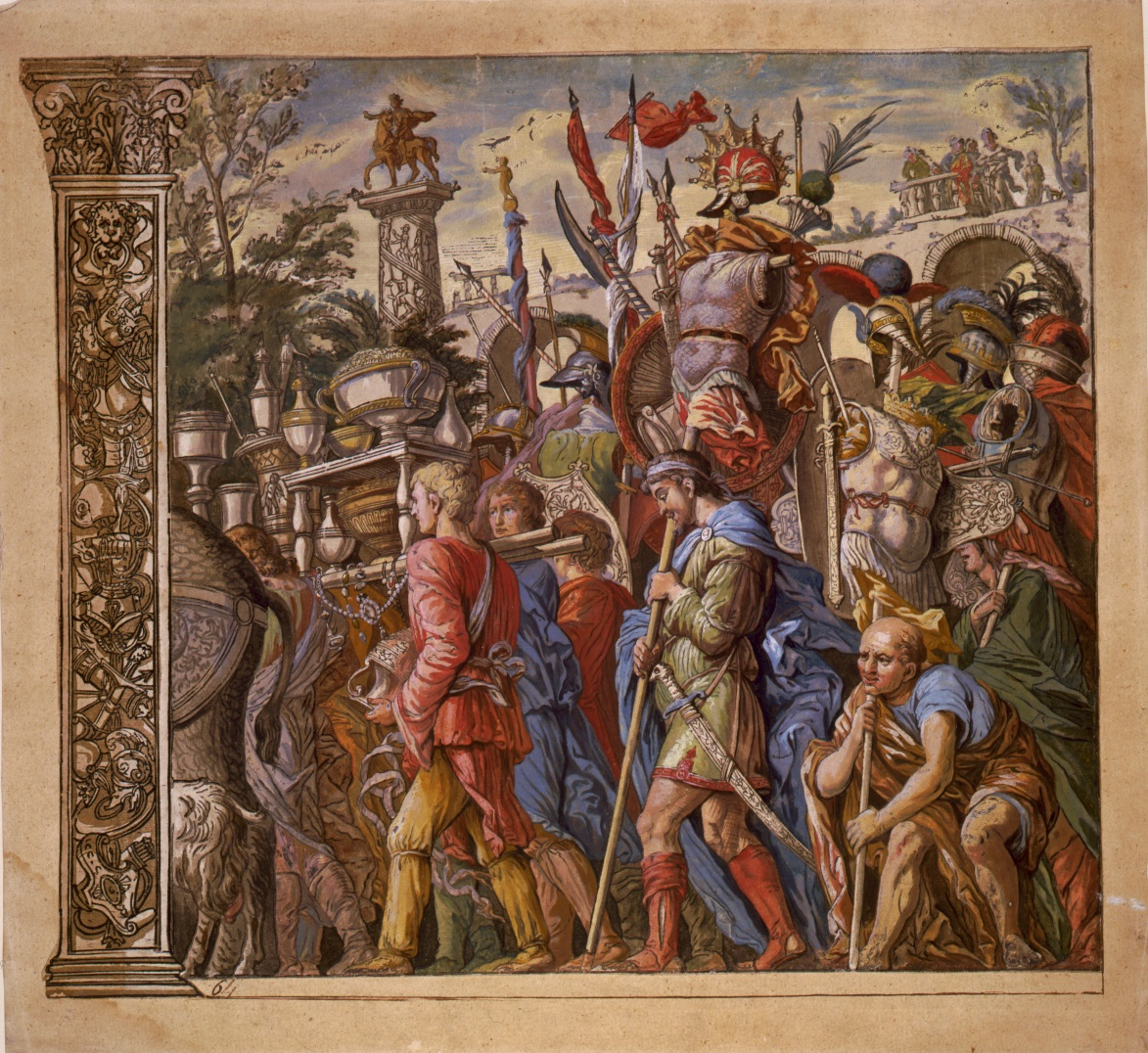
カエサルの凱旋、アンドレアーニ（1588/9年）
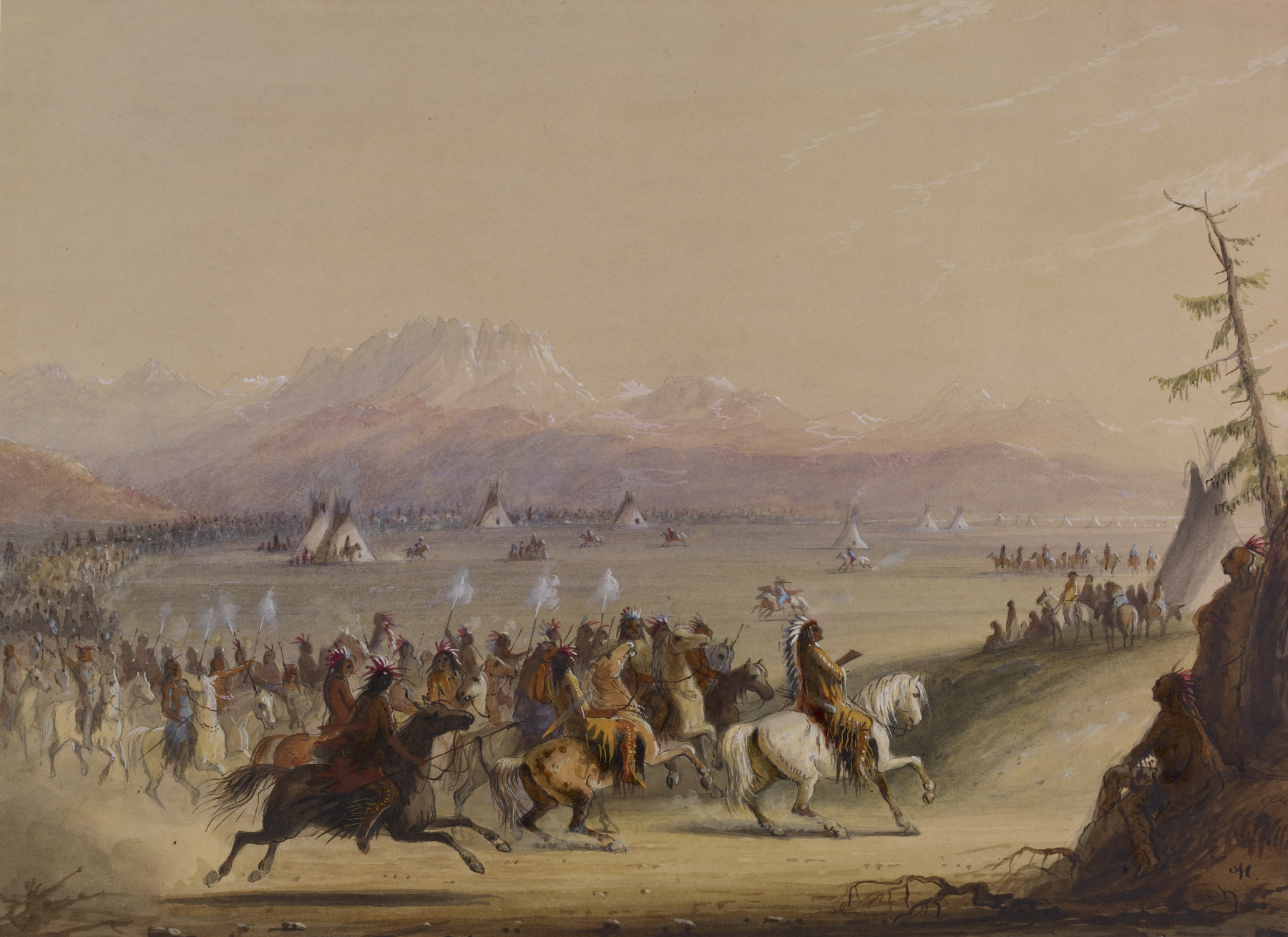
アルフレッド・ジェイコブ・ミラー「スネーク・インディアンズ（英語版）による騎兵隊列」（1858年〜60年）
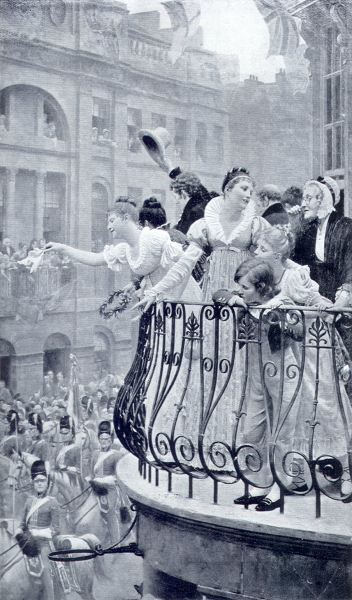
見物人の視点からのパレード（1816年）
- 米国大統領マッキンリーの就任式パレード（1897年）
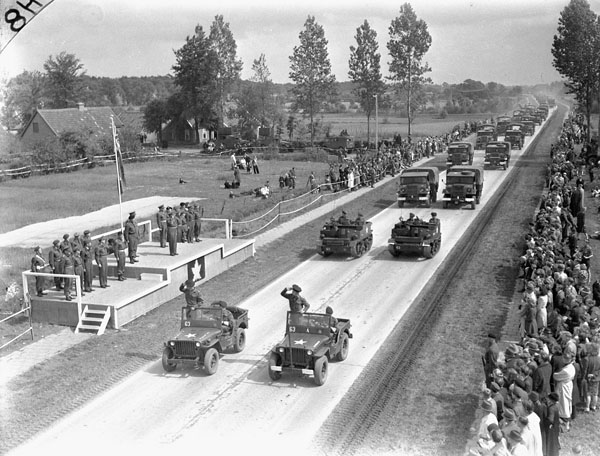
カナダのモーターケード（英語版）での敬意を表す群衆（1945年）
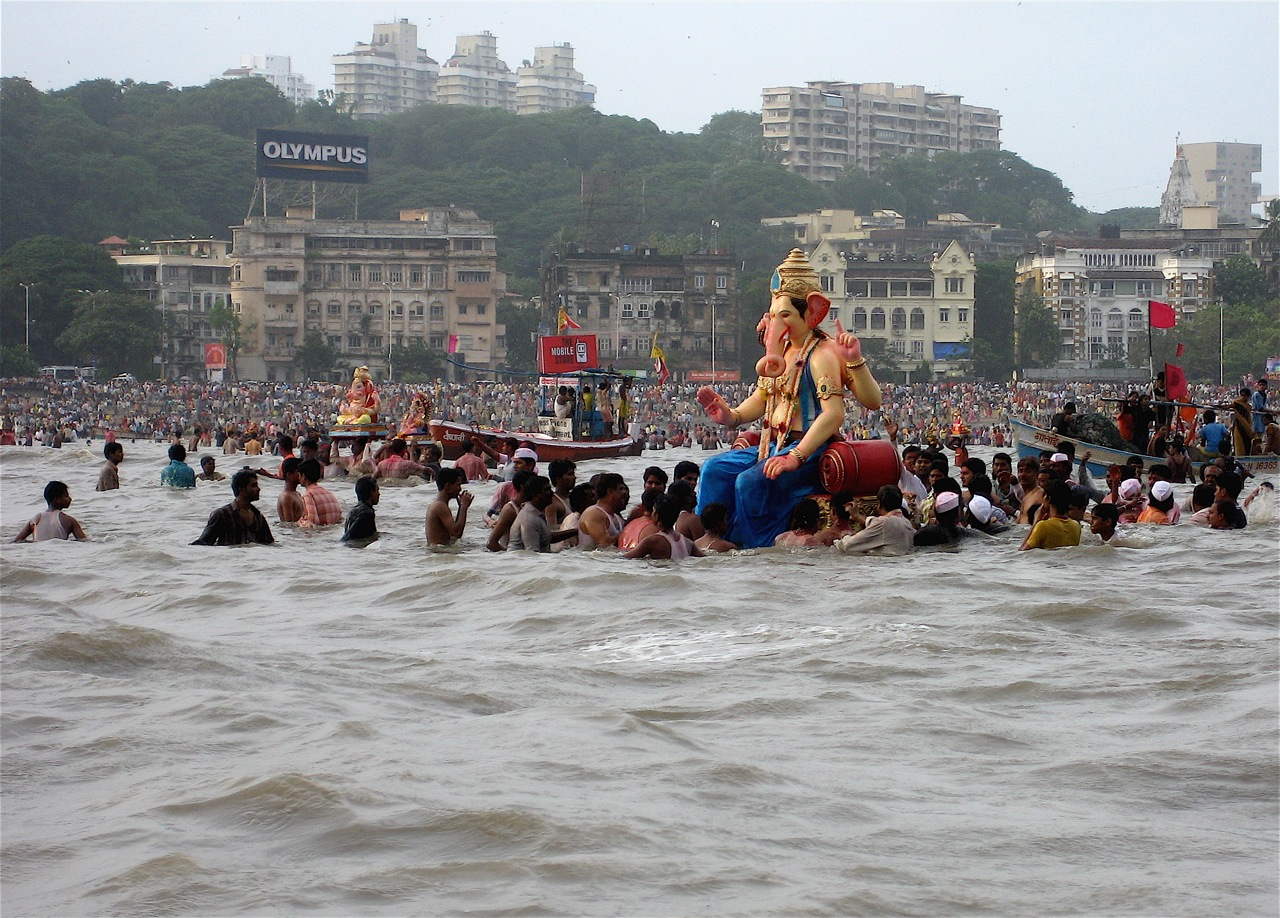
ガネーシャ・ヴィサルジャン、ムンバイ（2007年）
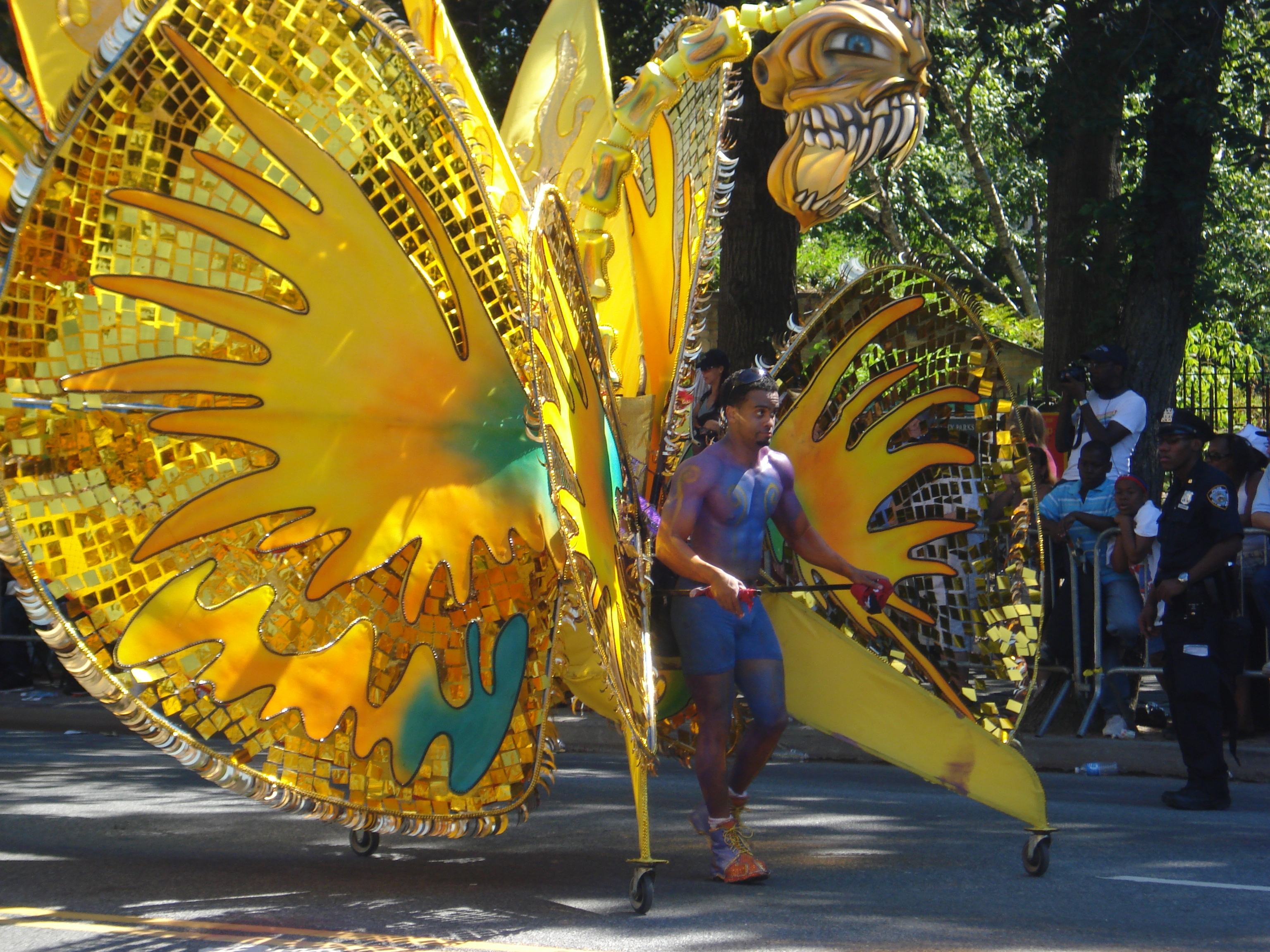
西インド諸島デー・パレードの衣装（2008年）
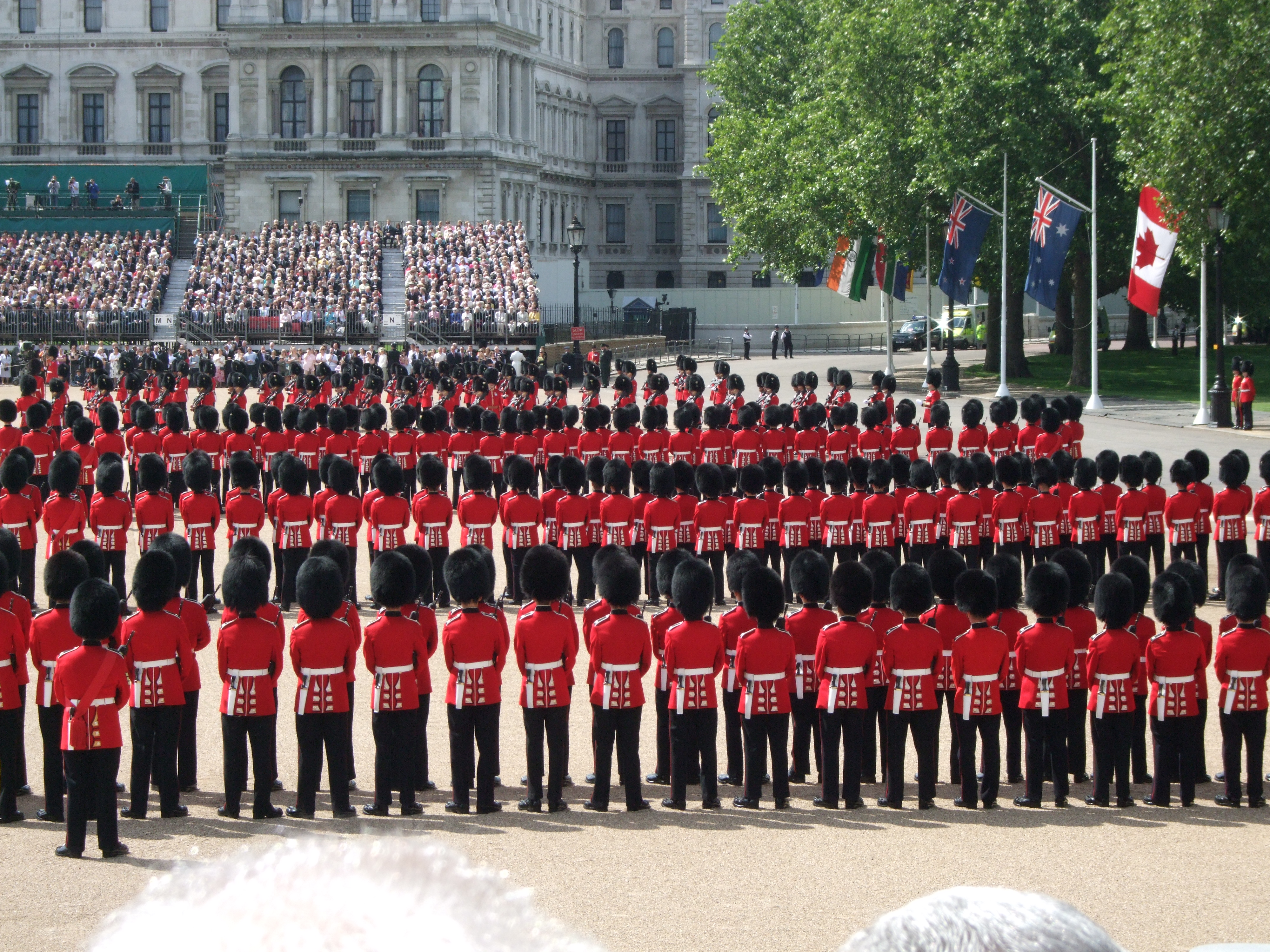
座席のある観客の前でのロンドンの祝賀パレード（2008年）
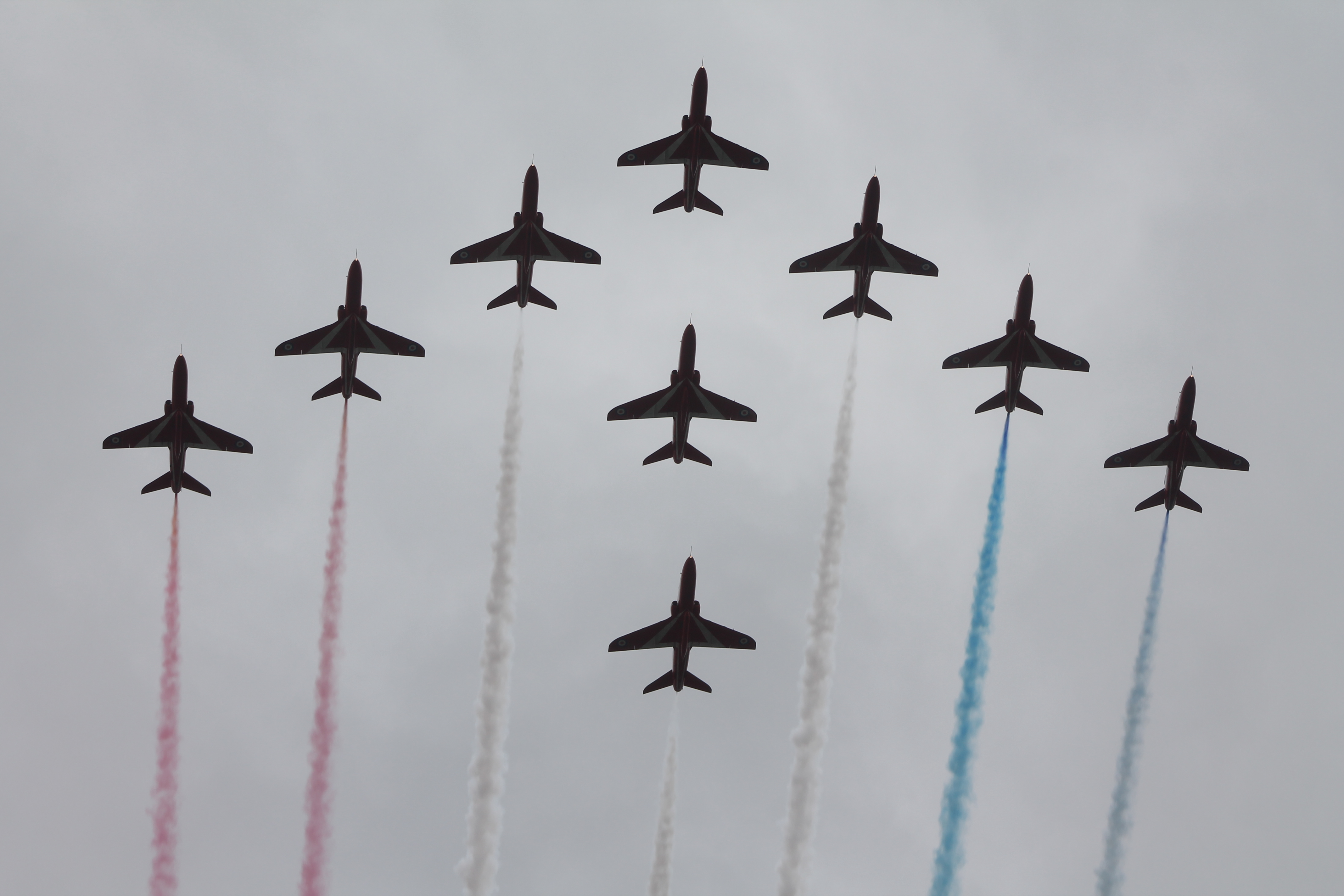
フライパスト（英語版）（2012年）
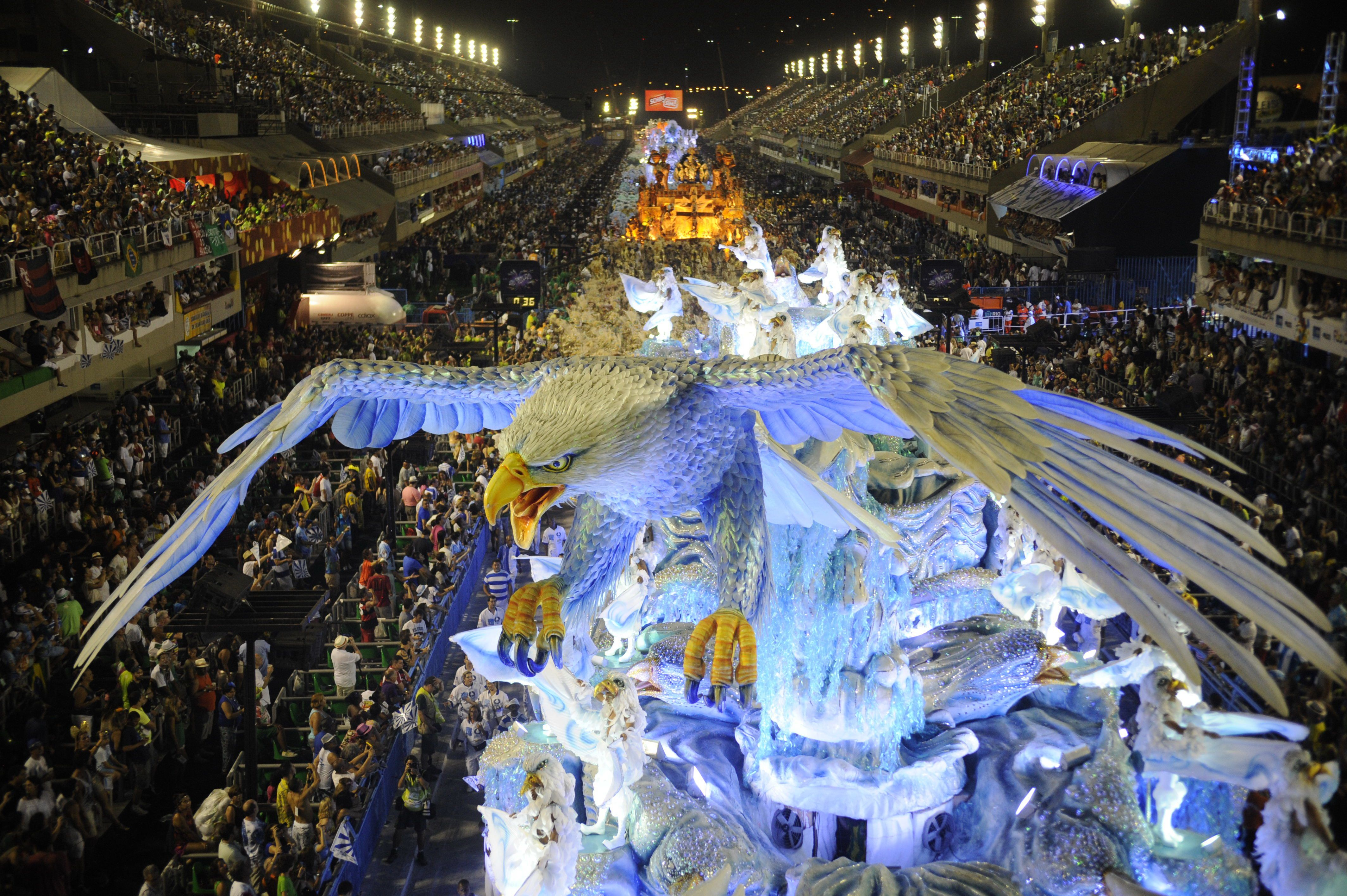
ブラジルのお祭りパレード（2014年）

#### 花火

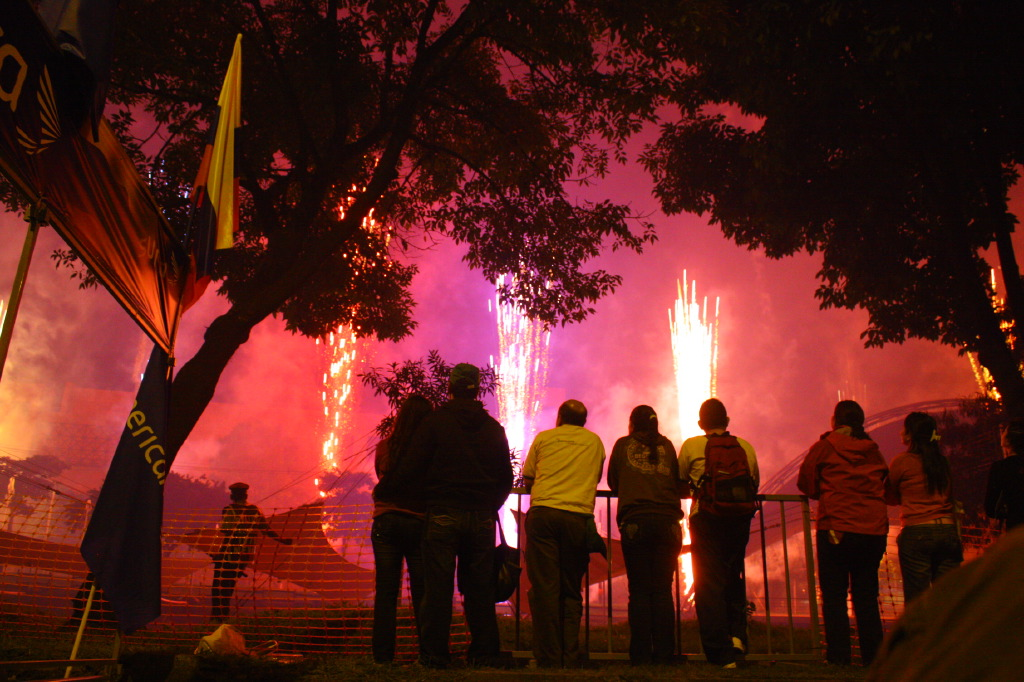
コロンビアの2世紀記念花火を見る観客

花火は多くの公開エンターテインメントの一部であり、17世紀に「豪華な祝賀の最高の特徴」となって以来、永続的な人気を維持している。最初は中国、古典古代、そしてヨーロッパで軍事目的に使用されていたが、花火は18世紀に最も人気があり、火工技術者、特に熟練したイタリア人に高額が支払われ、彼らは他の国に招かれて展示会を組織した。火と水は宮廷スペクタクルの重要な側面だった。なぜなら、それらの展示は「火、突然の騒音、煙、そして全体的な壮麗さによって、被支配者が主権者に対して抱くにふさわしい感情：畏怖、恐れ、そして彼の力に対する代理的な栄光感を鼓舞した。誕生日、名前の日、結婚式、記念日が祝賀の機会を提供した」。花火の最も有名な宮廷での使用の一つは、オーストリア継承戦争の終結を祝うものであり、花火自体は火災を引き起こしたが、ヘンデルによって書かれた付随する王宮の花火の音楽はそれ以来ずっと人気がある。軍事的成功、宮廷の展示、個人的な祝賀に関連するエンターテインメントへの貢献とは別に、花火はまた宗教的な儀式の一部としても使用される。例えば、インドのダシャヴァタラ・ゴマンタカのカラでは「寺院の神格が多くの歌、踊り、花火の展示を伴った行列の中を連れて回られる」。
花火の「火、突然の騒音、煙」は今でも公共の祝賀とエンターテインメントの重要な部分である。例えば、花火は世界中でミレニアムの変わり目を祝うために選ばれた主要な展示形式の一つだった。時計が午前0時を打ち、1999年が2000年になると、タイムゾーンが次の世紀に変わるにつれて、花火の展示と野外パーティーが新年を迎えた。花火は慎重に計画され、振り付けされ、シドニー・ハーバー・ブリッジ、エジプトのギザのピラミッド、アテネのアクロポリス、モスクワのレッドスクエア、ローマのバチカン市国、ベルリンのブランデンブルク門、パリのエッフェル塔、ロンドンのエリザベスタワーなど、世界で最も有名な建物を背景に打ち上げられた。

### スポーツ

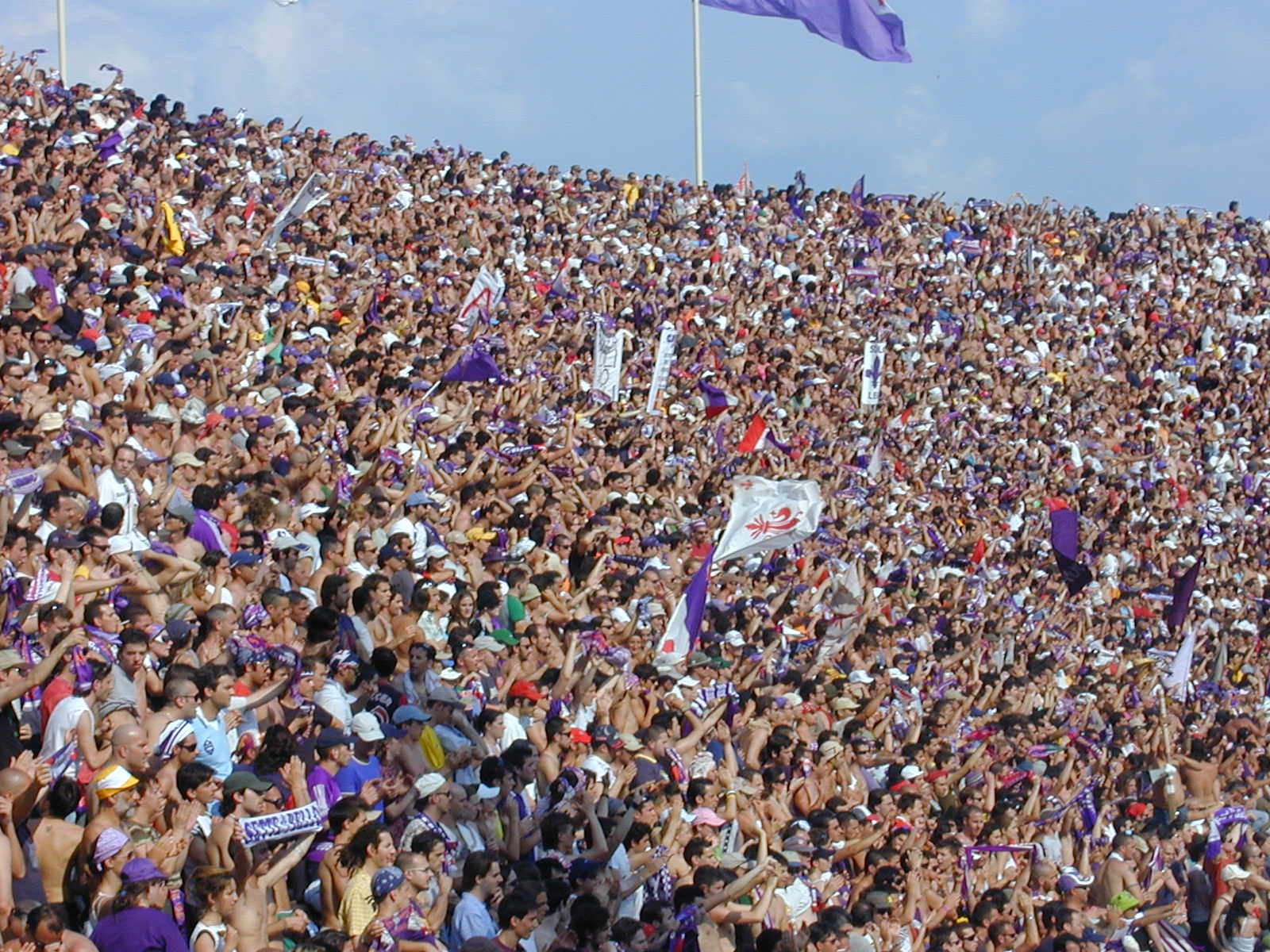
イタリアのスポーツファンの群衆による観客の関与

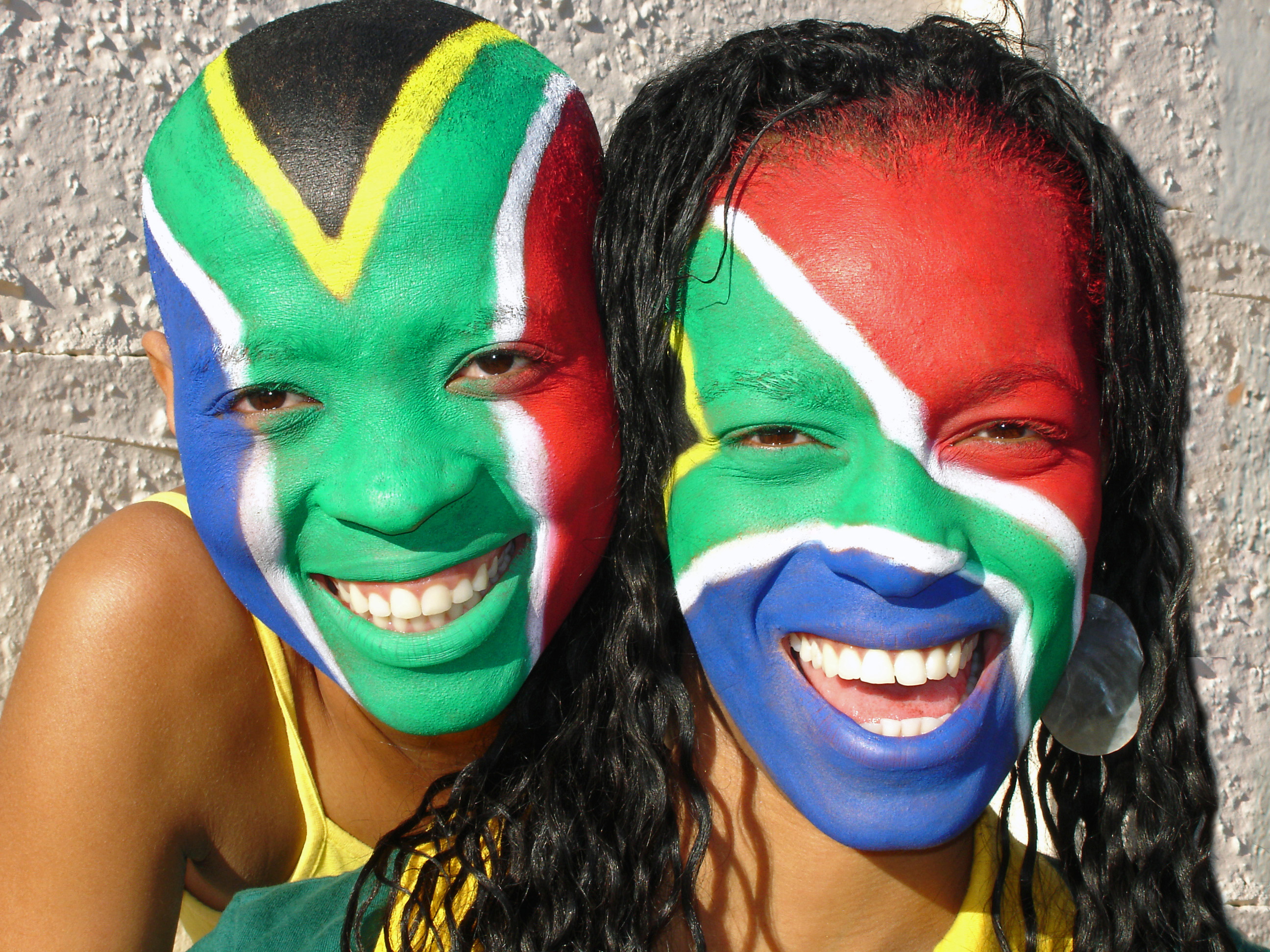
2010 FIFAワールドカップでの個々の南アフリカのファンによる観客の関与

スポーツ競技は常に群衆にエンターテインメントを提供してきた。プレイヤーと観客を区別するために、後者はしばしば観戦者として知られている。スタジアムとオーディトリアムの設計の発展、そして録音と放送技術の発展により、現場外の観戦者がスポーツを見ることができるようになり、その結果、観客の規模が拡大し、観戦スポーツがますます人気を博すようになった。世界的な魅力を持つ最も人気のある2つのスポーツは、サッカーとクリケットである。それらの究極の国際大会であるFIFAワールドカップとクリケット・ワールドカップは世界中で放送されている。これらのスポーツをプレイする非常に多くの人数を超えて、世界中の何百万人もの非プレーヤーにとって主要なエンターテインメントの源であることで注目に値する。世界的な魅力を持つ同様の多段階で長期のスポーツはツール・ド・フランスであり、特別なスタジアムの外で行われ、代わりに田園地帯で行われるという点で珍しい。
世界的な魅力と競争を持つスポーツとは別に、スポーツのエンターテインメント価値は、人々がそれをプレイする文化と国によって異なる。例えば、アメリカ合衆国では、野球とバスケットボールの試合が人気のあるエンターテインメント形式である；ブータンでは、国技はアーチェリーである；ニュージーランドでは、それはラグビーユニオンである；イランでは、それはフリースタイルレスリングである。日本の独特な相撲には、その長い歴史に由来する儀式的要素が含まれている。国際的なランニンググループハッシュハウスハリアーズのような場合では、観客の関与とは基本的に独立して、参加者が自分自身のためにスポーツとエンターテインメントの混合を作り出し、社会的要素が競争的要素よりも重要である。
活動がスポーツへ、そしてエンターテインメントへと進化することは、地域の気候と条件によっても影響を受ける。例えば、現代のスポーツであるサーフィンはハワイと関連し、雪上スキーはおそらくスカンジナビアで進化した。これらのスポーツと観客に提供するエンターテインメントは世界中に広がっているが、2つの発祥国の人々はその能力で今でもよく知られている。時には気候が、アイスホッケーの場合のように、別のスポーツに適応する機会を提供する―これはカナダにおける重要なエンターテインメントである。

### 見本市、博覧会、ショッピング
フェアや展示会は古代と中世から存在し、富、革新、そして交易のための物を展示し、特定のエンターテインメントを提供すると同時に、それ自体が娯楽の場所でもあった。中世の市場であれ小さな店であれ、「ショッピングは常に日常から離れる高揚感の形を提供した」。しかし、現代世界では、「商品化はエンターテインメントになった：回転する看板、点滅する看板、ドンドンと鳴る音楽...ビデオ画面、対話型コンピュータキオスク、保育所..カフェ」。
19世紀までに、芸術、製造業、商業を奨励する「博覧会」は国際的になっていた。それらは非常に人気があるだけでなく、アイデア、イノベーション、基準に関する国際協力に影響を及ぼした。例えば、1878年のパリ万国博覧会は、アイデア、イノベーション、基準に関する国際協力を促進した。1851年のロンドンから1900年のパリまで、「2億人を超える訪問者がロンドン、パリ、ウィーン、フィラデルフィア、シカゴ、そして世界中の無数の小さなショーの回転口を通過した」。第二次世界大戦以来、「5億人を十分に超える訪問者が世界博覧会の回転口を通じて記録されている」。スペクタクルとエンターテインメントの形式として、博覧会は「建築から、グローバリゼーションのパターン、人間のアイデンティティの基本的問題に至るまで、あらゆるものに影響を与えた」。そしてその過程で、「フェア、デパートの台頭、美術館」、大量消費の現代世界とエンターテインメント産業との密接な関係を確立した。

博覧会と店舗でのエンターテインメント
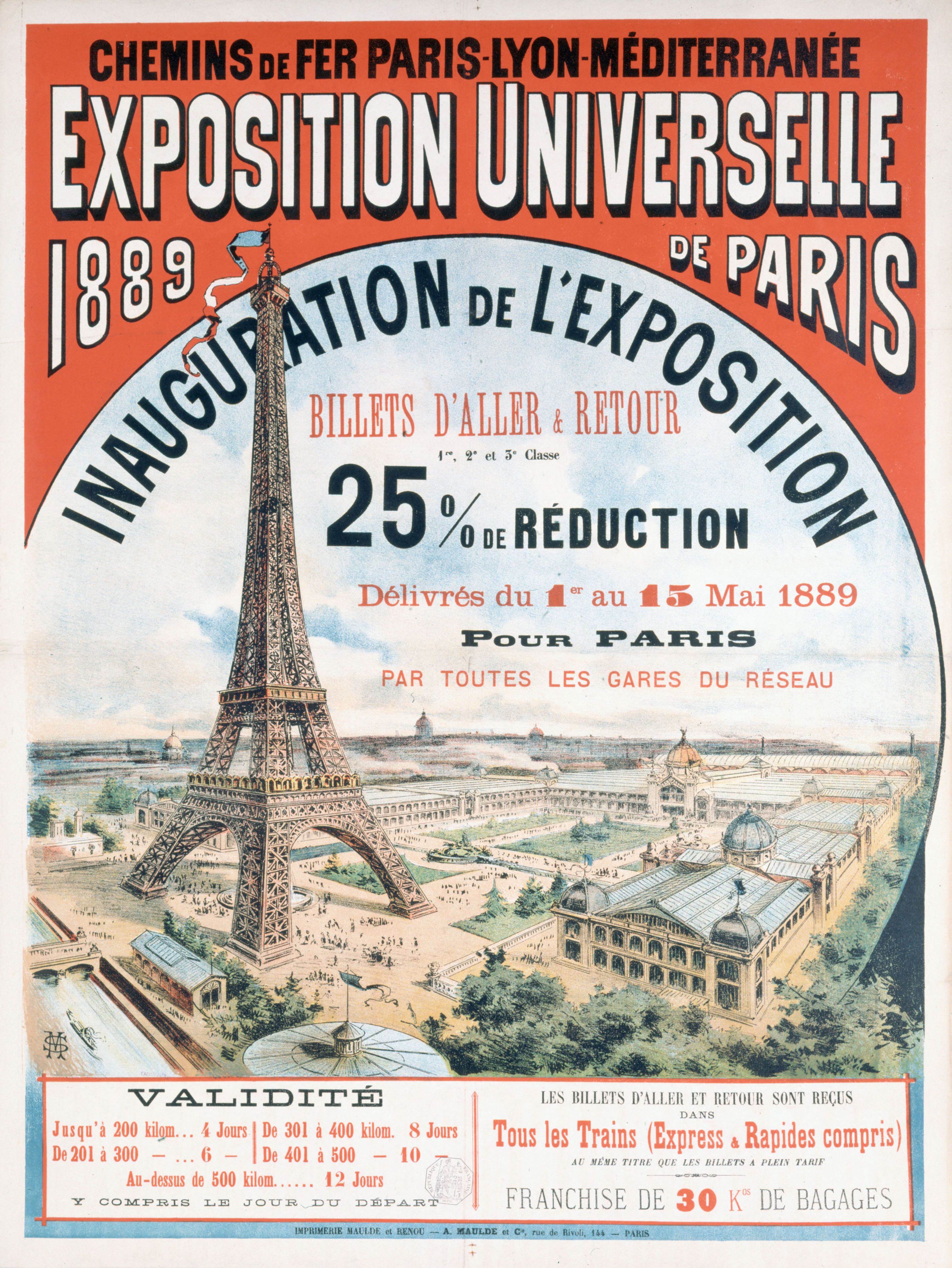
1889年パリ万国博覧会の広告
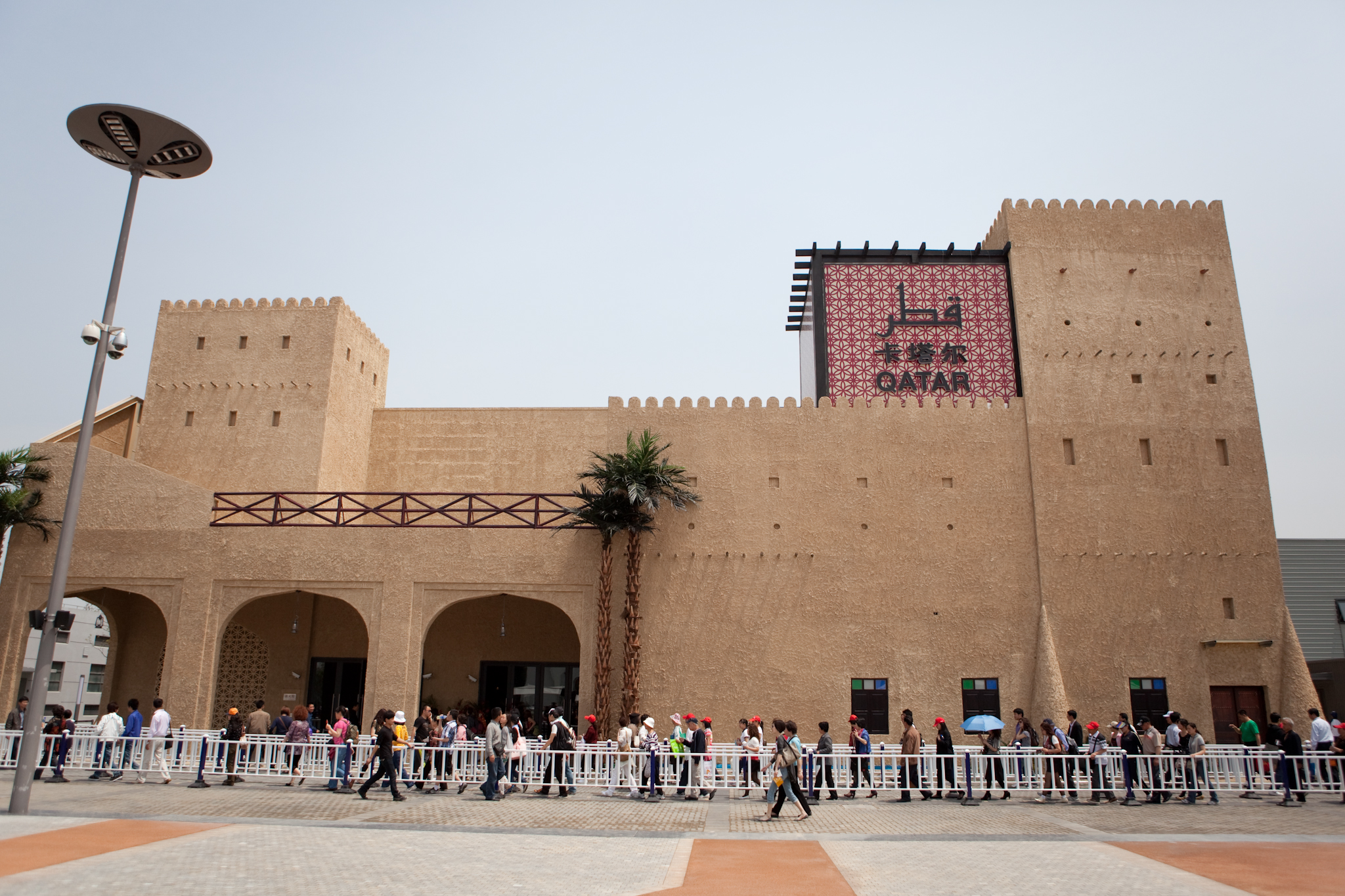
2010年上海国際博覧会のカタールの世界博覧会パビリオンに並ぶ観客
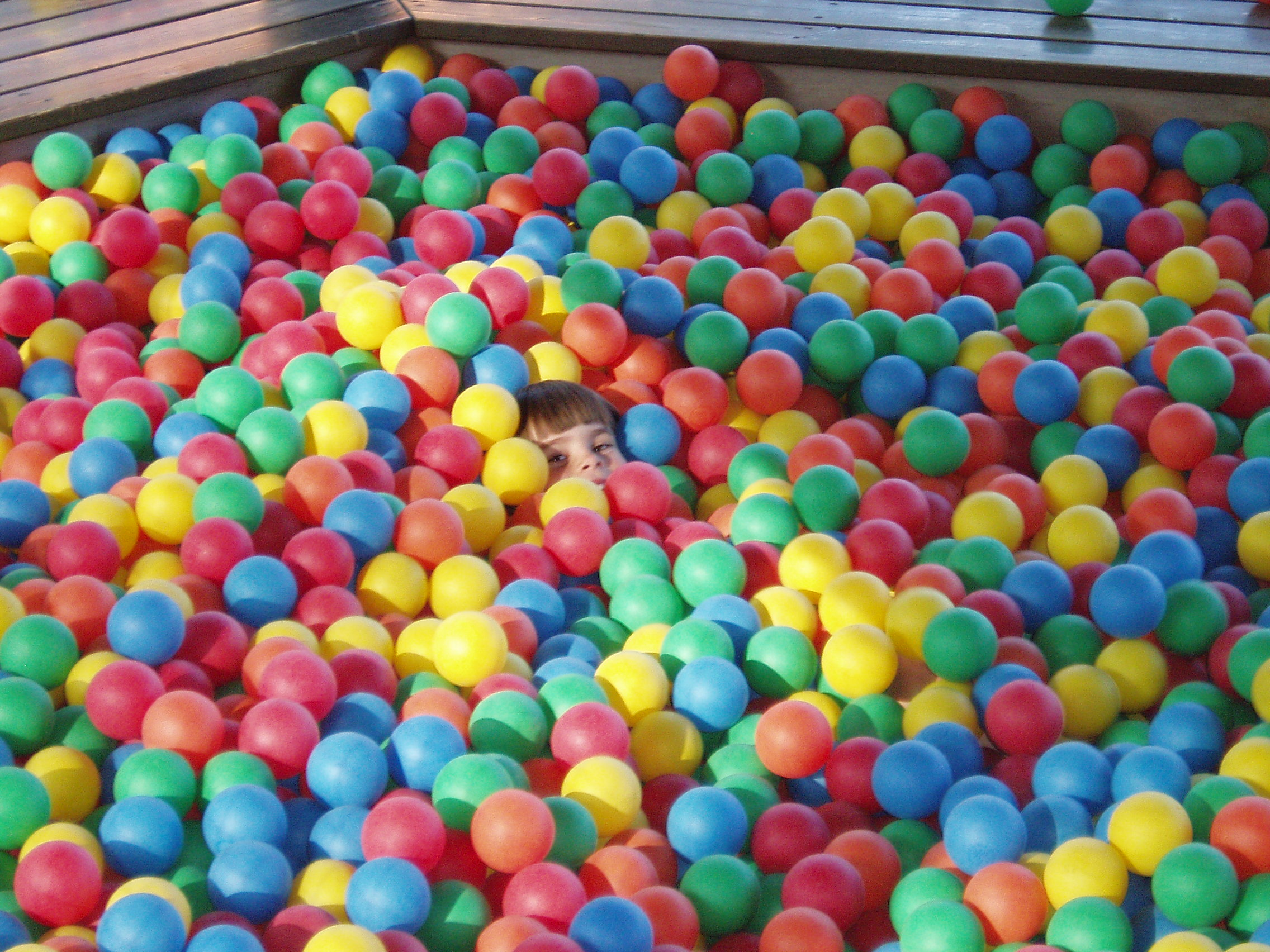
ショッピングモールで子供のエンターテインメントのために提供される種類のボールプール

## 安全性
大規模なフェスティバル（宗教的または世俗的なものであれ）、コンサート、クラブ、パーティー、お祝いなど、一部のエンターテインメントは大群衆を伴う。最古の時代から、エンターテインメントでの群衆は、特にアルコールなどの嗜好品の使用と組み合わさると、危険性を伴っていた。古代ギリシャ人にはディオニュソス秘儀があり、ローマ人にはサトゥルナリアがあった。過剰と群衆の結果として、行動の社会的規範の侵害が生じることがあり、時には、例えばオルタモント・フリーコンサート（野外ロックフェスティバル）のように、けがや死亡を引き起こすこともある。ナイトクラブでの深刻な事件のリストには、群衆の押し合いによるもの；ナイトクラブを標的とした2002年バリ爆弾事件などのテロリズム；そして特に火災が含まれる。ステーション・ナイトクラブ火災後に米国で行われたような調査は、しばしば「ナイトクラブの火災安全に関する」ココナッツ・グローブ火災などの以前の出来事から学ばれた教訓は「必ずしも持続的で効果的な変化をもたらすわけではない」ことを示している。そのような事件を防止する努力には、中世の悪ふざけの王や、現代では入場をコントロールするセキュリティ担当者などの特別な役員の任命；そして建物の安全性などに関連する関連基準の継続的な改善が含まれる。観光産業は現在、エンターテインメント会場での安全とセキュリティを重要な管理タスクと考えている。

## 産業
エンターテインメントは、特にアメリカ合衆国では大企業であるが、すべての文化に遍在している。
王や支配者、権力者はいつも彼らのために娯楽を提供させることができ、多くの場合、公共のエンターテインメントに対価を支払ってきたが、一般の人々は基本的に自分自身の娯楽を作り出すか、可能な場合にはライブパフォーマンスに参加してきた。20世紀、特にマスメディアの分野での技術的発展は、エンターテインメントが観客から独立して制作され、パッケージ化され、エンターテインメント産業によって商業的に販売されることを意味した。時にショービジネスと呼ばれるこの産業は、ビジネスモデルに依存し、あらゆる種類のパフォーマンスを含む多くの伝統的な形式を制作、マーケティング、放送、または他の方法で配布している。この産業は非常に洗練されたため、その経済学は学術研究の別分野となった。
映画産業はエンターテインメント産業の一部である。その構成要素には、ハリウッド とボリウッド の映画産業、そしてイギリスの映画およびヨーロッパのすべての映画、フランス、ドイツ、スペイン、イタリアなどを含む。性産業もエンターテインメント産業の別の構成要素であり、同じ形式とメディア（例えば、映画、本、ダンス、その他のパフォーマンス）を性製品の開発、マーケティング、商業的な販売に適用している。
遊園地は、ライド、ローラーコースター、乗れるミニチュア鉄道、ウォーターライド、ダークライドなどのライド、そして他のイベントや関連アトラクションで有料客を楽しませる。公園は「ランド」と名付けられたテーマ別エリアに分割された広大な敷地に建設されている。時には遊園地全体が1つのテーマに基づいており、海洋生物のテーマに焦点を当てた様々なシーワールドパークなどがある。
エンターテインメント産業の発展の結果の一つは、新しい種類の雇用の創出である。作家、音楽家、作曲家などの仕事は、かつてそうであったように存在するが、この仕事をする人々は、かつてのようにパトロンではなく、会社に雇われている可能性が高い。映画産業における照明技師や特殊効果スーパーバイザー、遊園地の係員など、新しい職が出現している。
エンターテインメントの様々な種類の優秀性に対して、業界から権威ある賞が授与されている。例えば、音楽、ゲーム（ビデオゲームを含む）、漫画、演劇、テレビ、映画、ダンス、魔術の芸術に対する賞がある。スポーツの賞は、エンターテインメント価値ではなく、結果と技術に対して与えられる。

エンターテインメント産業
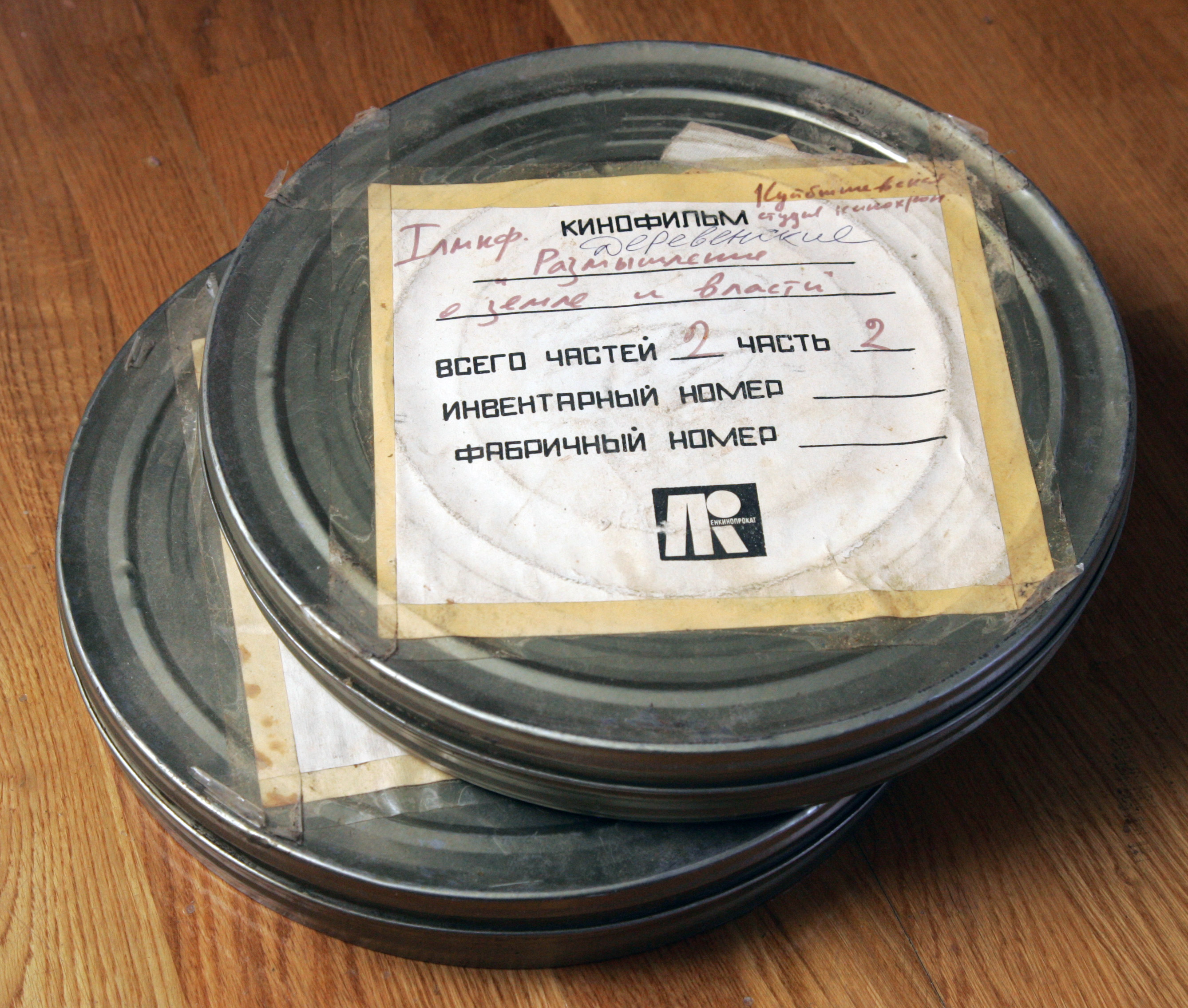
パッケージ化されたエンターテインメント 箱に入った35mm フィルムリール
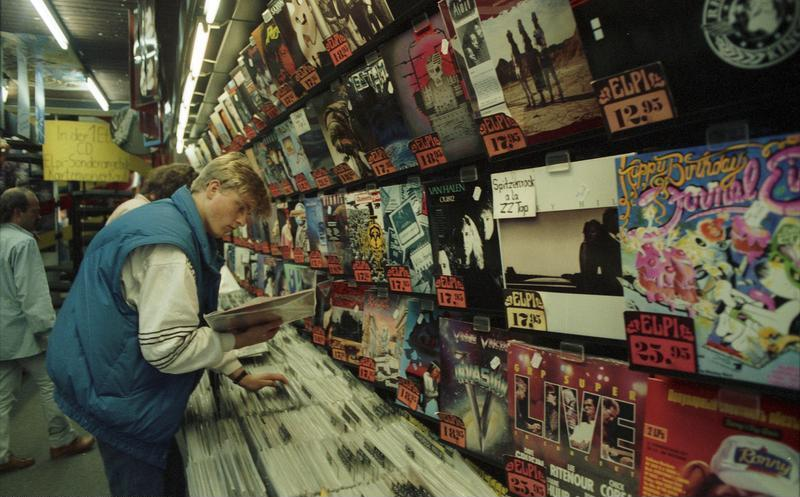
レコード店での音楽の選択（ドイツ、1988年）
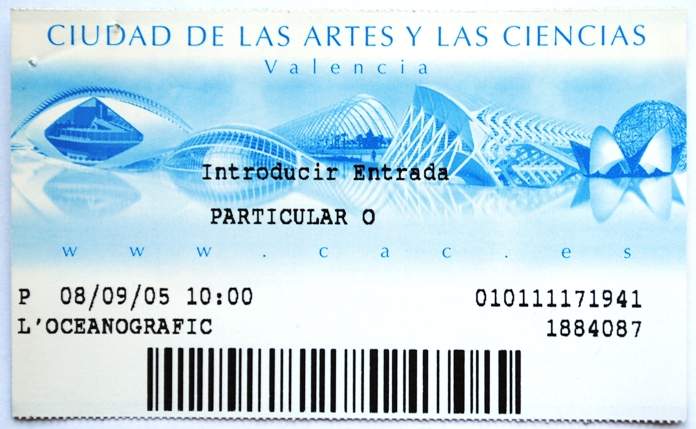
電子バーコードを表示するチケット（バレンシア、2005年）

## 建築

### エンターテインメントのための建築
観客を収容するエンターテインメントの会場として目的に合わせて建てられた構造物は、多くの有名で革新的な建物を生み出してきた。その中でも最も識別しやすいものの一つは劇場構造である。古代ギリシャ人にとって、「劇場の建築的重要性は、その記念碑性、その設計に注がれた努力、そしてその詳細に注がれた配慮に現れているように、共同体にとってのその重要性を反映している」。ローマ人はその後、キルクスとして知られる楕円形の形でスタジアムを発展させた。現代では、エンターテインメントのための最も壮大な建物の一部は、その都市だけでなく設計者にも名声をもたらしている。例えば、シドニー・オペラハウスは世界遺産であり、ロンドンのThe O₂は屋内アリーナ、音楽クラブ、映画館、展示スペースを含むエンターテインメント地区である。ドイツのバイロイト祝祭劇場は、特定の音楽作品の公演のために設計され建設された劇場である。
大衆向けの会場設計における二つの主要な建築上の懸念事項は、避難の速度と安全性である。会場が空になる速度は、快適性と安全性の両方にとって重要である。なぜなら、大きな群衆は設計の悪い会場からの分散に長時間かかり、それが安全上のリスクを生み出すからである。ヒルズボロの悲劇は、建物設計の悪い側面が観客の死亡にどのように貢献するかの例である。視線と音響もほとんどの劇場の会場において重要な設計上の考慮事項である。
21世紀では、エンターテインメント会場、特にスタジアムは「主要な建築ジャンルの中で傑出するであろう」。しかし、それらは「全く新しいアプローチ」を設計に必要とする。なぜなら、それらは「洗練されたエンターテインメントセンター、多様な方法で楽しむことができる多経験型会場である必要がある」。したがって、建築家は現在「ライブ観客を招待するスポーツとエンターテインメントセンターとして、そして遠隔観客の視聴要件を満たすスポーツとエンターテインメントスタジオとして、二つの異なる機能を念頭に置いて設計する」必要がある。

エンターテインメントのための建築
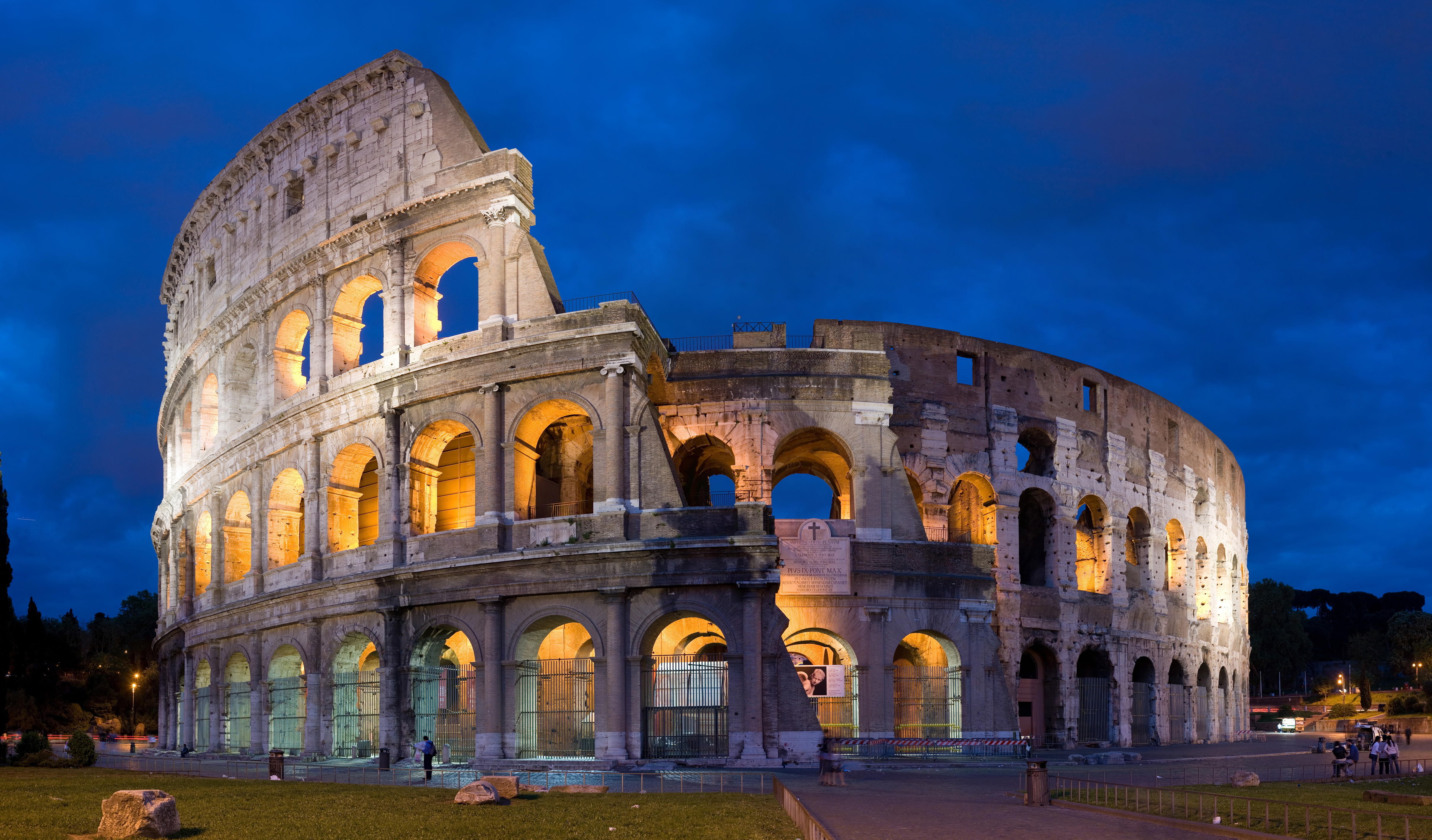
コロッセオ、ローマ（70〜80年）、大衆エンターテインメントのためのローマの会場
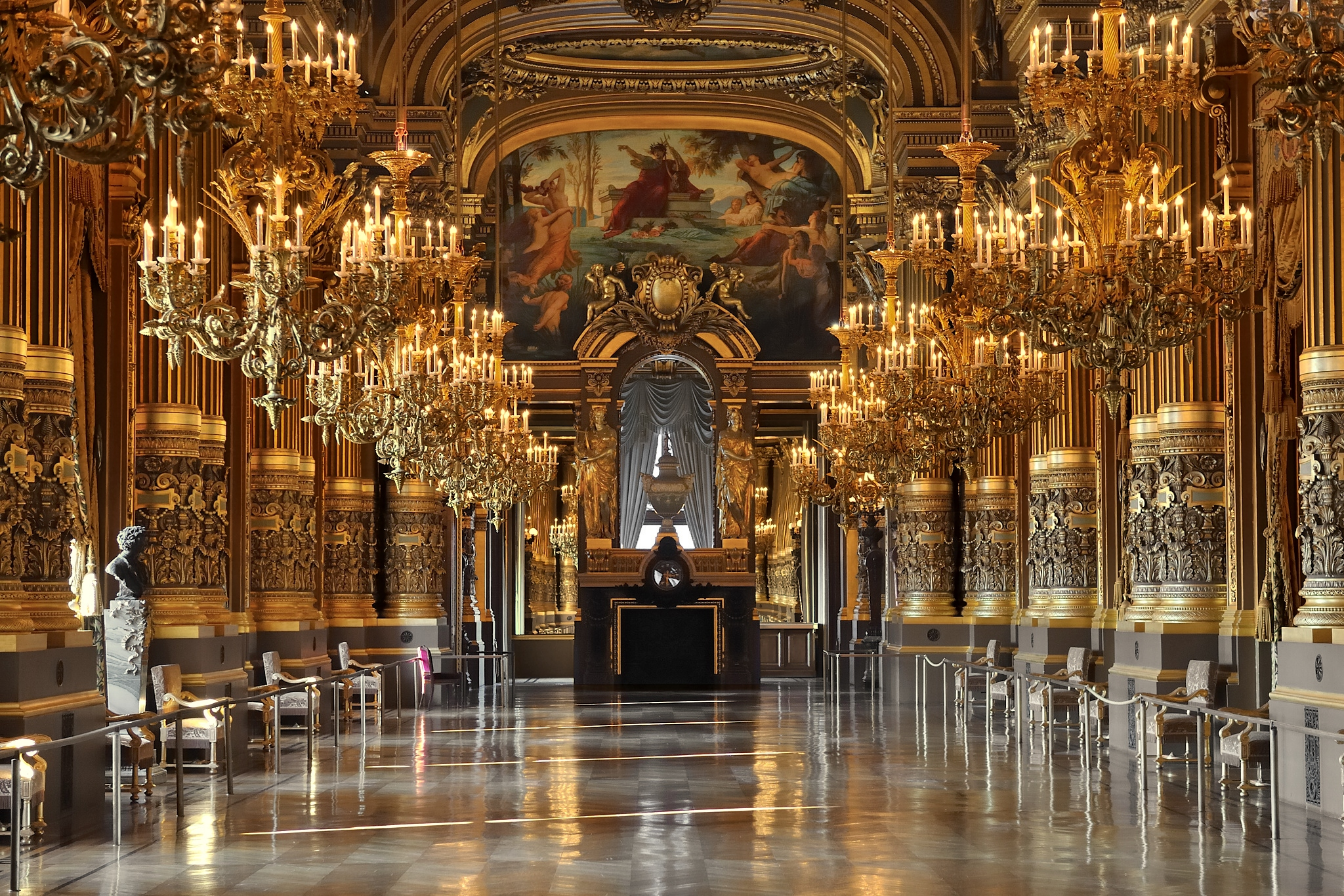
パリのガルニエ宮のグランドフォワイエ（1875年）は、世界中の建築に影響を与えた。
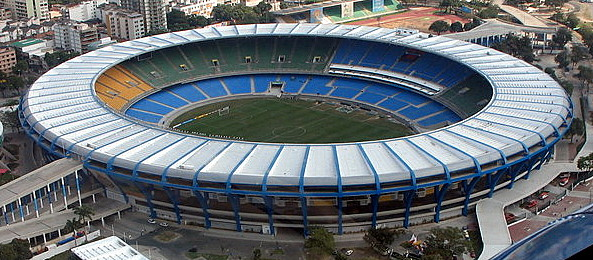
リオデジャネイロのマラカナン、開設時（1950年）世界最大の収容能力を持つスタジアム
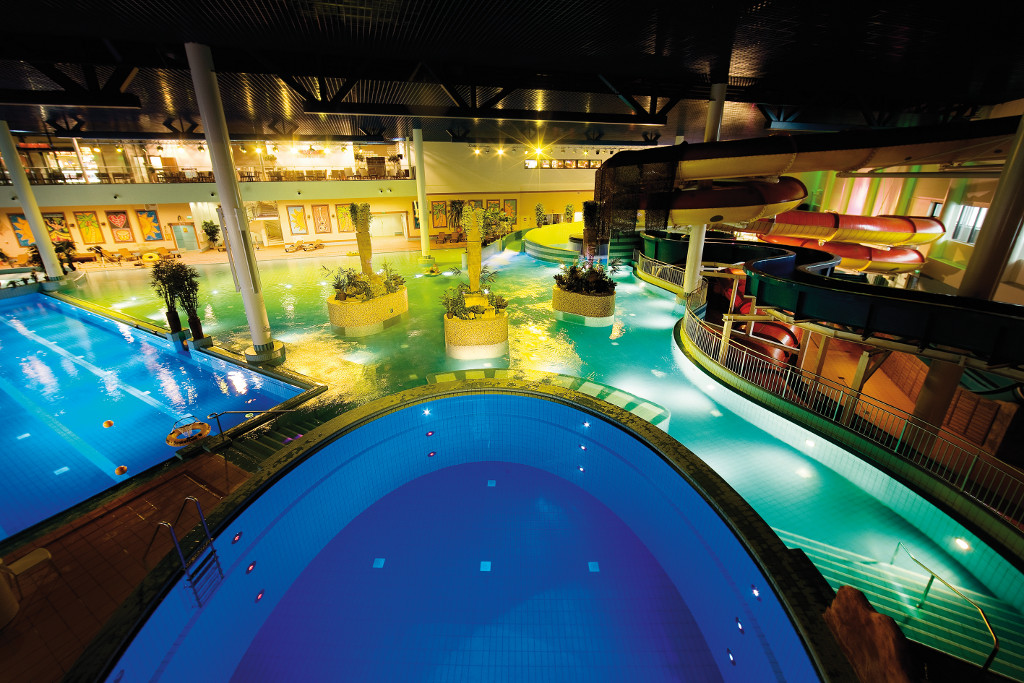
フィンランドヴァンターのフラミンゴエンターテインメントセンター（英語版）（2008年）には、様々なエンターテインメント活動（例えば映画館、スパ、ボウリング、レーザーゲーム、バーチャル体験）、40の異なる店舗とホテルが含まれている

### エンターテインメントとしての建築

ディズニーランド遊園地の非本物の城

設計や建設の境界を押し広げる建築家は、時に公衆やクライアントの期待を超え、美的に突出しているためにエンターテインメントになる建物を作ることがある。フランク・ゲーリーによって設計されたビルバオ・グッゲンハイム美術館のような建物はこのタイプであり、観光客の目を引くものになると同時に、重要な国際的美術館となっている。他の一見使用可能に見える建物は実際にはフォリーであり、装飾的な目的のために意図的に建設され、実用的になることは決して意図されていない。
一方、時には建築はエンターテインメントであり、機能的であるふりをしている。例えば、観光産業は、本来の目的で一度も使用されたことがない、あるいは使用できない建物を「アトラクション」として作ったり、改装したりする。それらは代わりに、しばしば文化的体験をシミュレートすることによって、訪問者を楽しませるために目的を変えられる。建物、歴史、神聖な空間はこうして購入のための商品にされる。そのような意図的な観光アトラクションは建物を過去から切り離すため、「歴史的真正性と現代のエンターテインメント会場/テーマパークの違いは定義が難しくなる」。例としては「その厳しい内戦の歴史を持つトレドのアルカサルの保存、ガーナの奴隷地下牢の観光アトラクションへの転換[例えばケープ・コースト城など]、そしてリビアでの先住民文化の提示」がある。遊園地に特別に建設された建物は公園のテーマを表しており、通常は本物でも完全に機能的でもない。

## 電子メディアの発展の影響

### グローバリゼーション
20世紀後半までに、電子メディアの発展によって、エンターテインメント製品を世界中の大衆に届けることが可能になった。この技術により、人々はどこに住んでいても、おなじみの形式―物語、演劇、音楽、ダンス―をすべて見たり、聞いたり、参加したりすることが可能になった。エンターテインメント技術の急速な発展は、カセットテープやコンパクトディスクなどのデータ記憶装置の改善と、増加する小型化によって助けられた。コンピュータ化とバーコードの開発もチケット発行をより簡単に、より速く、そしてグローバルにした。

### 陳腐化

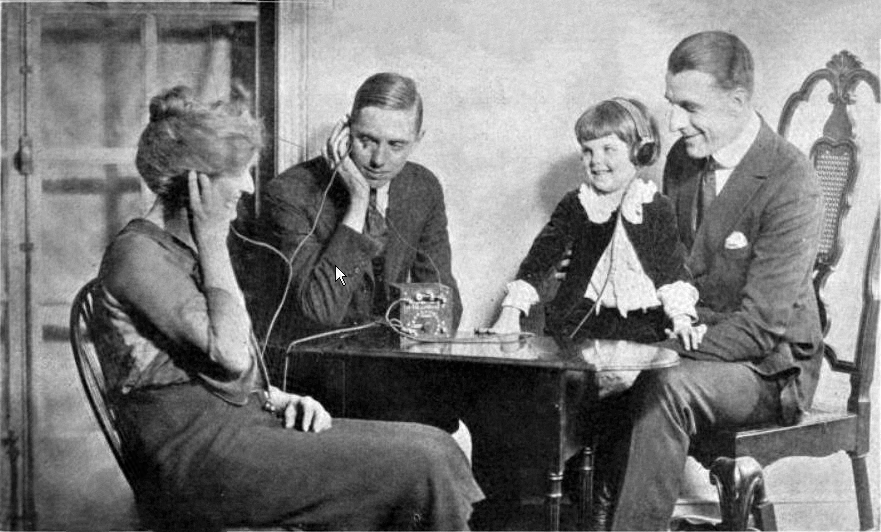
クリスタルラジオの雑誌広告（1922年）

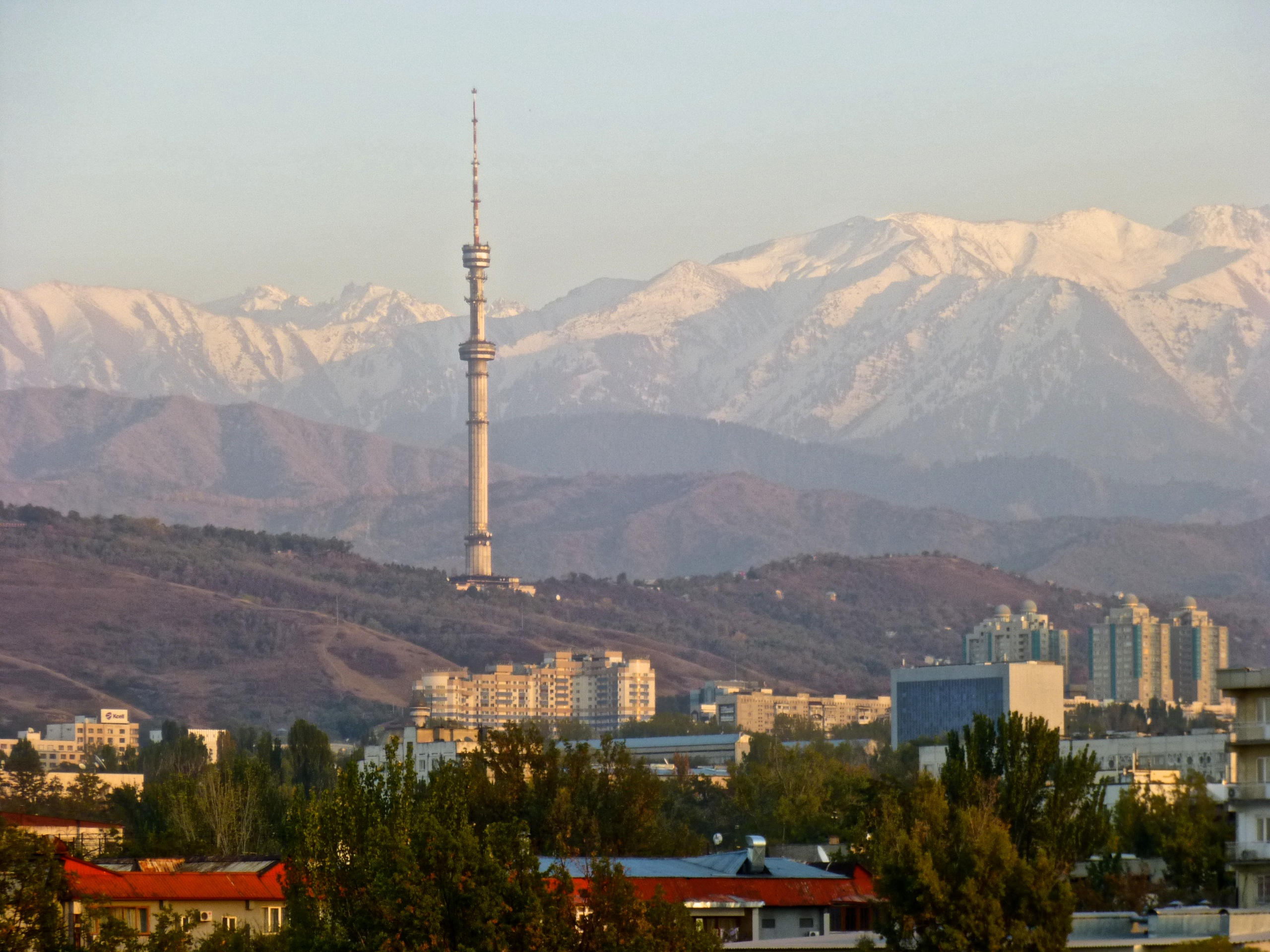
カザフスタンアルマトイのテレビ塔（1983年建設）

1940年代には、ラジオが家族のエンターテインメントと情報のための電子メディアだった。1950年代には、テレビが新しいメディアであり、急速にグローバル化し、まず白黒で、次にカラーで、世界に視覚的エンターテインメントをもたらした。1970年代までには、ゲームは電子的にプレイすることができ、次に携帯型デバイスがモバイルエンターテインメントを提供し、20世紀の最後の10年までにネットワークプレイを通じてプレイできるようになった。エンターテインメント産業の製品と組み合わせて、すべての伝統的なエンターテインメントの形式が個人的に利用可能になった。人々は音楽、映画、ゲームなどのエンターテインメント製品を選ぶだけでなく、それを使う時間と場所を選ぶことができた。「携帯型メディアプレイヤーの普及と映画消費の場としてのコンピュータの強調」が一緒になって、視聴者が映画に出会う方法を大きく変えた。電子エンターテインメントの台頭の最も注目すべき結果の一つは、様々な記録と保存方法の急速な陳腐化である。電子メディアによって駆動される変化の速度の例として、標準化されたエンターテインメント製品を受信するためのメディアとしてのテレビは、一世代の間に未知から新奇なものへ、そして普及から時代遅れになった。2011年までに米国の家庭の30%以上がWiiコンソールを所有するだろうという一つの推定があった。これは「1953年にテレビを所有していた割合とほぼ同じ」。21世紀の第2の10年の半ばまでに、オンラインエンターテインメントがテレビを完全に置き換えているだろうと予想する人もいた―それは起きなかった。いわゆる「デジタル革命」は、政府、ビジネス、産業、個人がついていくのに苦労するような、ますます国境を越えたマーケットプレイスを生み出した。将来のスポーツスタジアムでさえ、「快適さ、安全性、そして利用可能な音声-視覚情報とエンターテインメントの絶え間ない流れという点で」ますますテレビ視聴と競争するだろう。この変化のその他の流れの影響には、患者や住民にとって必須のエンターテインメントサービスと見なされているテレビがインターネットへのアクセスに置き換えられる必要がある病院や老人ホームなどの公共建築への影響が含まれる可能性がある。同時に、「プロフェッショナルな関与者」としてのエンターテイナーの継続的な必要性は、伝統的なエンターテインメントの継続性を示している。

### 収束
21世紀の第2の10年までに、アナログ録音はデジタル録音に置き換えられ、あらゆる形式の電子エンターテインメントが収束し始めた。例えば、収束は映画産業の標準的な慣行に挑戦している：「成功または失敗は、かつてはその上映の最初の週末によって決定されていた。今日、...DVD、ペイ・パー・ビュー、光ファイバーのビデオ・オン・デマンドなどの一連の上映'窓口'が利益を最大化するために使用されている」。業界の調整の一部は、ビデオホスティングサービスを通じて新しい商業製品を直接リリースすることである。メディアの収束は技術的なものだけではないと言われている：収束は文化的でもある。それはまた「ビジネス団体、政策機関、その他のグループの利益を保護するための意図的な努力の結果」でもある。グローバリゼーションと文化帝国主義は収束の文化的結果の二つである。他にはファンダムやインタラクティブなストーリーテリング、そして単一のフランチャイズが様々な配信方法を通じて配布され、それらに影響を与える方法などがある。「信号が受信され、視聴者にパッケージ化される方法の多様性が増加していること、地上波、衛星、またはケーブルテレビを通じて、そしてもちろん、インターネットを通じて」は、スポーツスタジアムなどのエンターテインメント会場にも影響を与えている。これらの会場は現在、ライブと遠隔の両方の観客がますます洗練された方法で相互作用できるように設計される必要がある―例えば、観客は「ハイライトを見る、統計を呼び出す」、「チケットと商品を注文する」、そして一般的に「一日中いつでもスタジアムのリソースを利用する」ことができる。
テレビの導入はエンターテインメント製品の可用性、コスト、種類、品質を変え、オンラインエンターテインメントの収束も同様の効果を持っている。例えば、商業製品とは異なるユーザー生成コンテンツの可能性と人気は、「プログラミングを時代遅れにするネットワーク観客モデル」を作り出す。個人や企業はビデオホスティングサービスを使用して、公衆が正当なエンターテインメントとして同様に受け入れるコンテンツを放送している。
技術がエンターテインメント製品の需要を増加させ、配信速度の向上を提供する一方で、コンテンツを構成する形式そのものは比較的安定している。ストーリーテリング、音楽、演劇、ダンス、ゲームは、何世紀も前と同じように認識できる。